# قائمة إصدارات الطوابع البريدية في عجمان (1969)
الكثير من الطوابع التي أصدرت في إمارة عجمان تصنف ضمن طوابع الكثبان الرملية. طبعت هذه الطوابع بكثرة في الستينيات وأوائل السبعينيات من القرن الماضي، وتكاد تكون عديمة القيمة اليوم.
وجد فينبار كيني وهو رجل أعمال أمريكي ومن هواة جمع الطوابع الفرصة لإنشاء عدد من الإصدارات من الطوابع التي تستهدف سوق جامعي الطوابع المربح. وقد أبرم في عام 1964 اتفاقات مع إمارات الخليج العربي لإصدار طوابع، ومن بينها إمارة عجمان. حملت هذه الطوابع مصورا ذات ألوان وأشكال صارخة وليس لها صلة فعلية بالإمارات.
كان بيع الطوابع البريدية لفترة قصيرة تجارة مربحة للإمارات، حيث كان لمعظم الإمارات القليل من مصادر الدخل، باستثناء إمارة أبو ظبي، التي توفر فيها إنتاج النفط منذ عام 1965. ومع ذلك، انخفضت الإيرادات التي تصل إلى 70 ألف جنيه إسترليني للإمارات الأفقر إلى 30 ألف جنيه إسترليني مع التشبع الحتمي للسوق. شكل بيع الطوابع بحلول عام 1966 المصدر الرئيسي لدخل الإمارات المتصالحة الشمالية.
أدى انتشارها في النهاية إلى تقليل قيمتها، ولهذا السبب، فإن العديد من الكتالوجات الشعبية اليوم لا تدرجها حتى.
اتهم فينبار كيني بالتورط في قضية رشوة في الولايات المتحدة بسبب تعاملاته مع حكومة جزر كوك. انتهت ترتيبات فينبار كيني عندما توحدت الإمارات العربية المتحدة في ديسمبر 1971.
هذه قائمة إصدارات الطوابع البريدية في عجمان لعام 1969، أصدرت عدة إصدارات، أبرزها الإصدارات التالية:

## إصدارات الدراجين
في 10 يناير 1969، أصدرت الطوابع التالية التي تظهر عليها صور دراجين أو متسابقي دراجات هوائية:

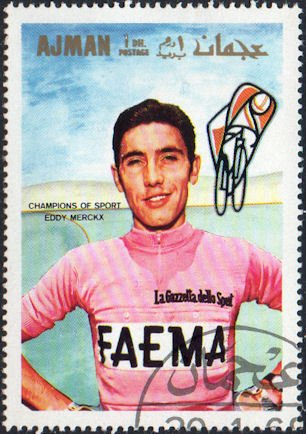
درهم واحد إيدي ميركس بلجيكا
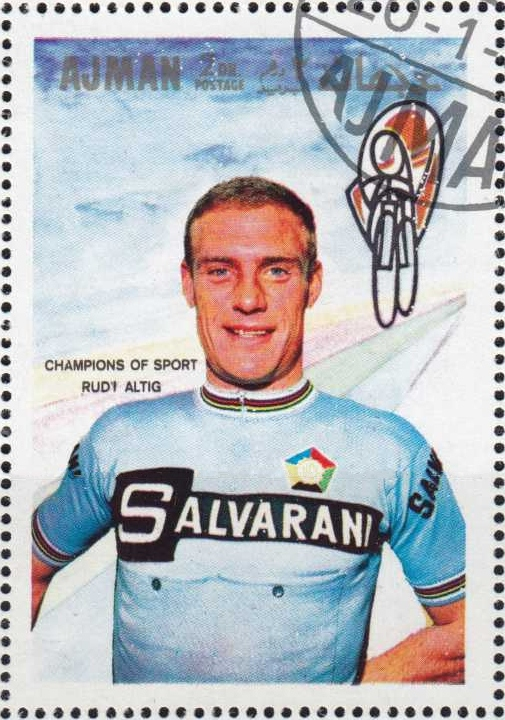
درهمان رودي آلتيج ألمانيا
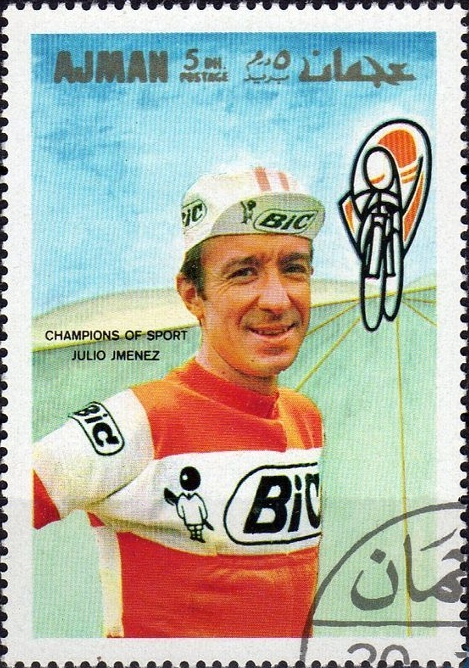
5 دراهم خوليو خيمينيز إسبانيا
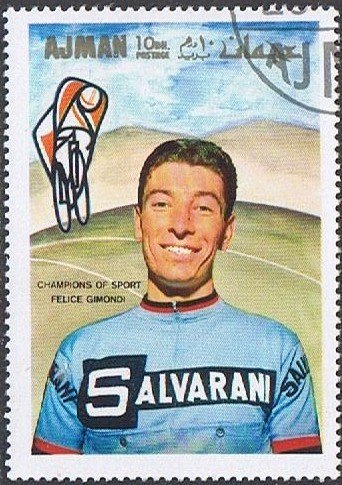
10 دراهم فيليتشي جيموندي إيطاليا
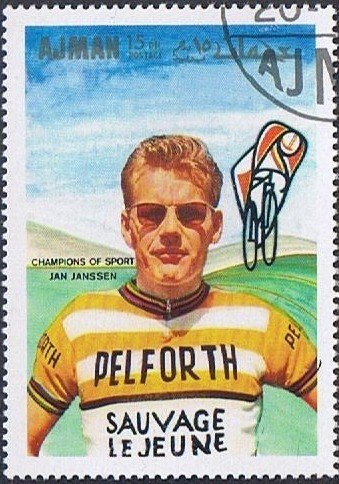
115 درهما يان يانسين هولندا
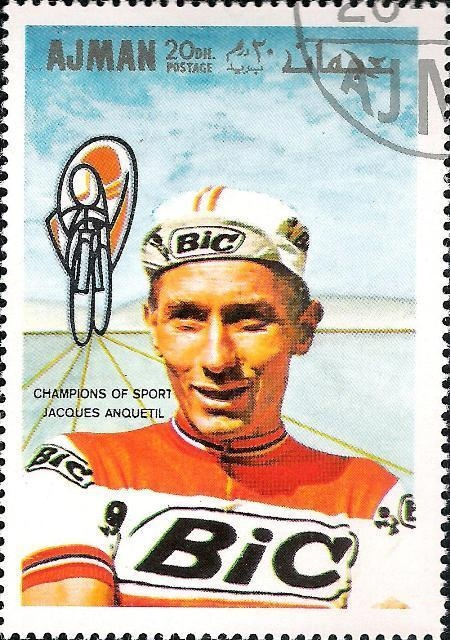
20 درهما جاك أنكيتيل فرنسا
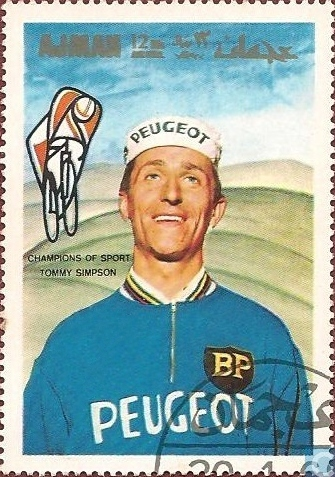
12 ريال للبريد الجوي توم سيمبسون المملكة المتحدة

وهذه صور نسخ أخرى لبعض الطوابع:

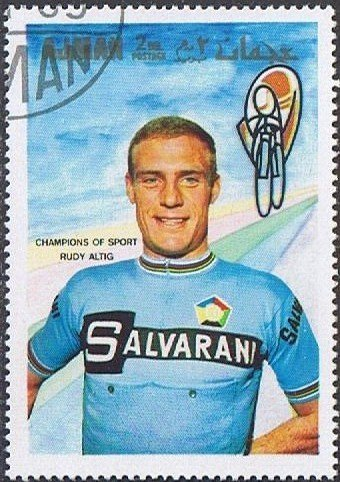
درهمان رودي آلتيج ألمانيا
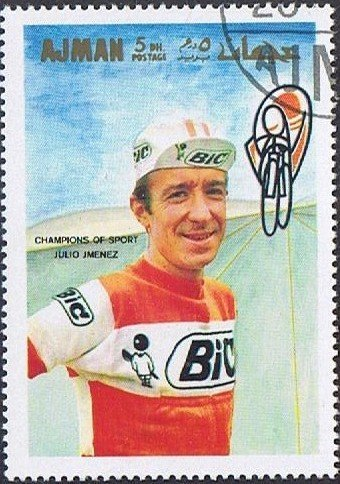
5 دراهم خوليو خيمينيز إسبانيا
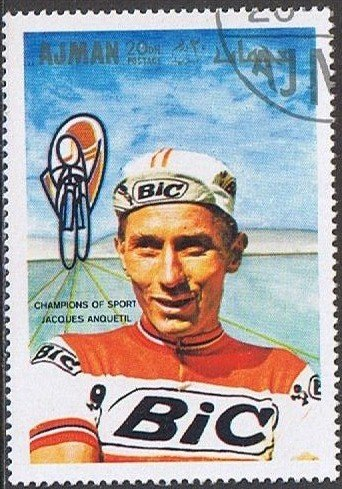
20 درهما جاك أنكيتيل فرنسا
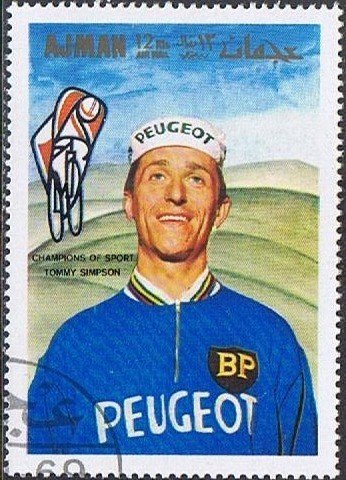
12 دريال للبريد الجوي توم سيمبسون المملكة المتحدة

كما أصدرت من الطوابع نسخ غير مخرمة، وهذا مثال عليها:

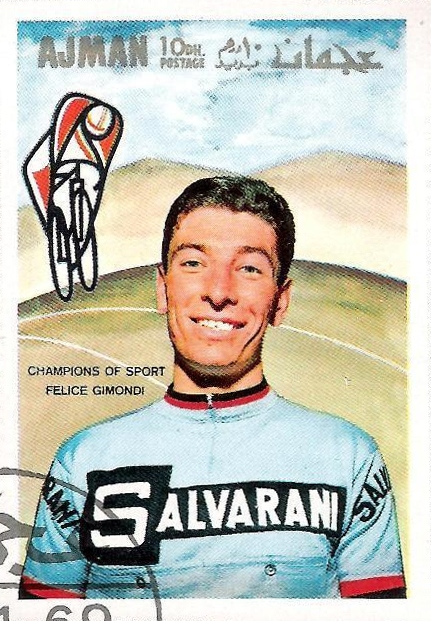
10 دراهم فيليتشي جيموندي إيطاليا

كما أصدرت بطاقات تضم طوابع:

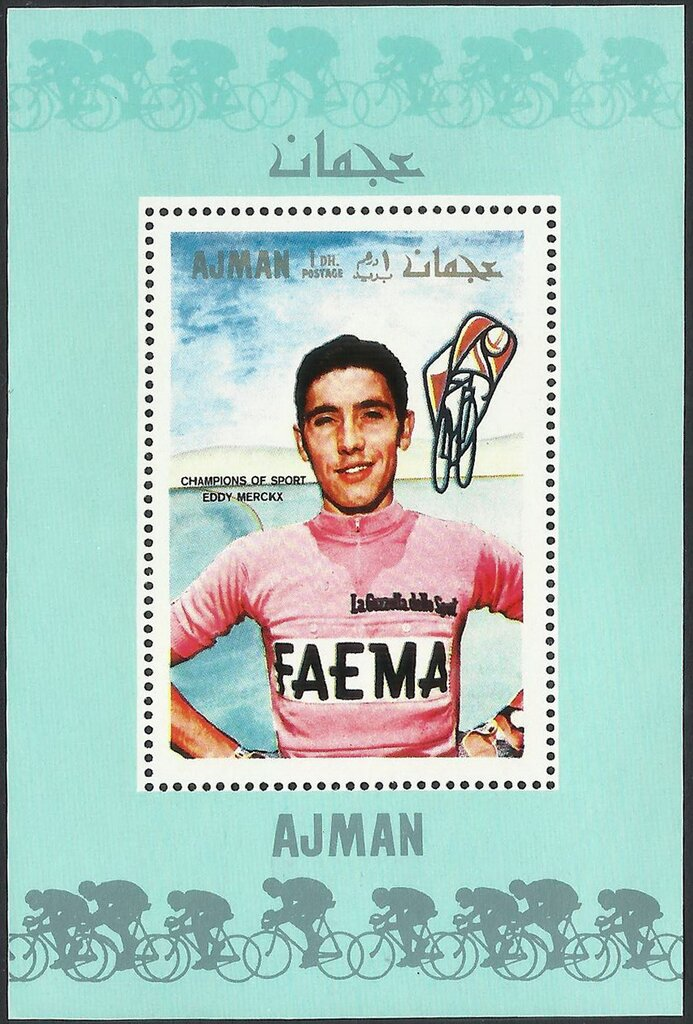
درهم واحد إيدي ميركس بلجيكا
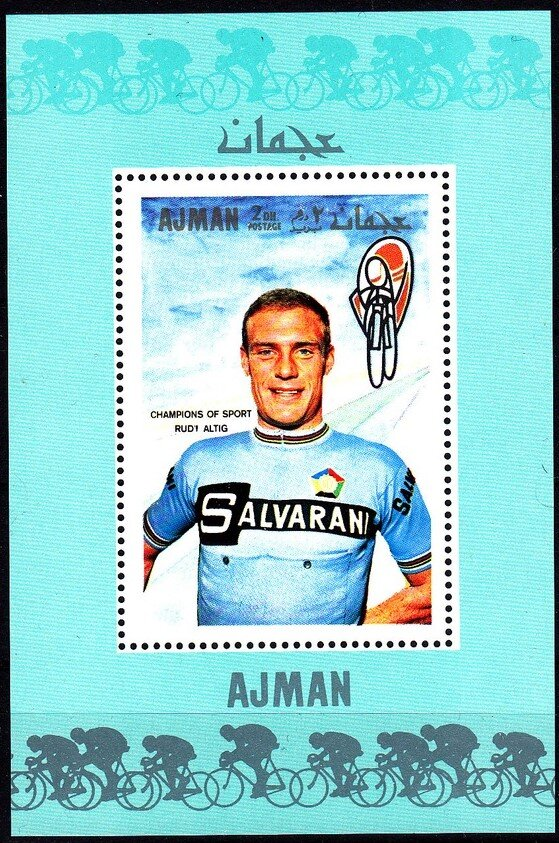
درهمان رودي آلتيج ألمانيا
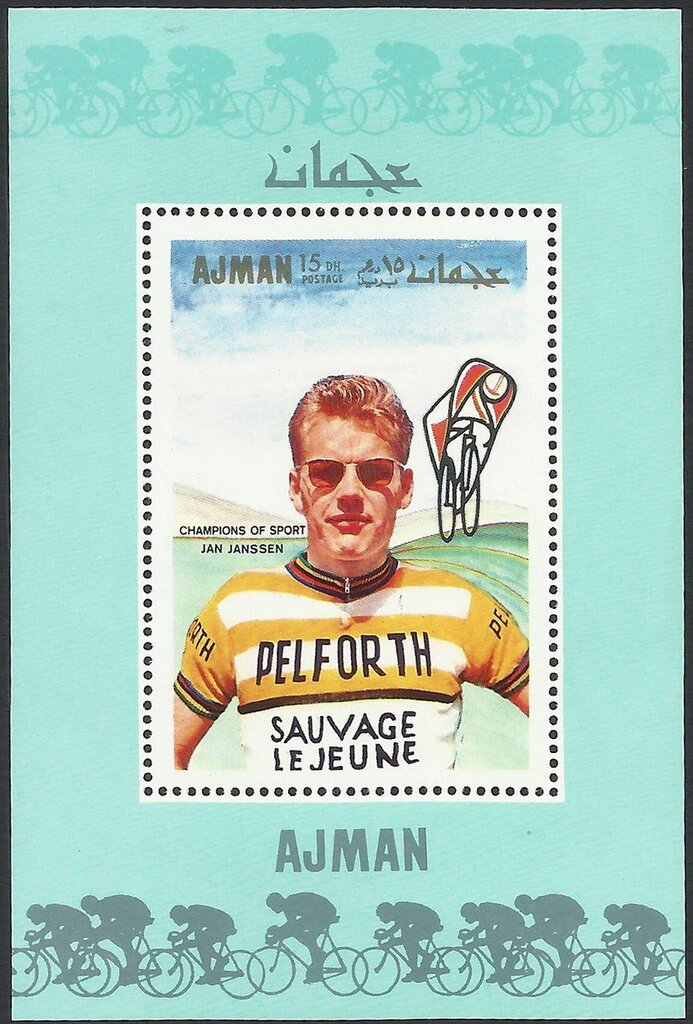
15 درهما يان يانسين هولندا
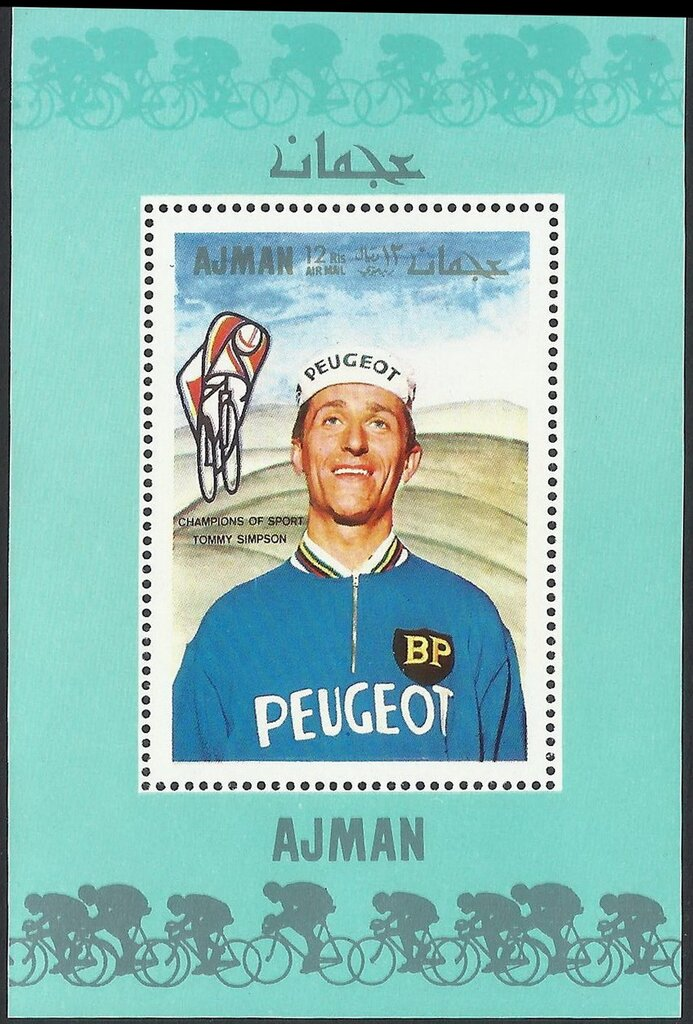
12 ريالا مخصص للبريد الجوي توم سيمبسون المملكة المتحدة

وكذلك أصدرت بطاقات تذكارية ضمت طابعا مخصصا للبريد الجوي بقيمة 10 ريالات، وفي جانب البطاقة صورة ميدالية ذهبية من الألعاب الأولمبية الصيفية في المكسيك عام 1968، تظهر في الطابع صورة سباق دراجة ترادفية:

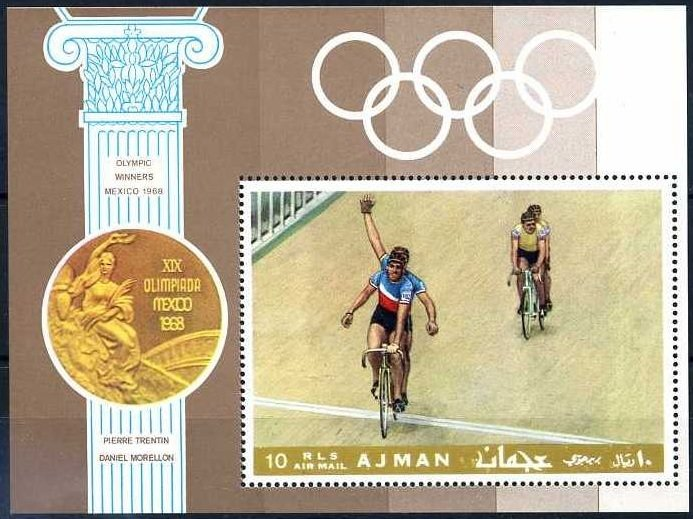
بطافة مخرمة
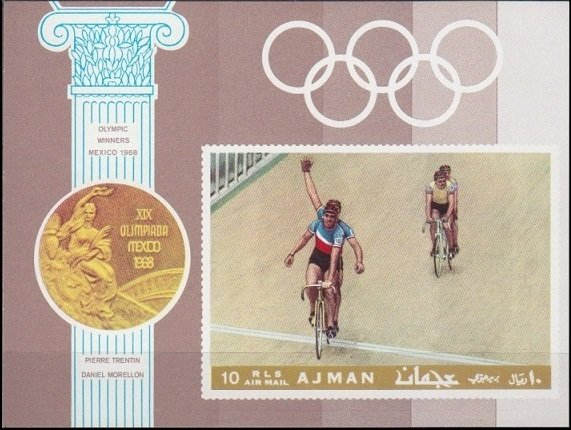
بطاقة غير مخرمة

## إصدارات لاعبي كرة القدم الألمان
كذلك في 10 يناير 1969، أصدرت الطوابع التالية التي تحمل صور لاعبي كرة القدم الألمان:

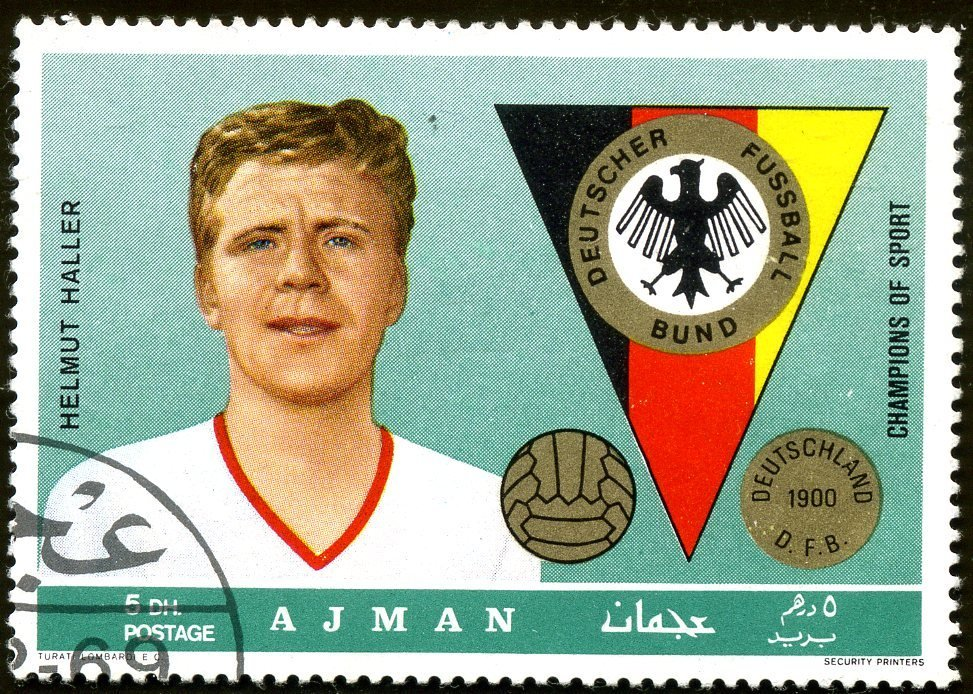
5 دراهم هيلموت هالر
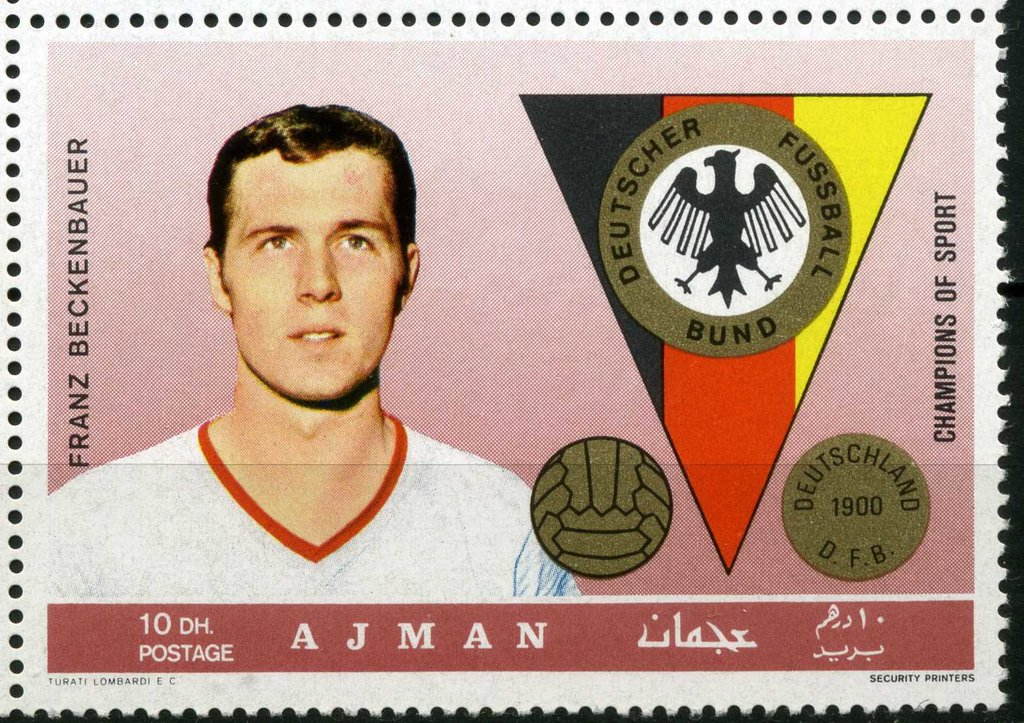
10 دراهم فرانز بكنباور
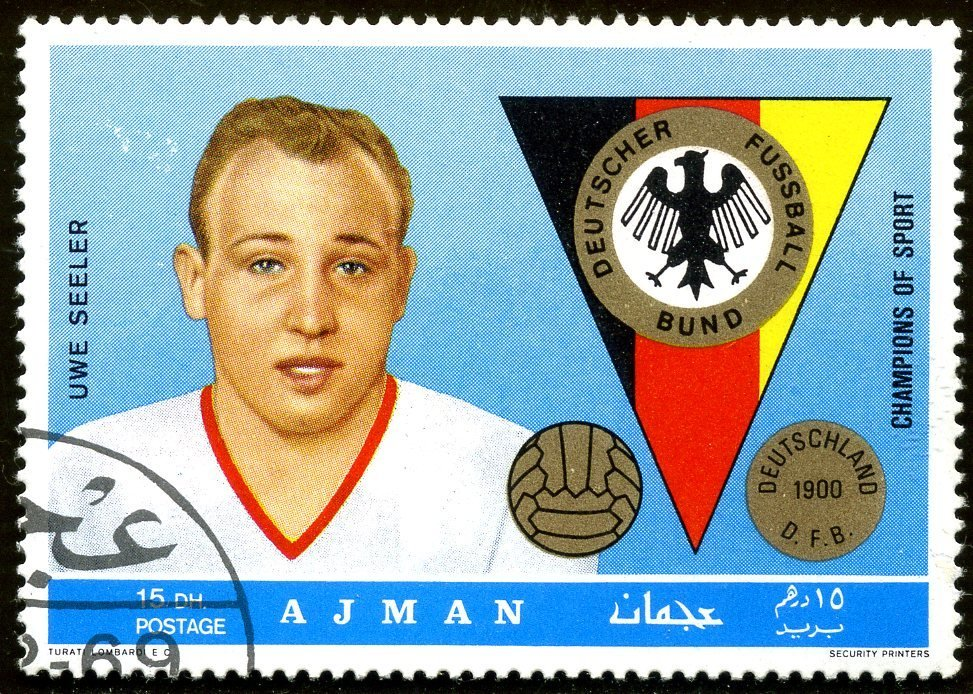
15 درهما أوفه زيلر
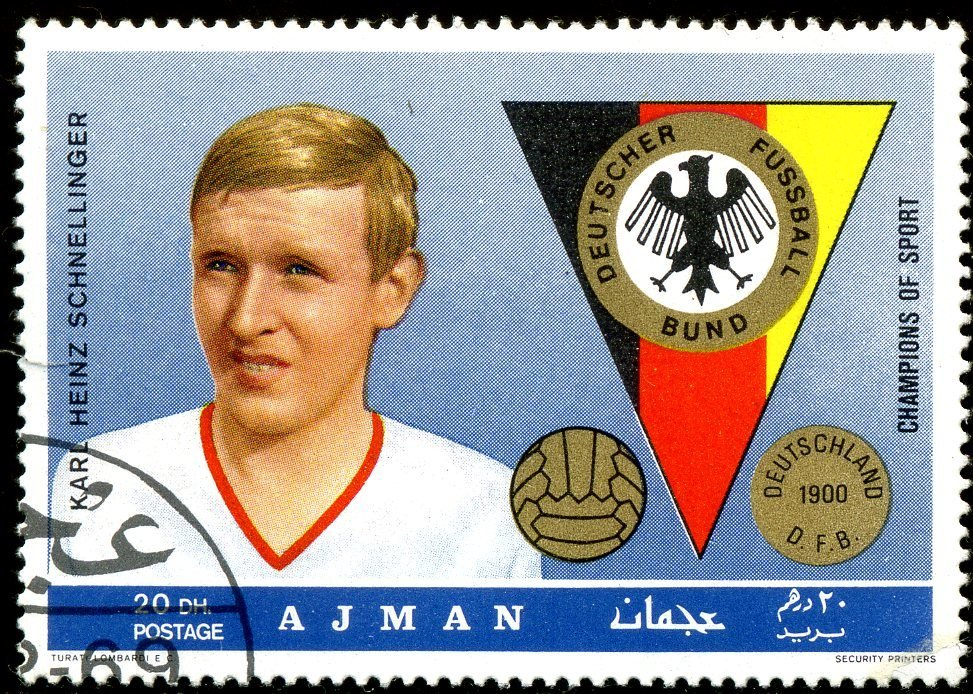
20 درهما كارل هاينز شنيلينغر
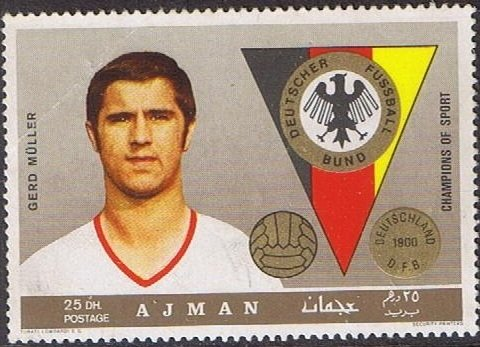
25 درهما غيرد مولر
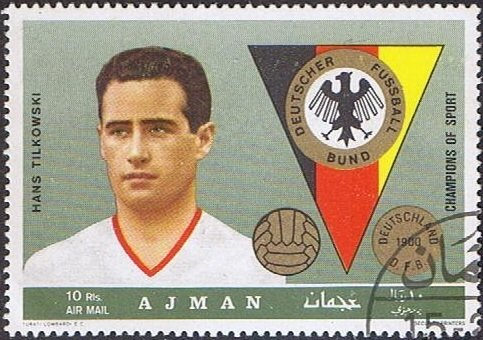
10 ريالات بريد جوي هانز تيلكوفسكي

وهذه نسخ أخرى لبعض الطوابع:
- 5 دراهم
هيلموت هالر
- 15 درهما
أوفه زيلر
- 20 درهما
كارل هاينز شنيلينغر
- 25 درهما
غيرد مولر
- 10 ريالات
بريد جوي
هانز تيلكوفسكي

كذلك أصدرت بطاقات تحتوي كل بطاقة على طابع من الطوابع:

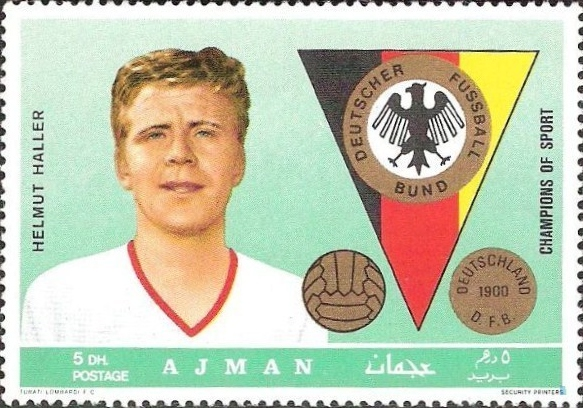
5 دراهم هيلموت هالر
- 10 دراهم
فرانز بكنباور
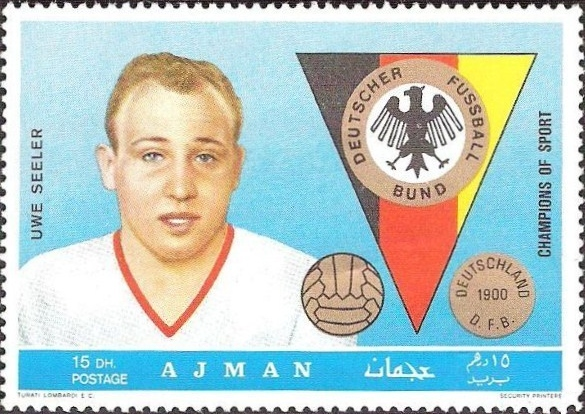
15 درهما أوفه زيلر
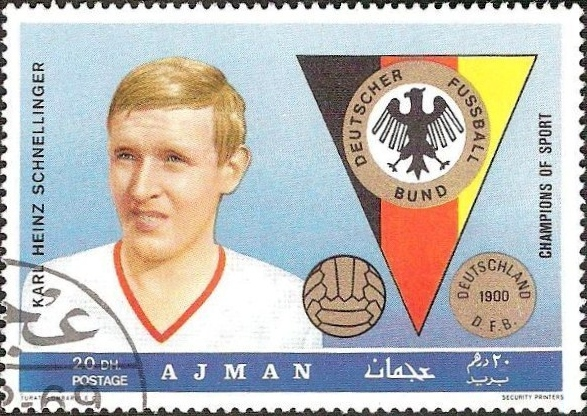
20 درهما كارل هاينز شنيلينغر
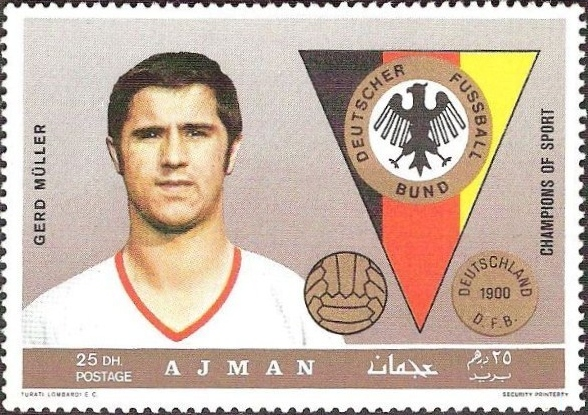
25 درهما غيرد مولر
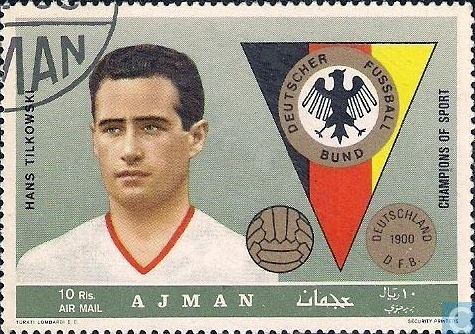
10 ريالات بريد جوي هانز تيلكوفسكي

كذلك أصدرت بطاقة تذكارية تحمل طابعا مخصصا للبريد الجوي بقيمة 12 ريال:

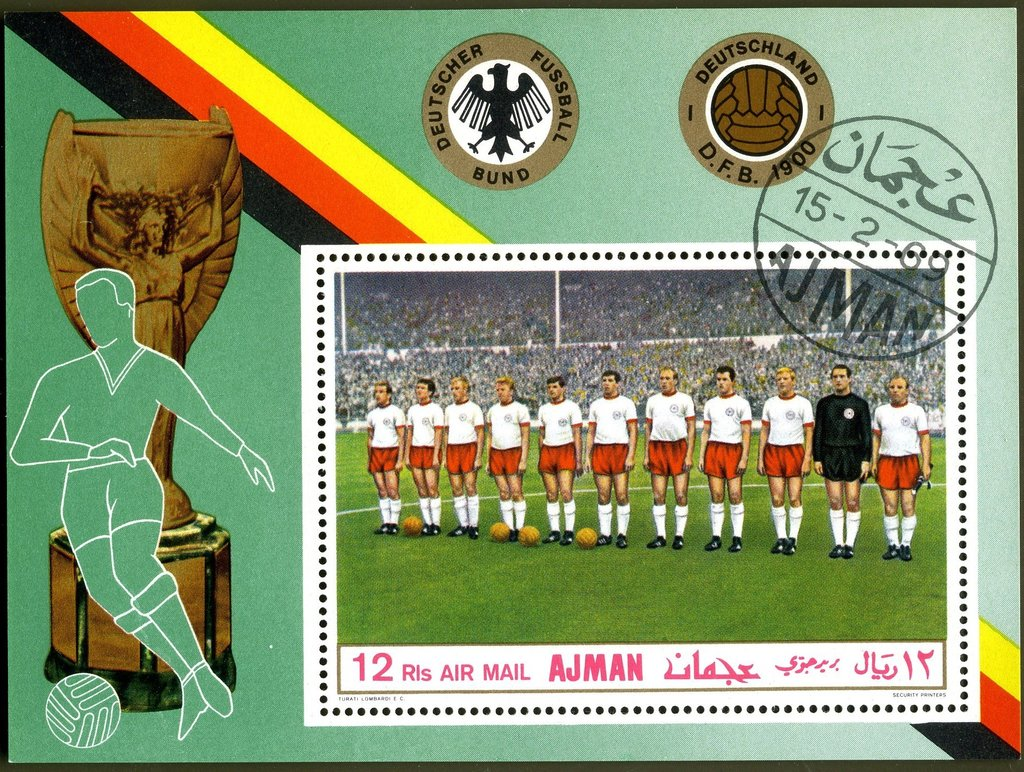
بطاقة تذكارية تحمل طابعا مخصصا للبريد الجوي بقيمة 12 ريال تظهر عليه صورة منتخب ألمانيا الغربية لكرة القدم.

## إصدارات سيارات السباق وقادتها
كذلك في 10 يناير 1969، أصدرت الطوابع التالية التي تحمل صور سيارات السباق وقادتها. الطوابع التالية تظهر عليه صور المتسابقين:
- درهم واحد
فولفغانغ فون تريبس
 ألمانيا

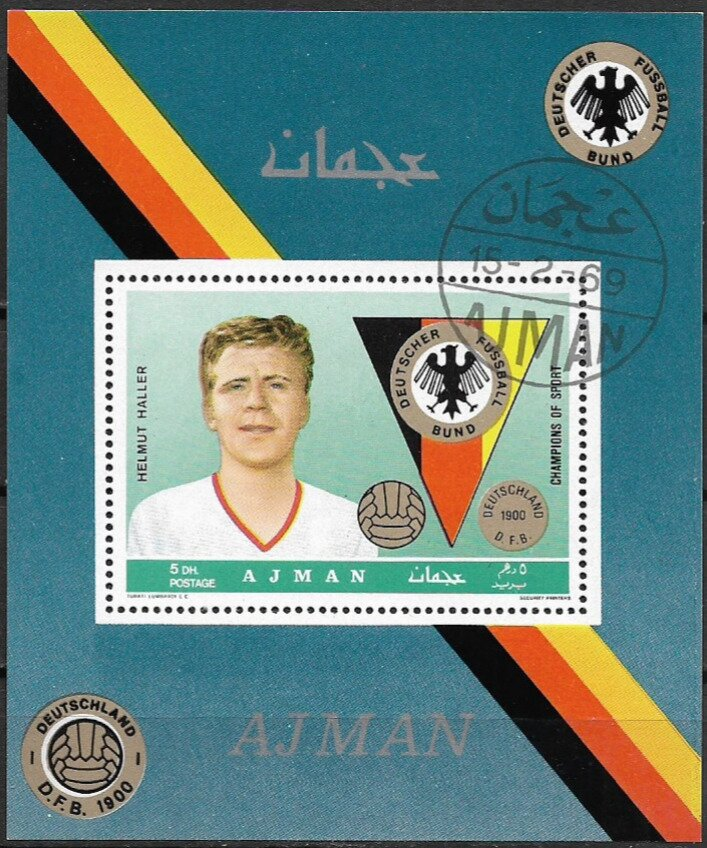
5 دراهم
جيم كلارك
 المملكة المتحدة
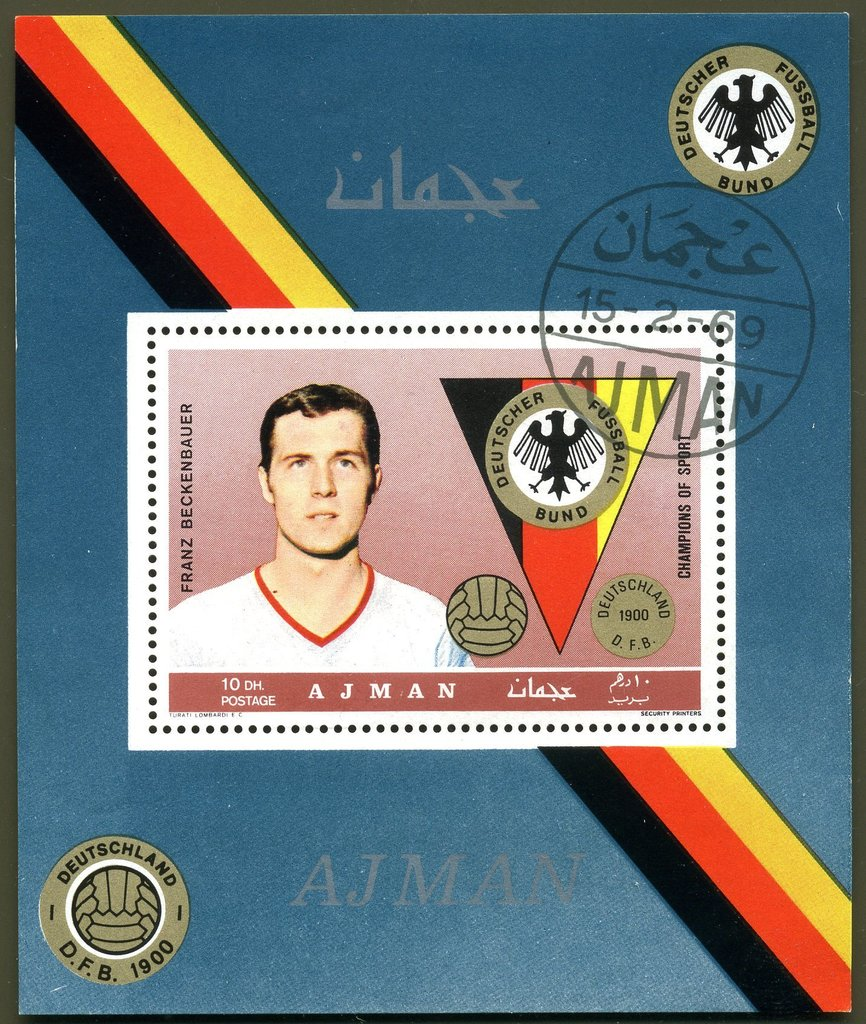
10 دراهم
جان بيير فيميل
 فرنسا
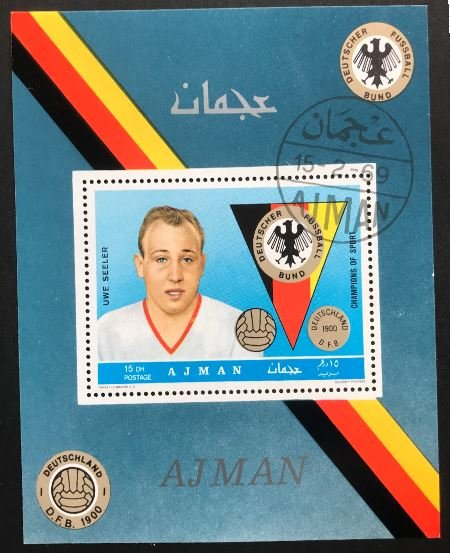
15 درهما تازيو نوفولاري[الإنجليزية] إيطاليا
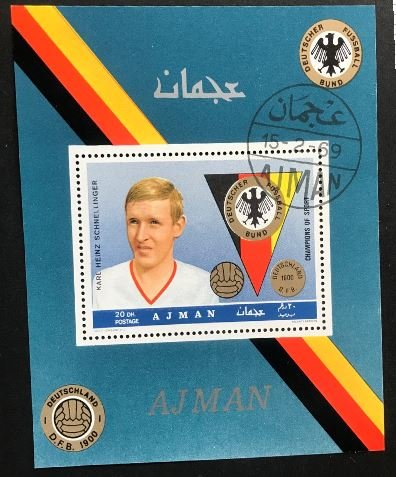
20 درهما كارل هاينز شنيلينغر
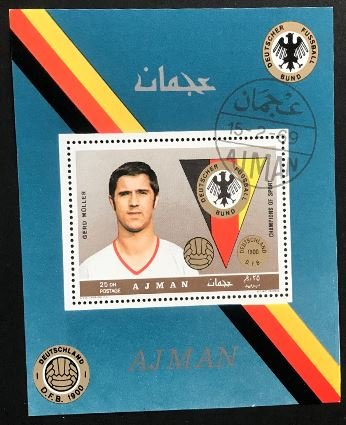
25 درهما
أنتوني جوزيف
 الولايات المتحدة
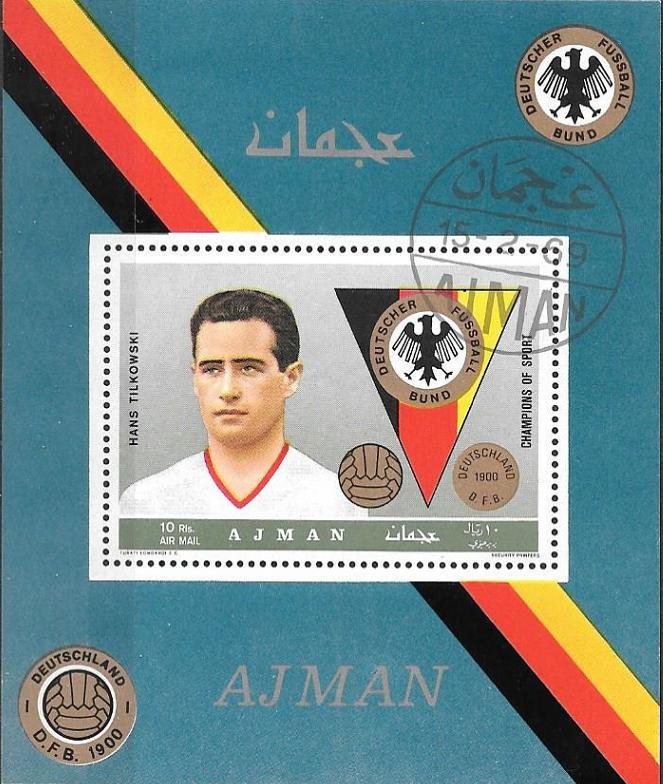
10 ريالات خوان مانويل فانجيو الأرجنتين

والصور التالية للطوابع التي تحمل صور سيارات السباق:

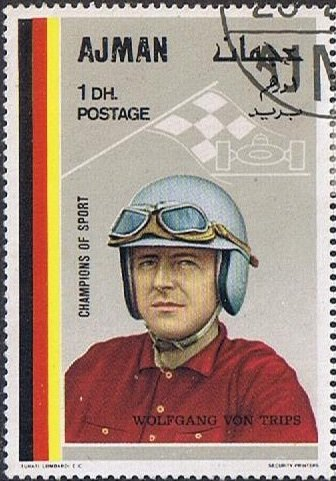
درهم واحد فيراري في7[الإنجليزية] إيطاليا
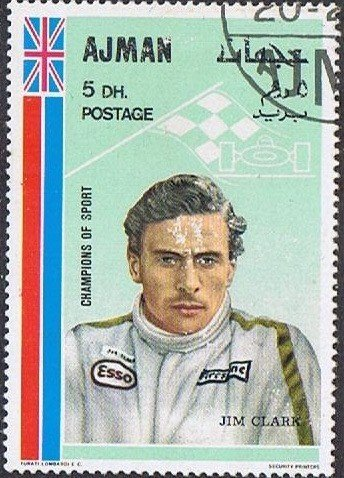
5 دراهم لوتس فورد إنديانابولس[الإنجليزية] المملكة المتحدة
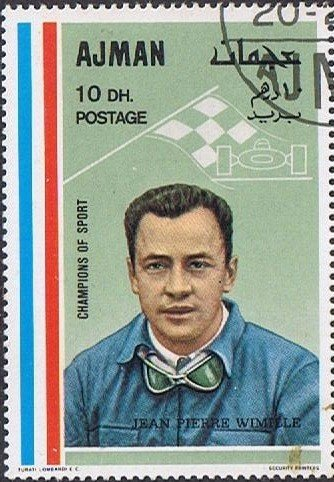
10 دراهم
ألفا روميو 158[الإنجليزية]
 إيطاليا
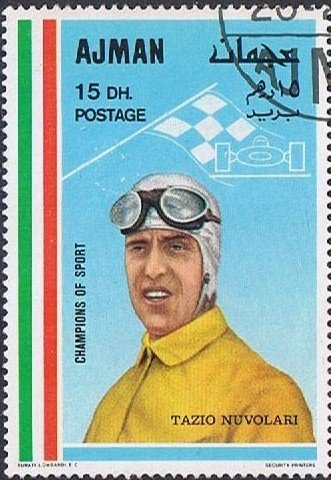
15 درهما ألفا روميو بي 2[الإنجليزية] إيطاليا
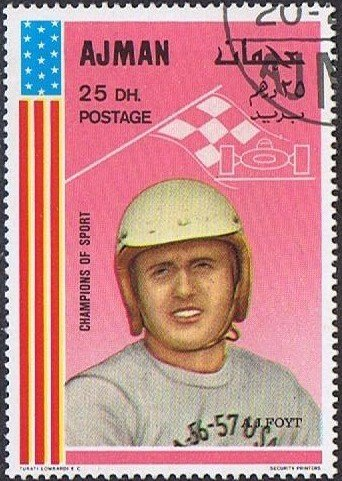
25 درهما
إم جي تعليق سائل
 المملكة المتحدة
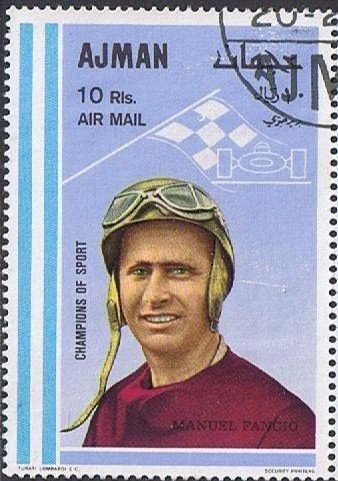
10 ريالات
مرسيدس-بنز و196[الإنجليزية]
 ألمانيا

وكذلك توفرت الطوابع في هيئة طوابع متجاورة، حيث توفرت أزواج من الطوابع، أحدها يحمل صورة سائق والآخر يحمل صورة سيارة سباق:

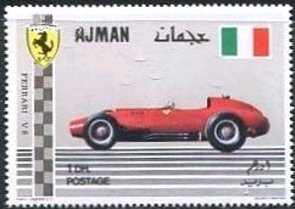
درهم واحد + درهم واحد
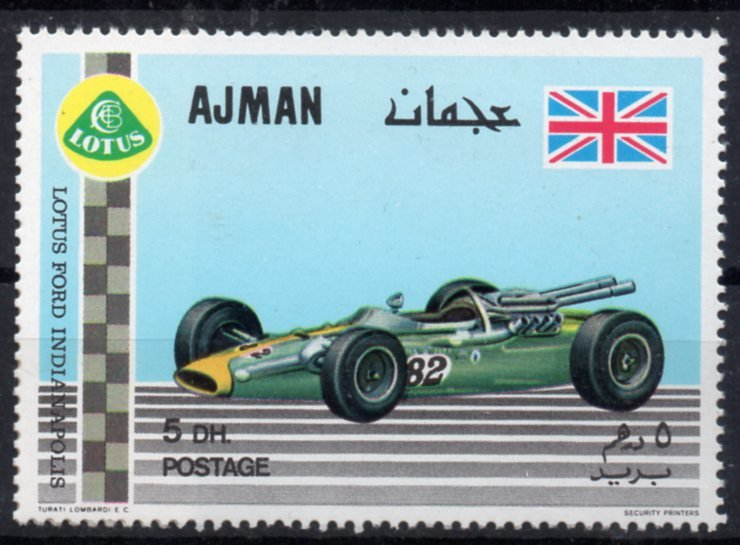
5 دراهم لوتس فورد إنديانابولس
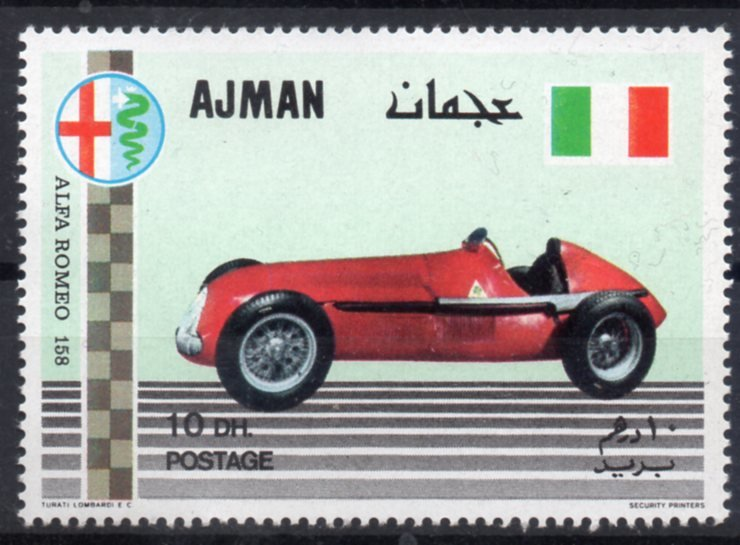
10 دراهم ألفا روميو 158
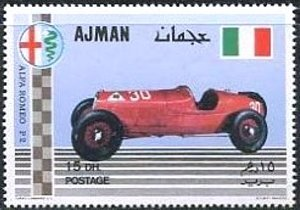
15 درهما ألفا روميو بي 2
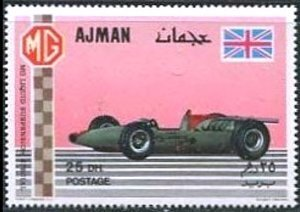
25 درهما إم جي تعليق سائل
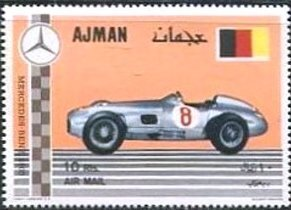
10 ريالات مرسيدس-بنز و196
فولفغانغ فون تريبس
 ألمانيا
وسيارة فيراري في7[الإنجليزية]
 إيطاليا
- 5 دراهم + 5 دراهم
جيم كلارك
 المملكة المتحدة
وسيارة لوتس فورد إنديانابولس[الإنجليزية]
 المملكة المتحدة
- 10 دراهم + 10 دراهم
جان بيير فيميل
 فرنسا
وسيارة ألفا روميو 158[الإنجليزية]
 إيطاليا
- 15 درهما + 15 درهما
تازيو نوفولاري[الإنجليزية]
 إيطاليا
وسيارة ألفا روميو بي 2[الإنجليزية]
 إيطاليا
- 25 درهما + 25 درهما
أنتوني جوزيف
 الولايات المتحدة
وسيارة إم جي تعليق سائل
 المملكة المتحدة

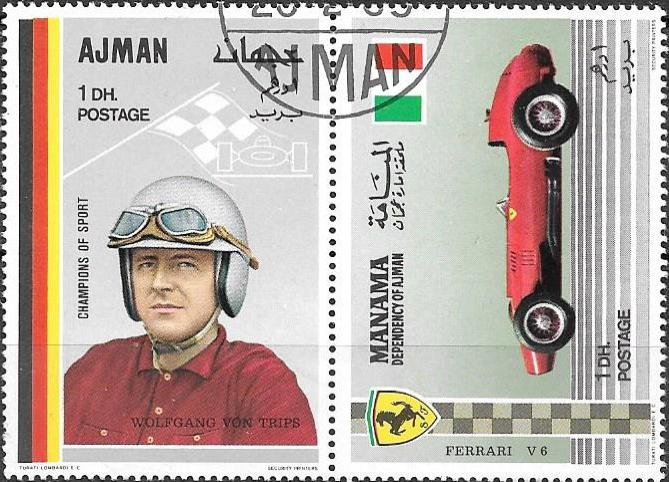
درهم واحد + درهم واحد فولفغانغ فون تريبس وسيارة فيراري في7
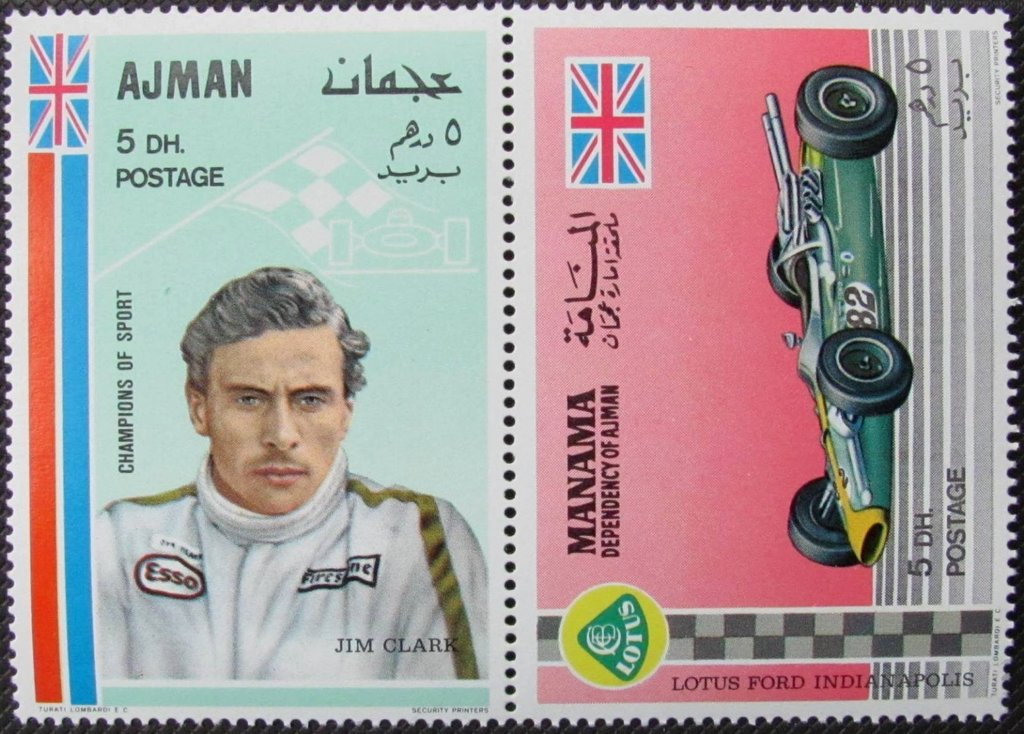
5 دراهم + 5 دراهم جيم كلارك وسيارة لوتس فورد إنديانابولس
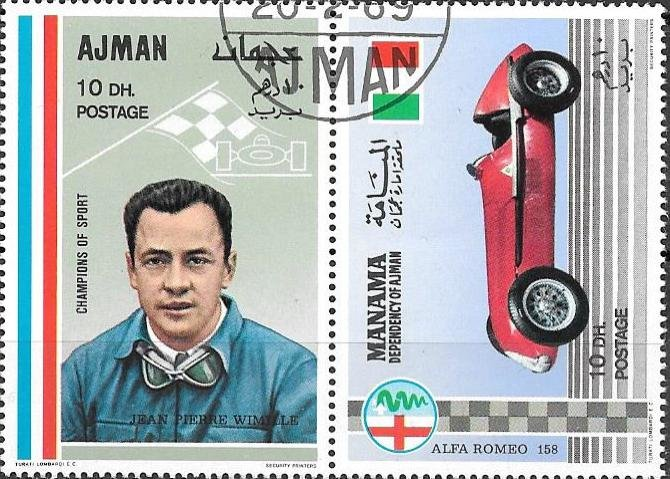
10 دراهم + 10 دراهم جان بيير فيميل وسيارة ألفا روميو 158
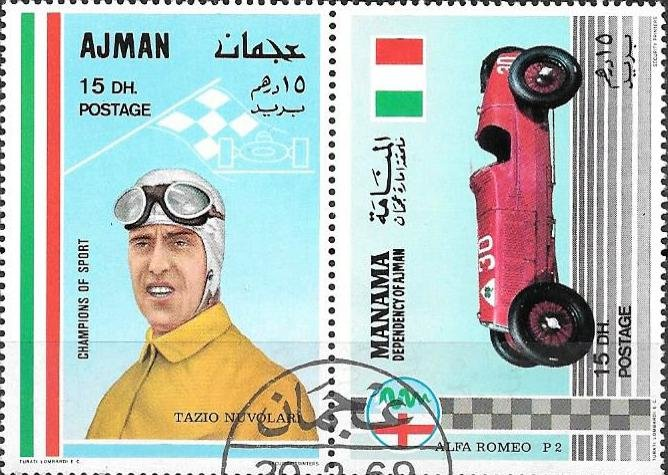
15 درهما + 15 درهما تازيو نوفولاري وسيارة ألفا روميو بي 2
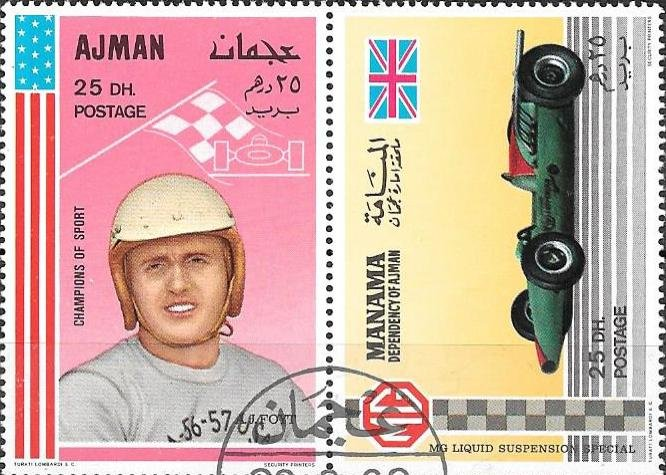
25 درهما + 25 درهما أنتوني جوزيف الولايات المتحدة وسيارة إم جي تعليق سائل

وكذلك توفرت بطاقات للطوابع المتجاورة:
- درهم واحد + درهم واحد
فولفغانغ فون تريبس
 ألمانيا
وسيارة فيراري في7[الإنجليزية]
 إيطاليا
- 10 دراهم + 10 دراهم
جان بيير فيميل
 فرنسا
وسيارة ألفا روميو 158[الإنجليزية]
 إيطاليا

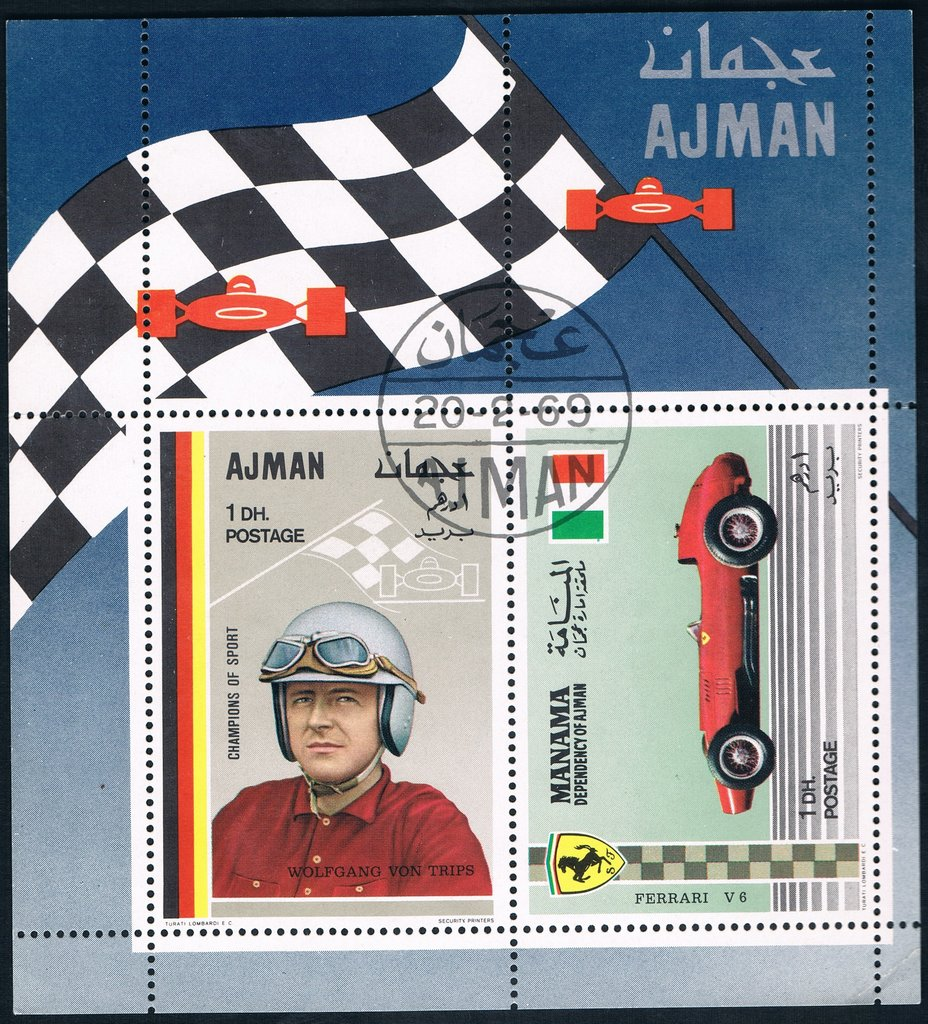
درهم واحد + درهم واحد فولفغانغ فون تريبس وسيارة فيراري في7
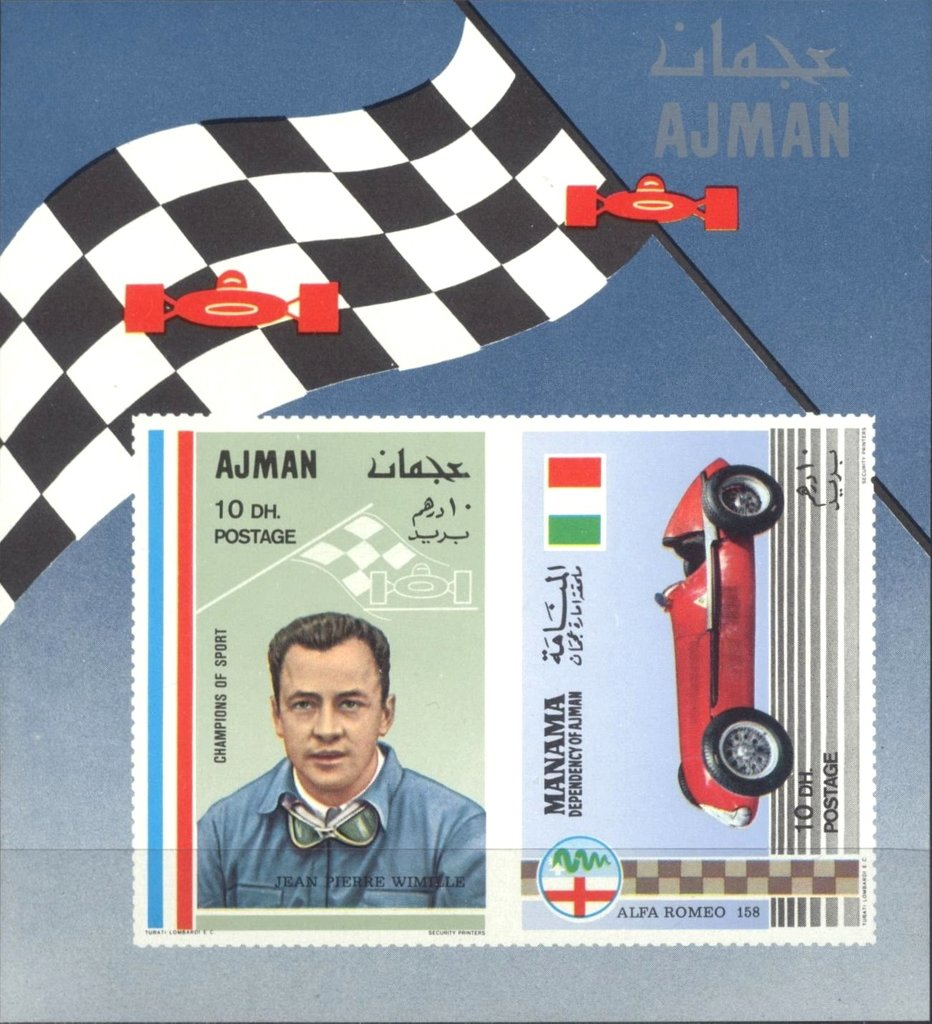
10 دراهم + 10 دراهم جان بيير فيميل وسيارة ألفا روميو 158

كذلك أصدرت بطاقات تذكارية تضم طابعا بقيمة 10 ريالات يحمل صورة سيارات سباق فئة فورمولا 1على مضمار السباق:

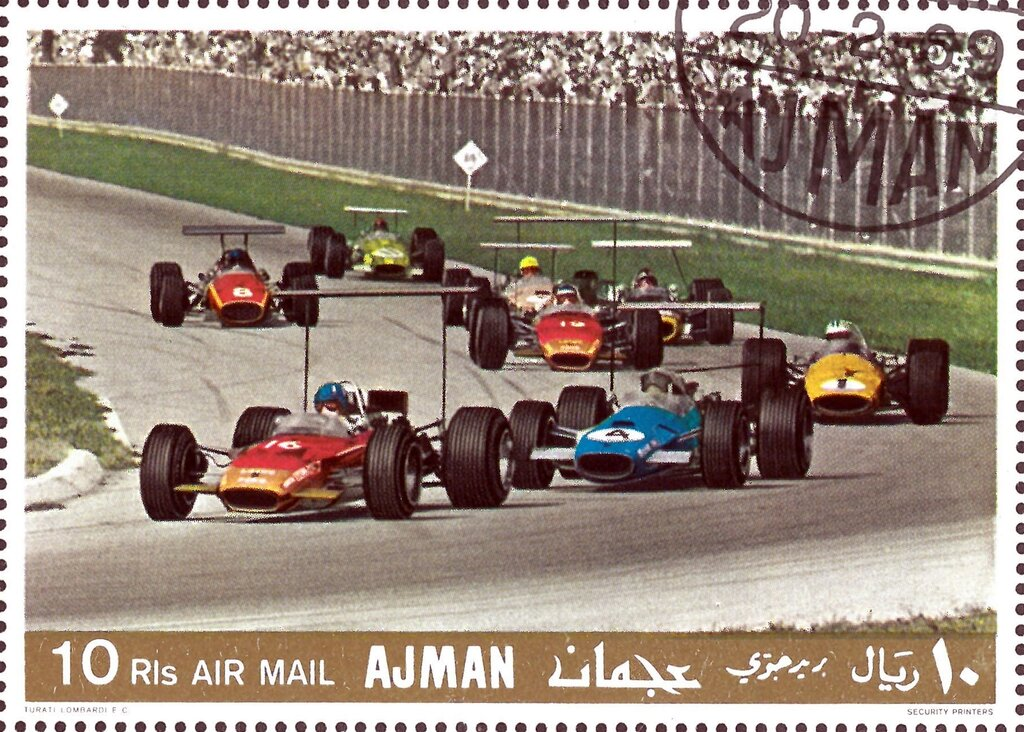
طابع بريد جوي يحمل صورة سيارات سباق فئة فورمولا 1على مضمار السباق.

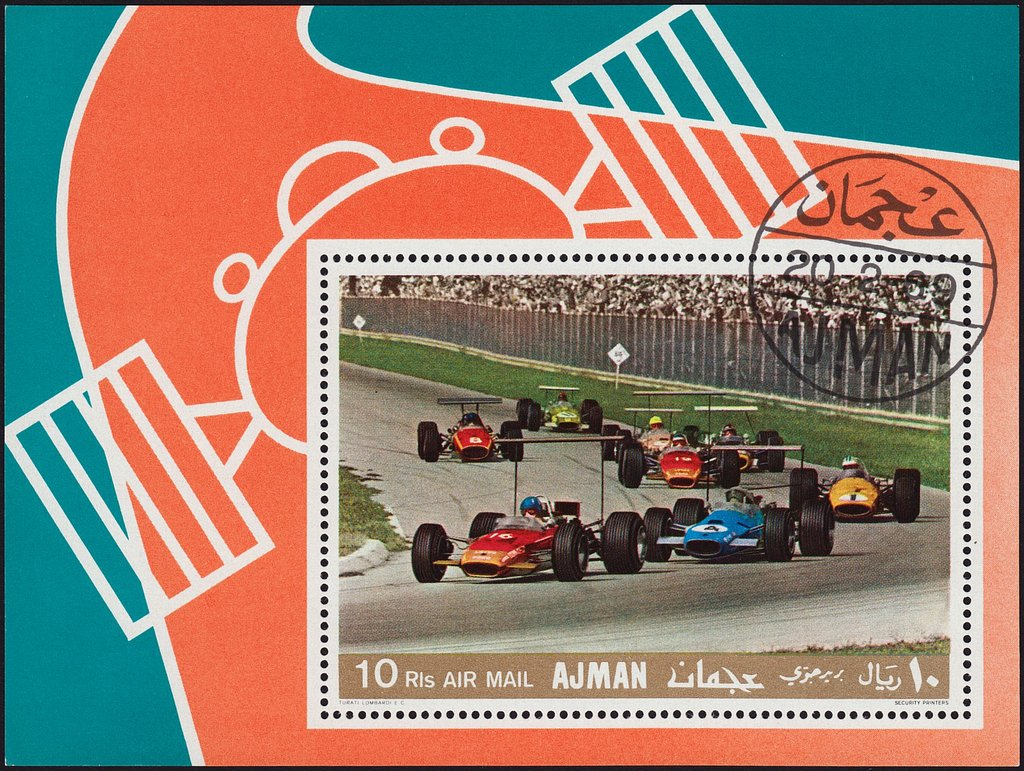
بطاقة تذكارية مخرمة تضم طابع بريد جوي يحمل صورة سيارات سباق فئة فورمولا 1 على مضمار السباق.

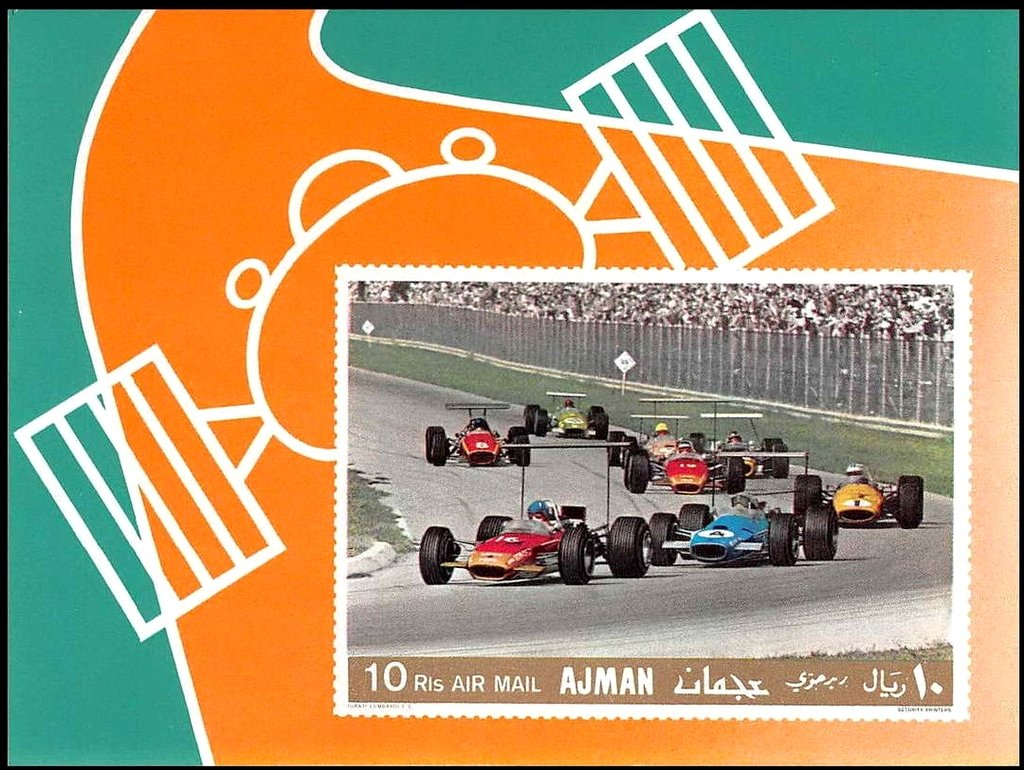
بطاقة تذكارية غير مخرمة تضم طابع بريد جوي يحمل صورة سيارات سباق فئة فورمولا 1 على مضمار السباق.

## إصدارات الملاكمين

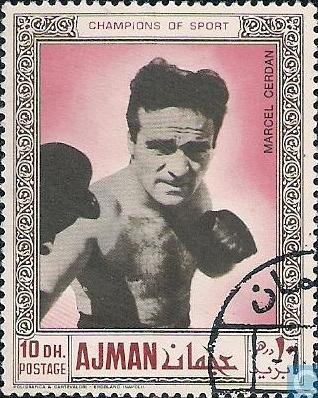
10 دراهم مارسيل سردان
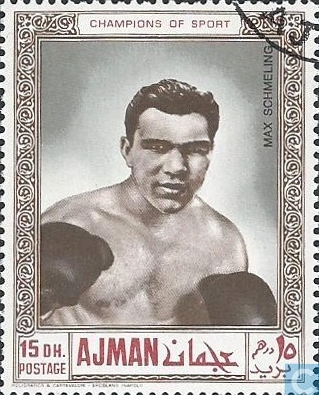
15 درهما ماكس شميلينج
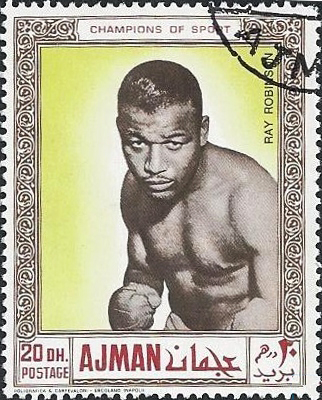
20 درهما شوجار ري روبنسون الولايات المتحدة

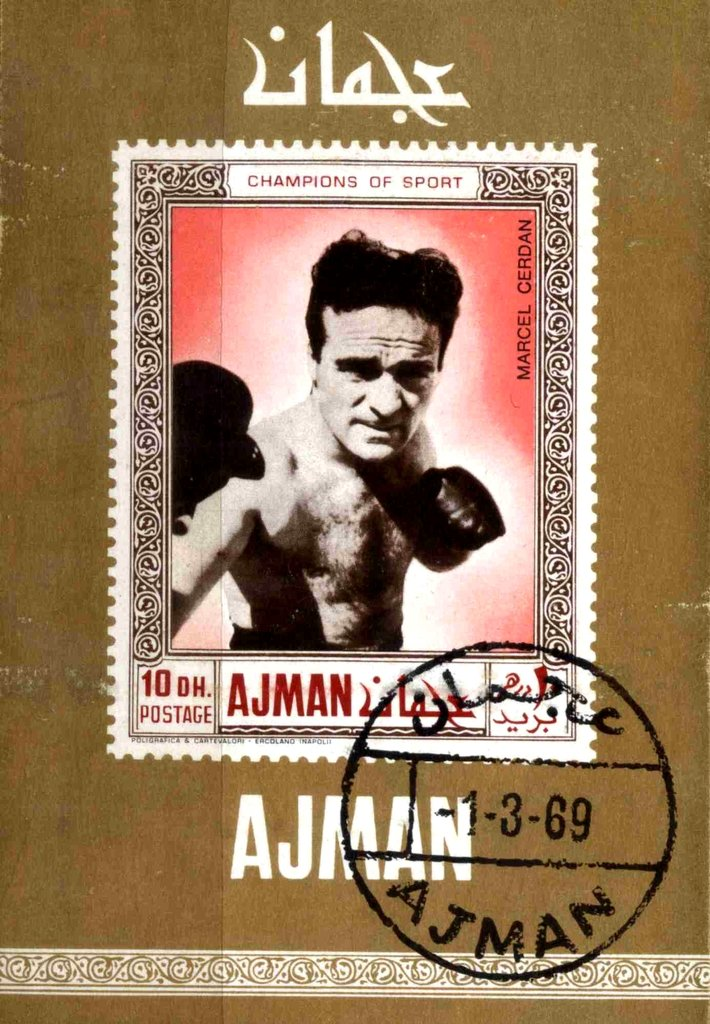
10 دراهم مارسيل سردان
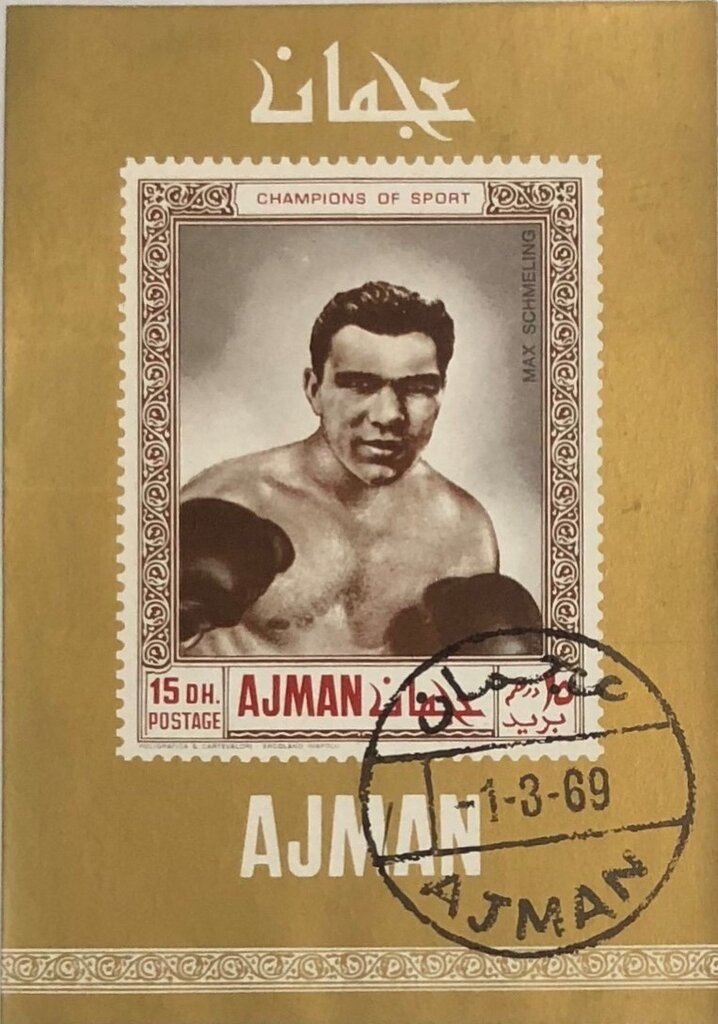
15 درهما ماكس شميلينج

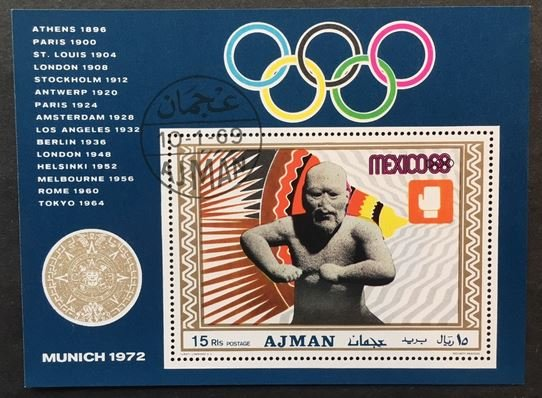
بطاقة تذكارية تضم طابعا بقيمة 15 ريالا، وفي حاشية البطاقة أسماء الدورات الأولمبية السابقة مع اسم دورة ميونخ 1972 اللاحقة.

كذلك في 10 يناير 1969، أصدرت الطوابع التالية التي تحمل صور أبطال رياضة الملاكمة:

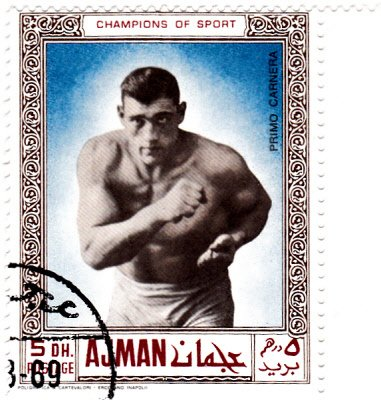
5 دراهم بريمو كارنيرا إيطاليا
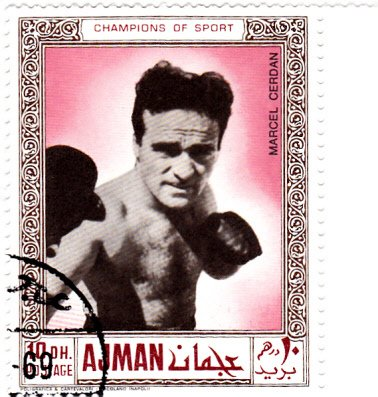
10 دراهم مارسيل سردان فرنسا
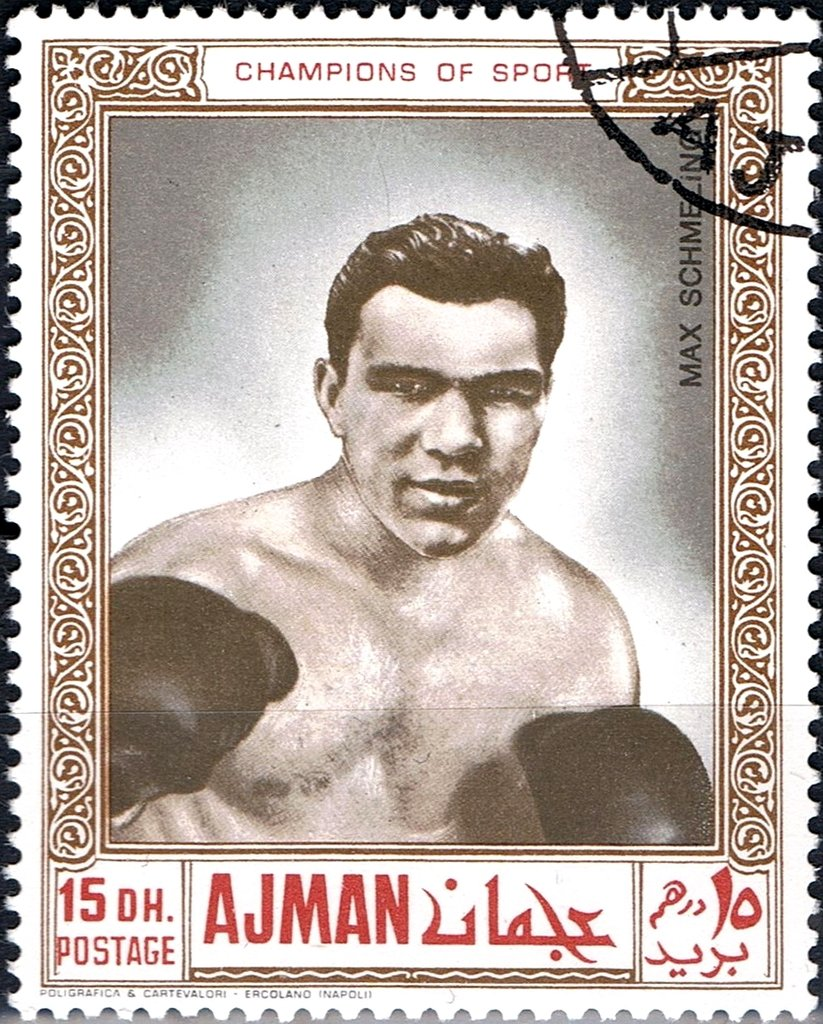
15 درهما ماكس شميلينج ألمانيا
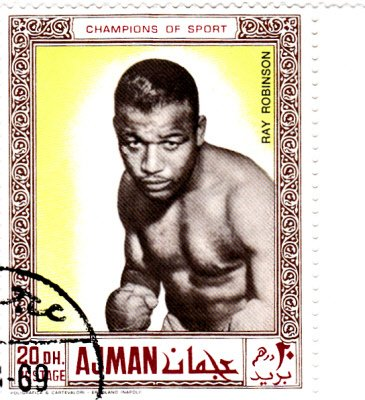
20 درهما شوجار ري روبنسون الولايات المتحدة
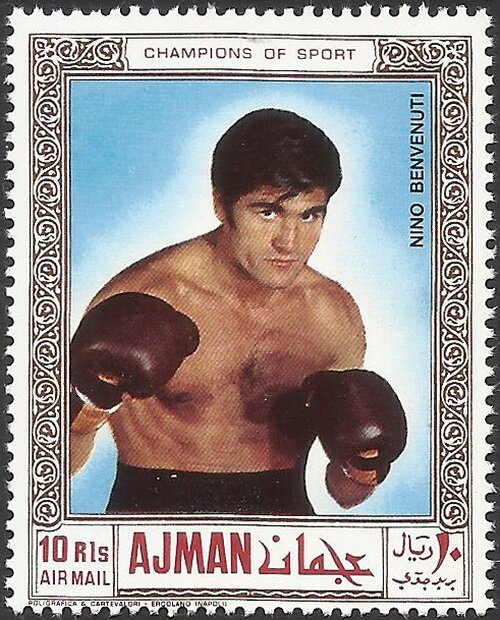
10 ريالات نينو بنفينوتي إيطاليا

وهذه نسخ أخرى من الطوابع:
- 10 دراهم
مارسيل سردان
 فرنسا
- 15 درهما
ماكس شميلينج
 ألمانيا
- 20 درهما
شوجار ري روبنسون
 الولايات المتحدة

- 10 دراهم
مارسيل سردان
 فرنسا
- 15 درهما
ماكس شميلينج
 ألمانيا

## إصدارات لاعبي كرة القاعدة
كذلك في 10 يناير 1969، أصدرت الطوابع التالية التي تحمل صور لاعبي كرة القاعدة:

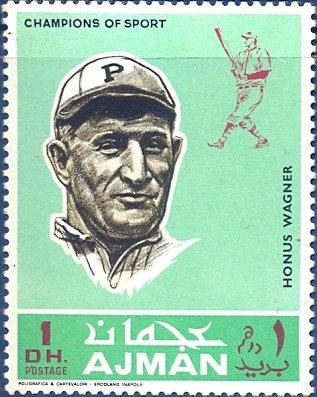
درهم هوناس واجنر
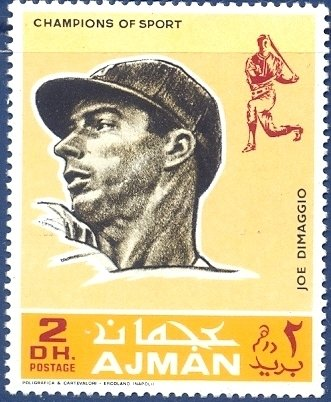
درهمان جو ديماجيو
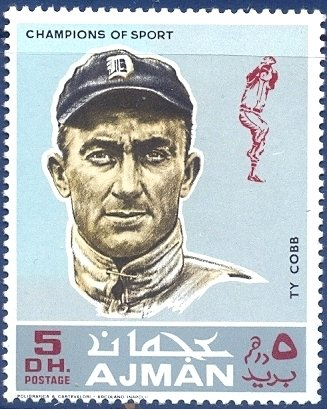
5 دراهم تاي كوب
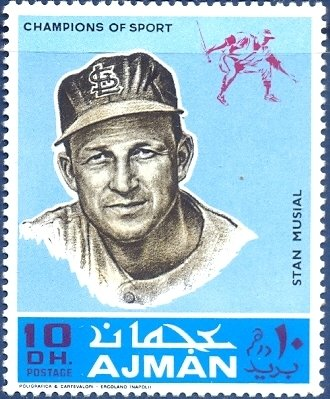
10 دراهم ستان ميوزيال
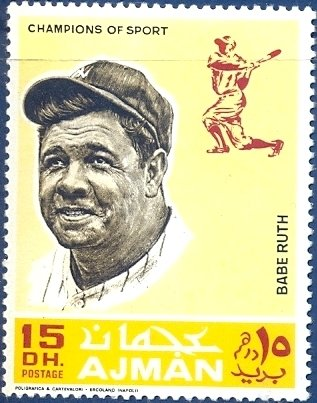
15 درهما بيب روث
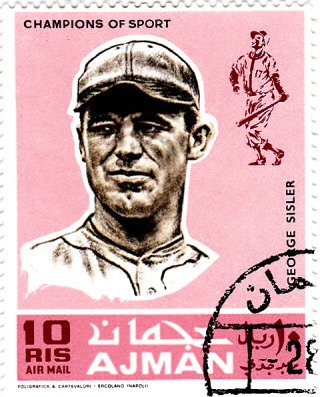
10 ريالا جورج سيسلر[الإنجليزية]

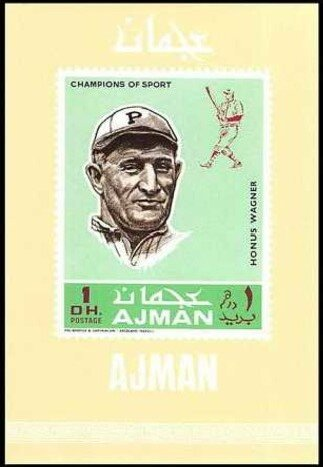
درهم هوناس واجنر
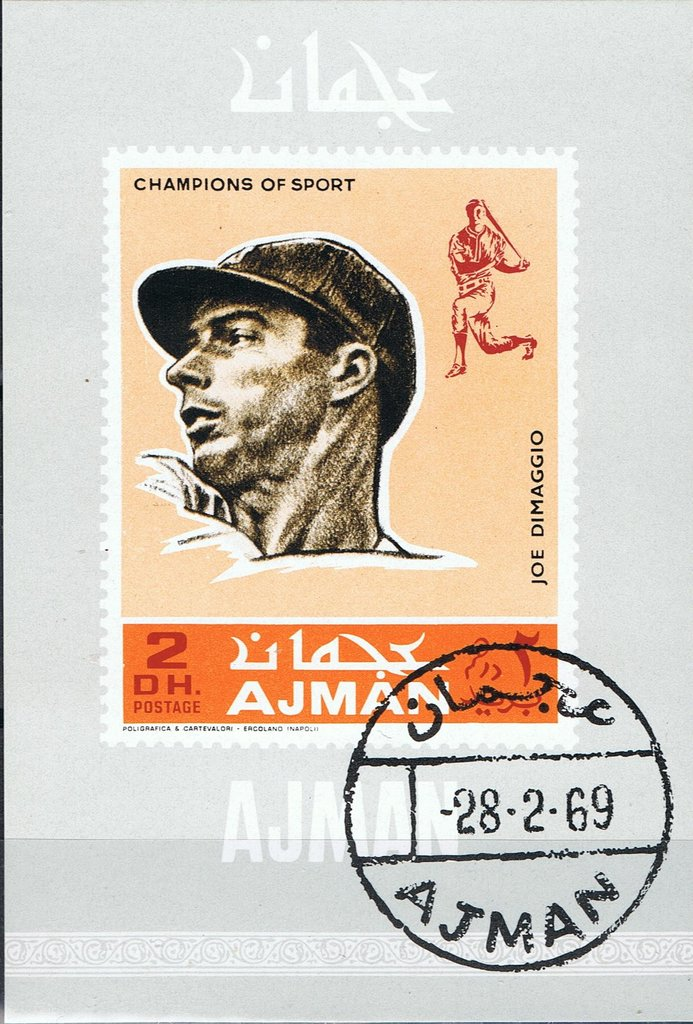
درهمان جو ديماجيو
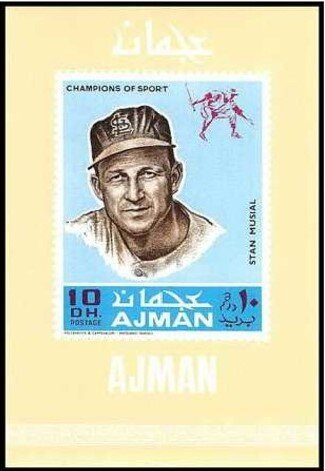
5 دراهم تاي كوب
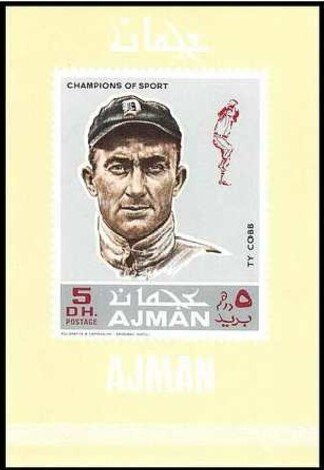
10 دراهم ستان ميوزيال
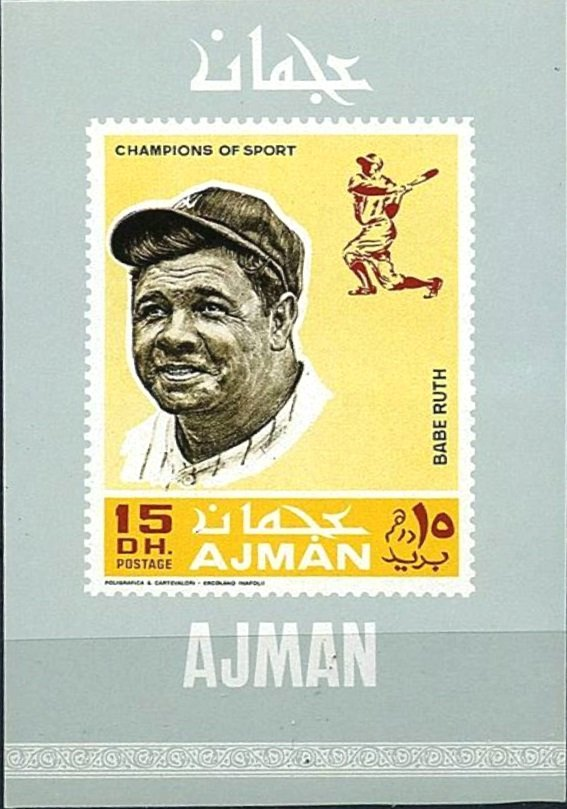
15 درهما بيب روث
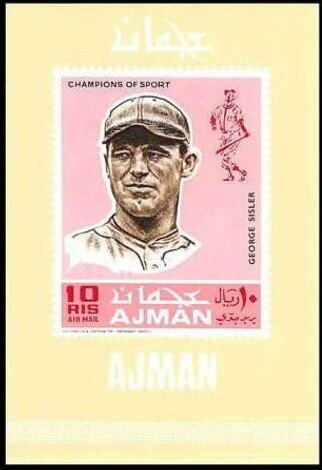
10 ريالا جورج سيسلر[الإنجليزية]

## إصدارات الطيور
في 25 يناير 1969، أصدرت الطوابع التالية التي تحمل صور طيور مختلفة، وقيمة كل طابع ريال واحد:

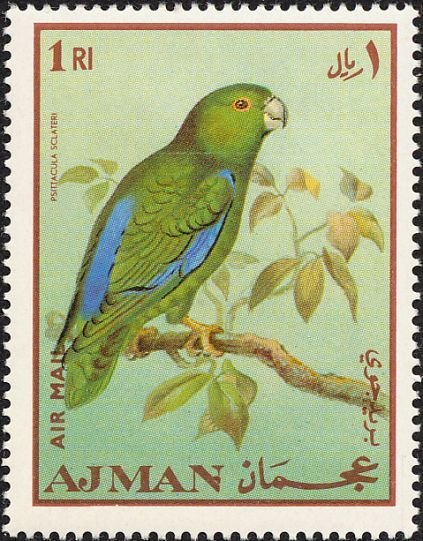
ببغاء المنقار الداكن[الإنجليزية] (Forpus sclateri)
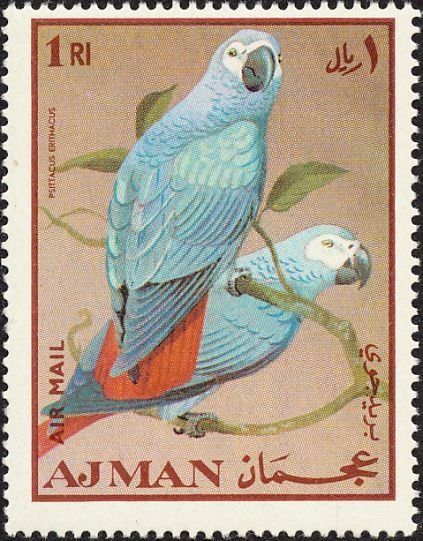
ببغاء رمادي إفريقي (Psittacus erithacus)
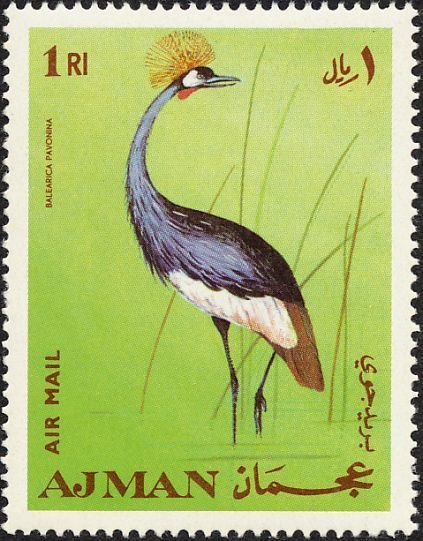
كركي متوج أسود (Balearica pavonina)
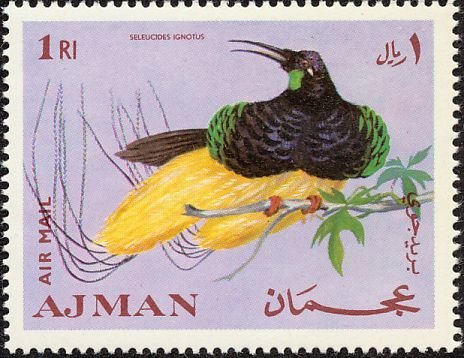
طائر الجنة ذو الأسلاك الاثني عشر[الإنجليزية] (Seleucidis melanoleuca)
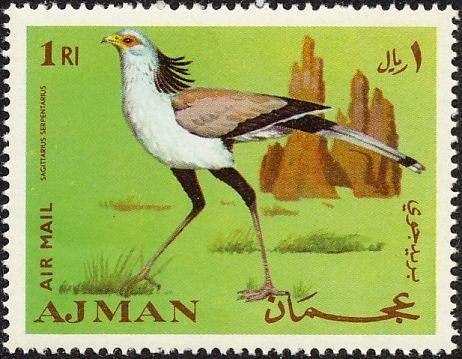
صقر الجديان (Sagittarius serpentarius)
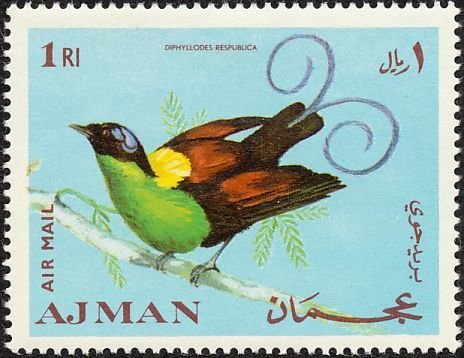
طائر الجنة ويلسون (Diphyllodes respublica)
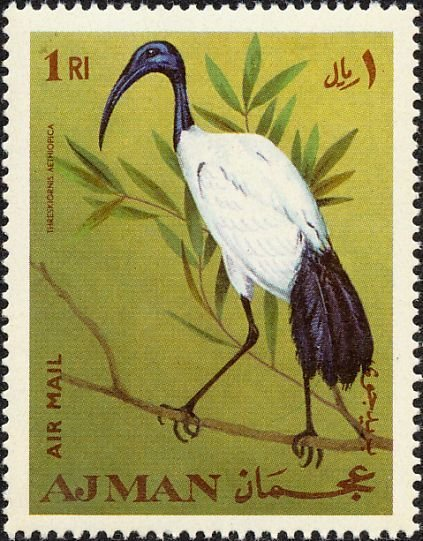
أبو منجل المقدس الأفريقي (Threskiornis aethiopicus)
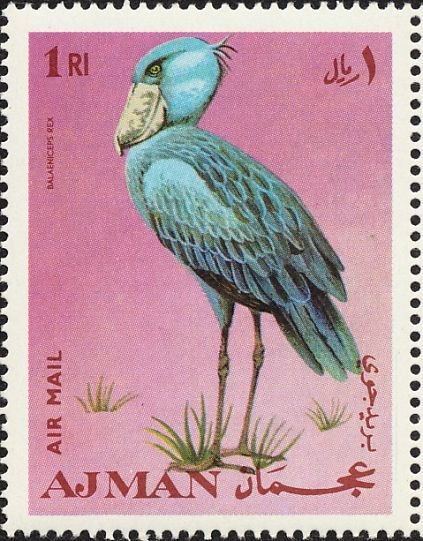
أبو مركوب (Balaeniceps rex)
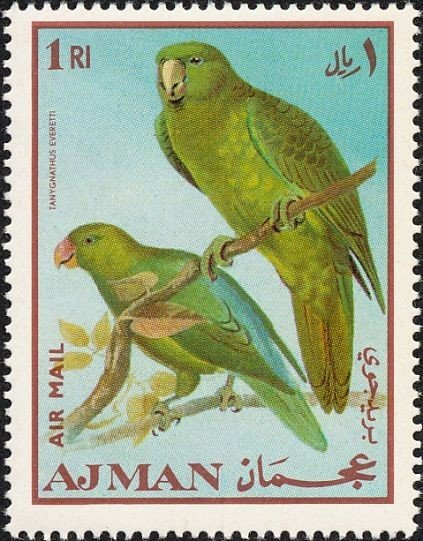
ببغاء مولر[الإنجليزية] (Tanygnathus mulleri ssp. everetti)
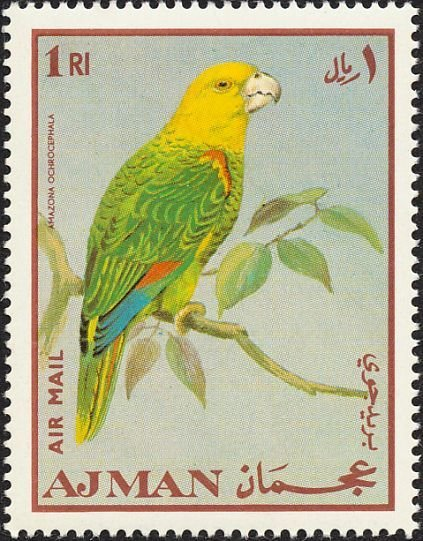
ببغاء التاج الأصفر (Amazona ochrocephala)
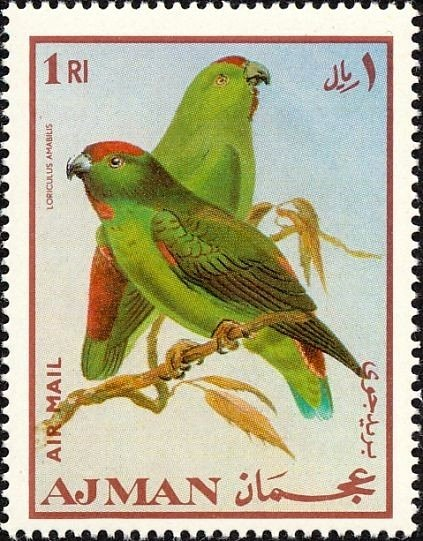
ببغاء الملوك المعلق[الإنجليزية] (Loriculus amabilis)

## إصدارات الزهور

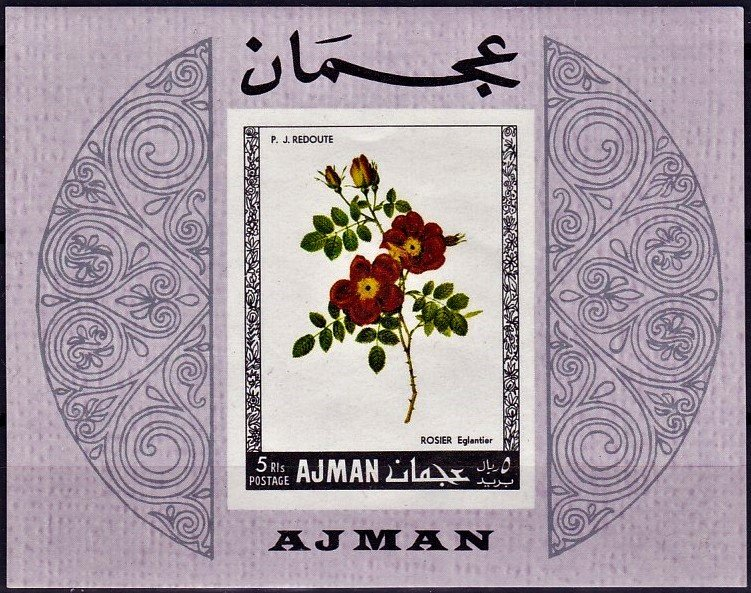
ورقة تذكارية بقيمة خمس ريالات قطرية تظهر فيها صورة وردة

ظهر إصدار الزهور في 15 فبراير عام 1969 وكانت الطوابع تحتوي على صور زهور مختلفة وقيمة كل طابع ريال واحد:
طوابع مخرمة:

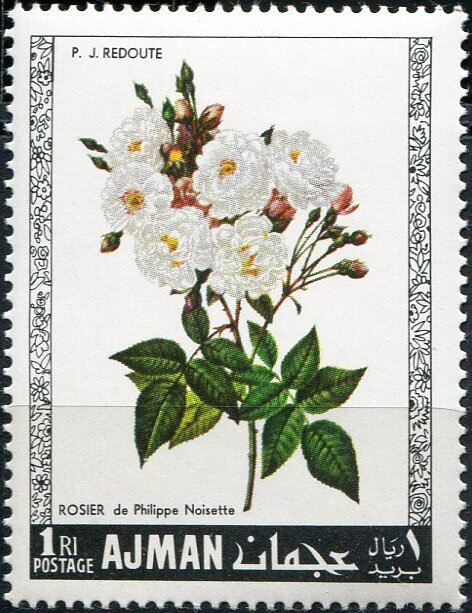
وردة حدائق سُميت على اسم العالم الفرنسي لويس كلود نوازيه  [لغات أخرى]‏
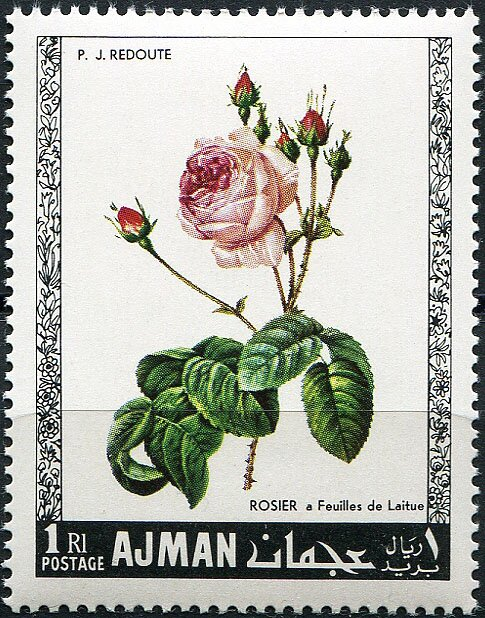
وردة حدائق من أنواع الورد المئوي
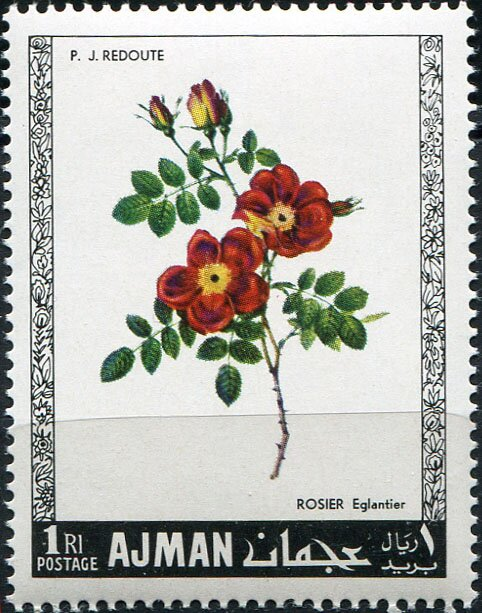
وردة حدائق
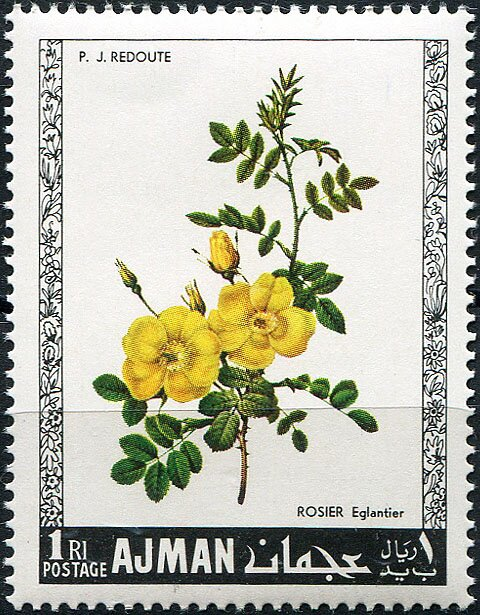
وردة حدائق
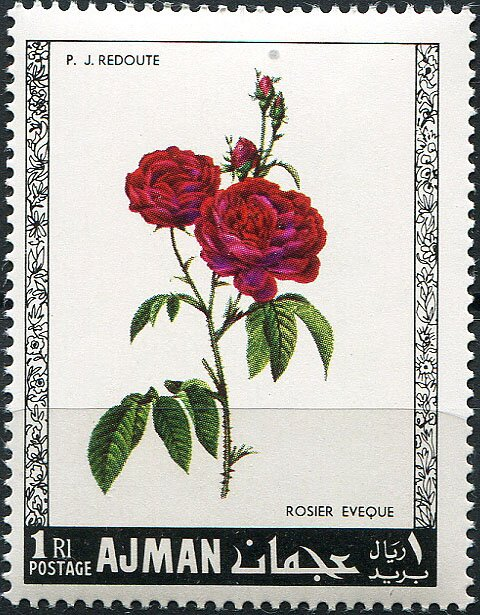
وردة حدائق
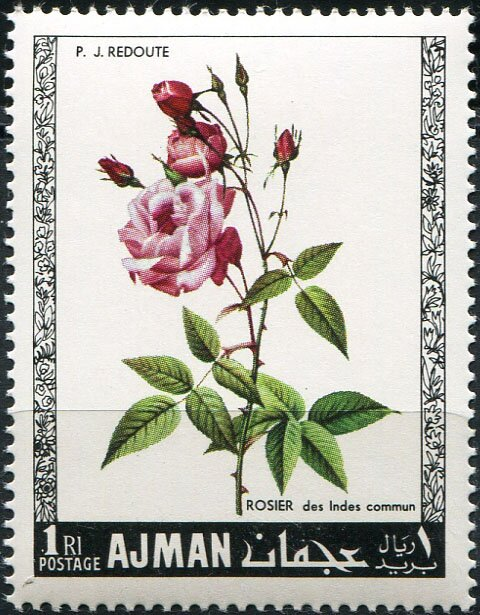
وردة حدائق

طوابع غير مخرمة:

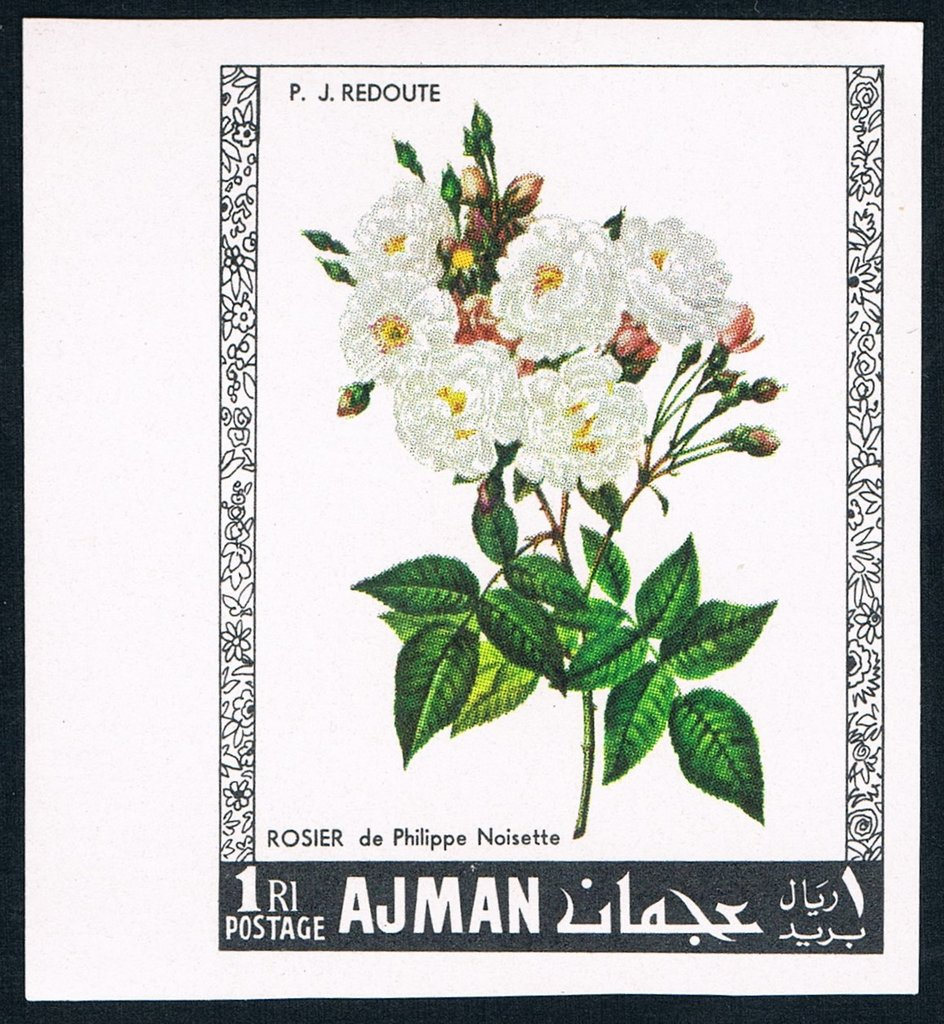
وردة حدائق سُميت على اسم العالم الفرنسي لويس كلود نوازيه  [لغات أخرى]‏
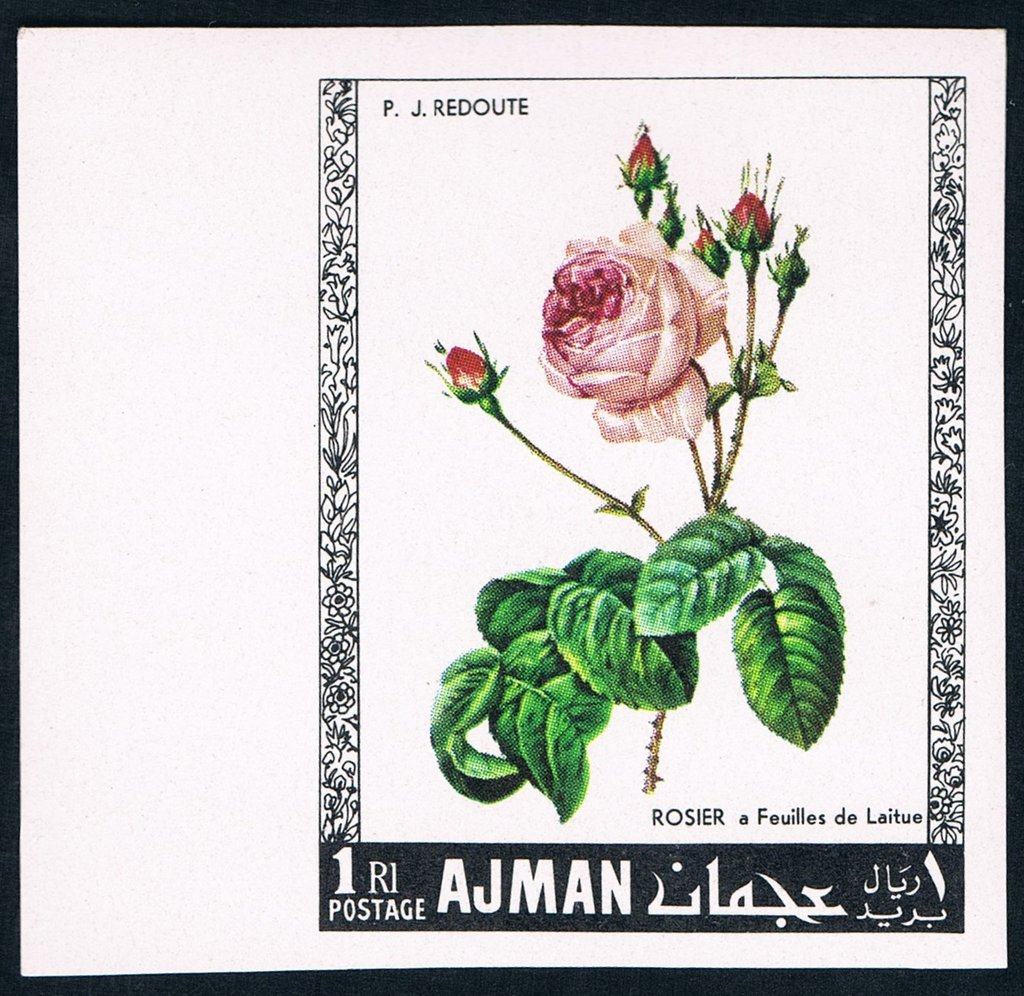
وردة حدائق من أنواع الورد المئوي
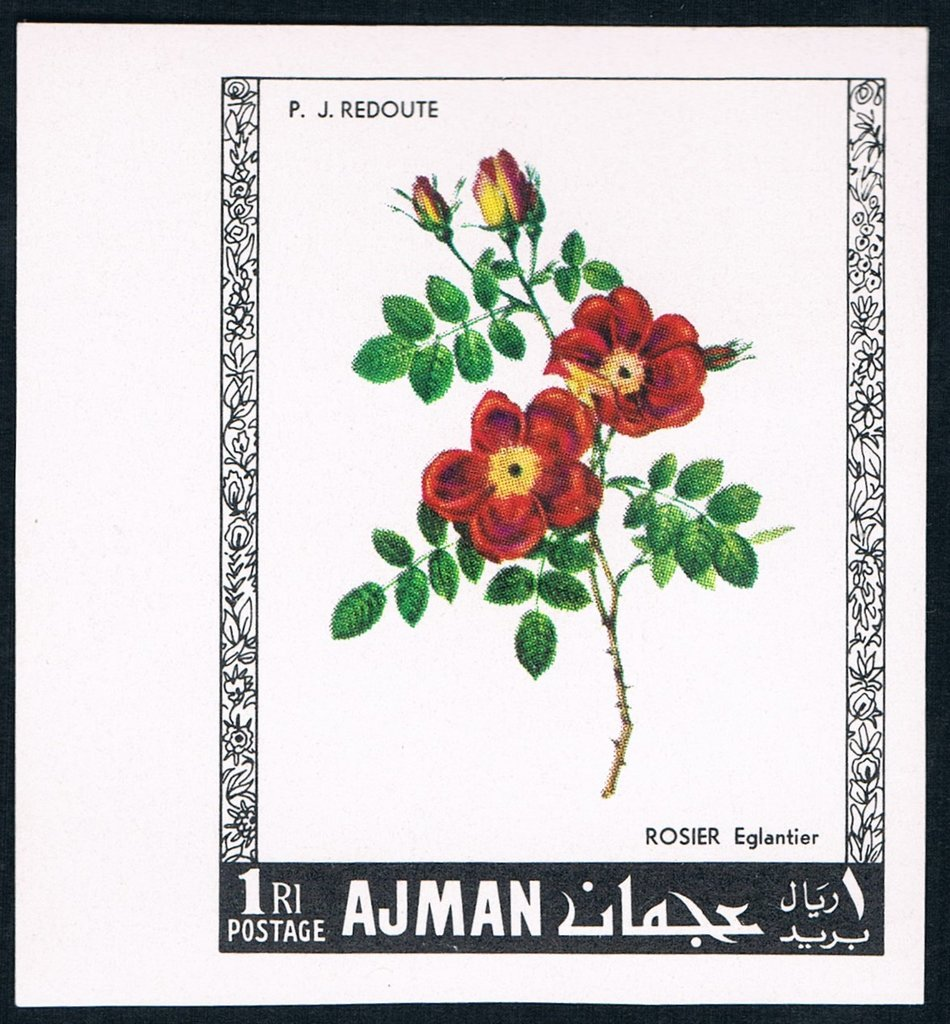
وردة حدائق
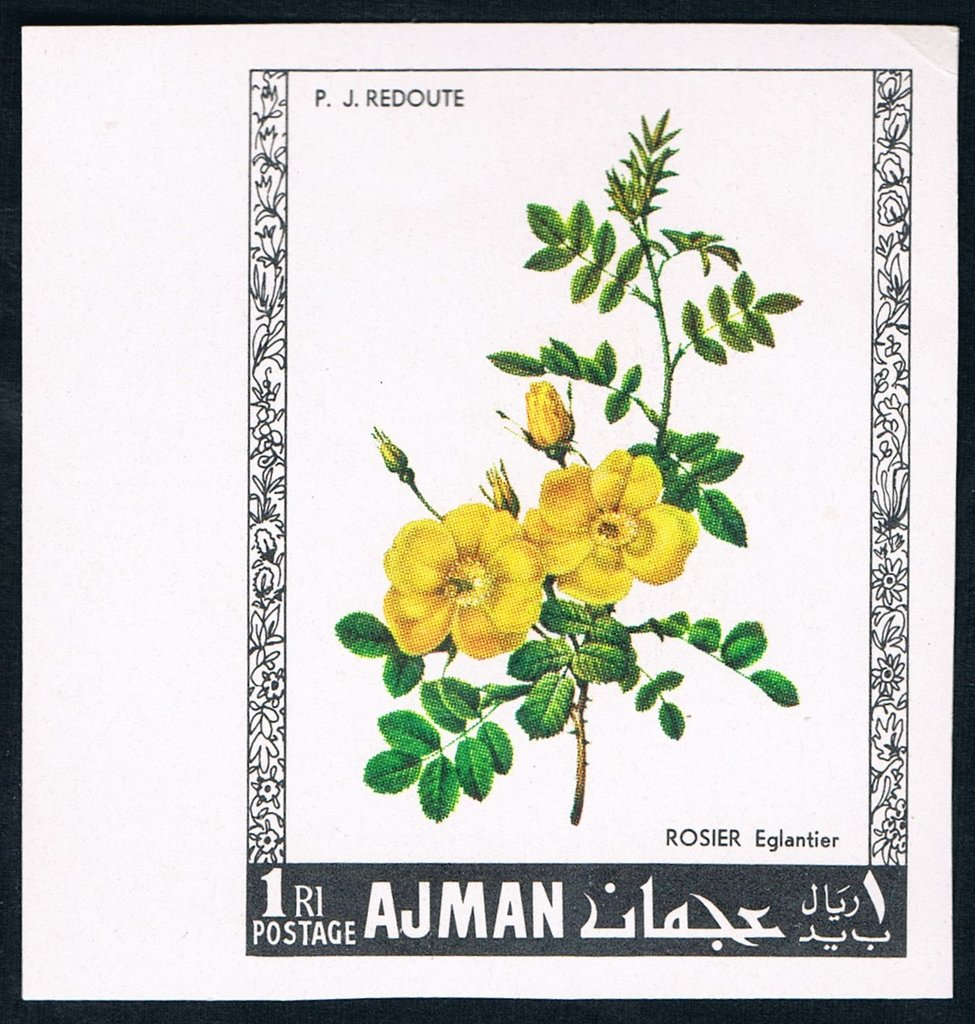
وردة حدائق
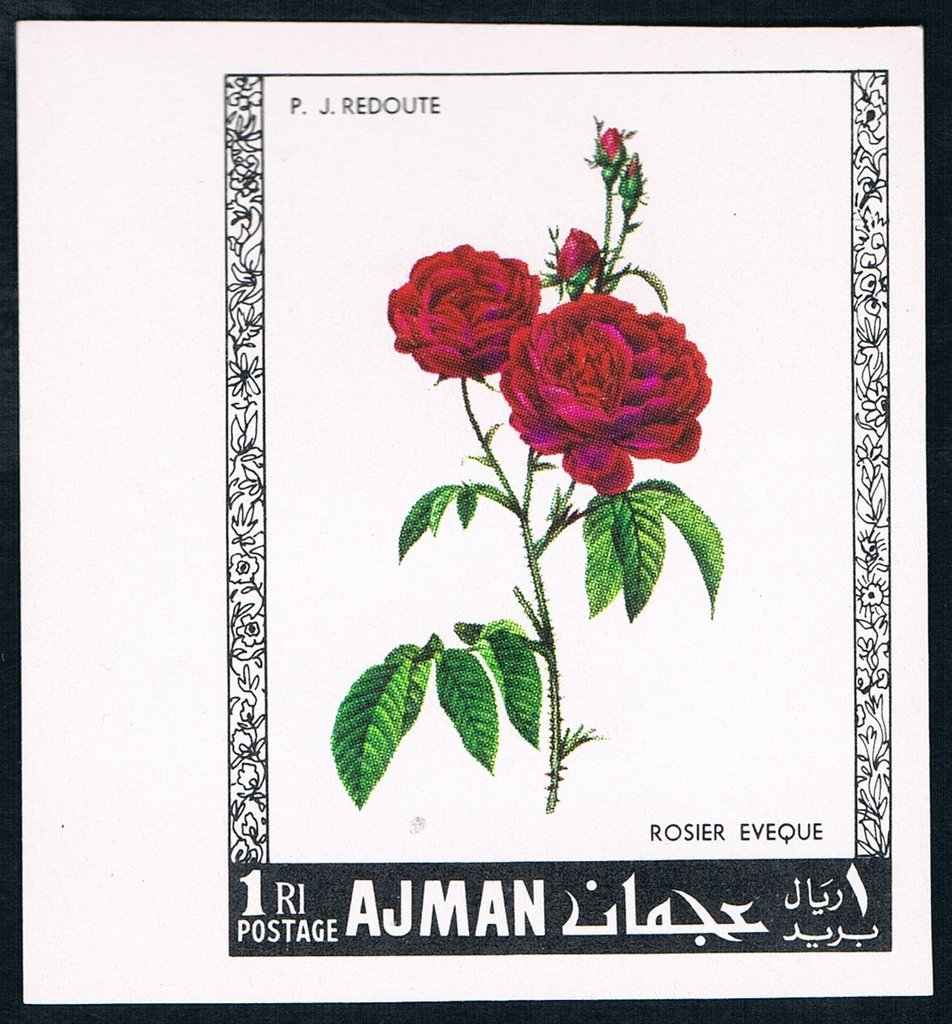
وردة حدائق
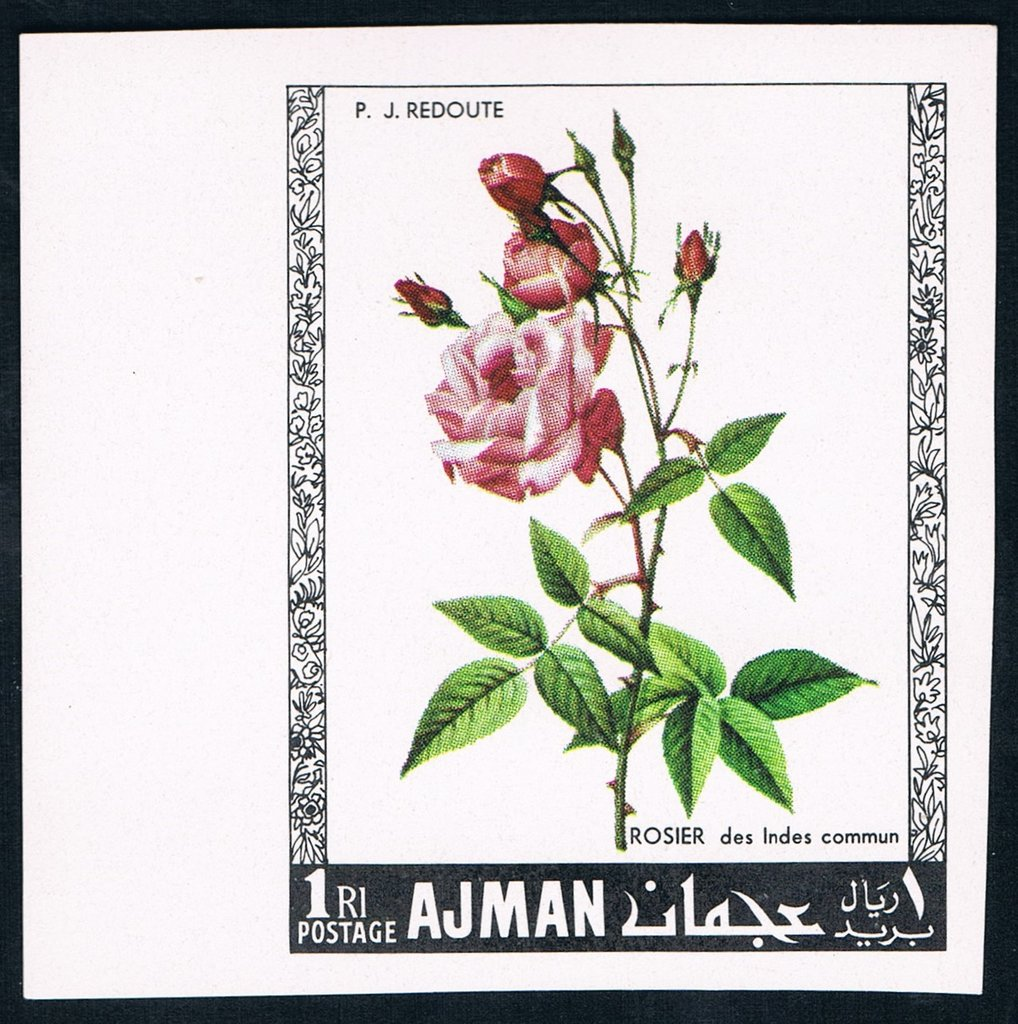
وردة حدائق

## إصدارات الحيوانات
ظهر إصدار الحيوانات في 15 فبراير عام 1969 وكانت الطوابع تحتوي على صور حيوانات مختلفة وقيمة كل طابع ريال واحد:

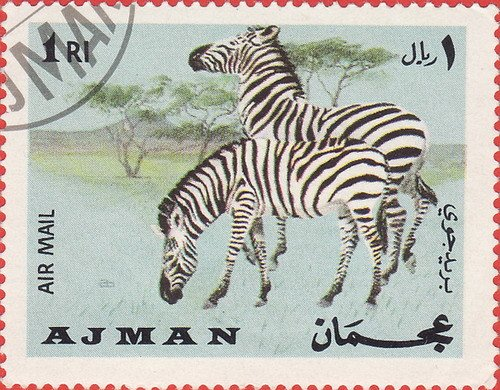
طابع مخرم متعدد الألوان يحتوي على صورة حمار الزرد السهلي
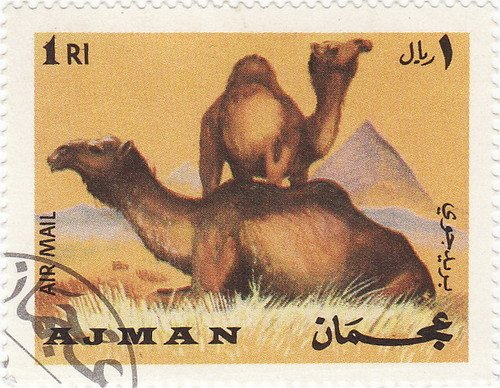
طابع مخرم متعدد الألوان يحتوي على صورة الجمل العربي
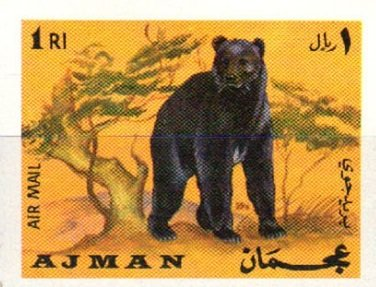
طابع متعدد الألوان يحتوي على صورة الدب البني

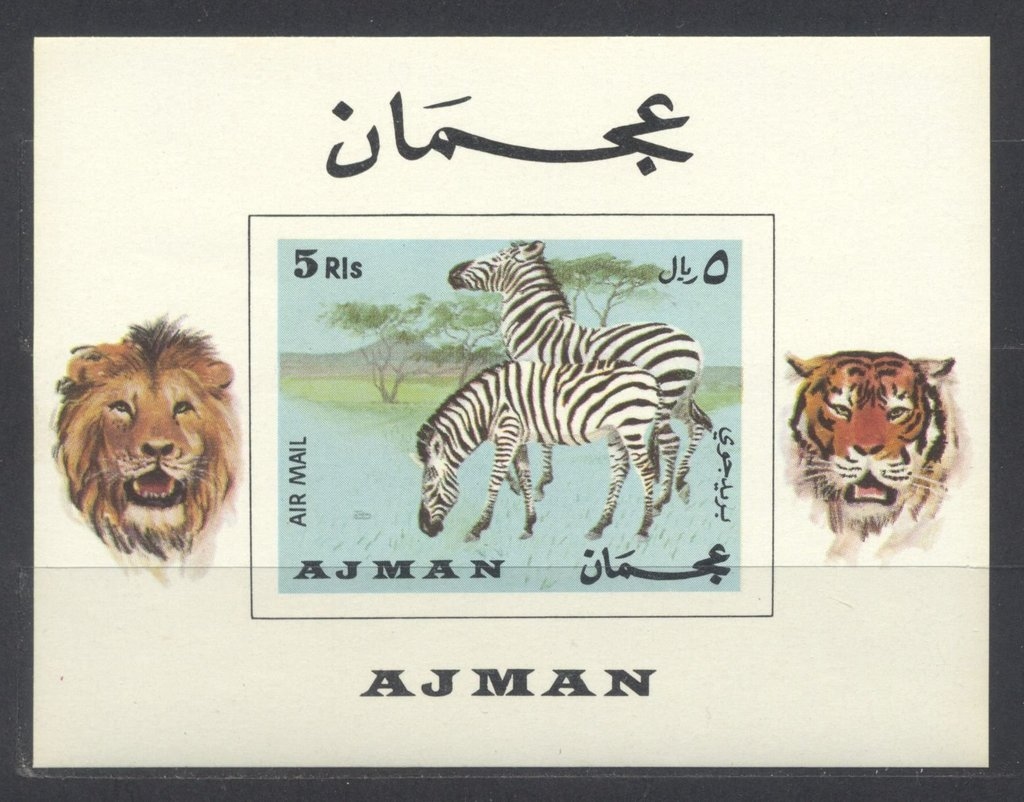
ورقة تذكارية بقيمة خمس ريالات قطرية تظهر فيها صورة طابع حمار الزرد السهلي وفي الجوانب صور لرأس أسد وفهد

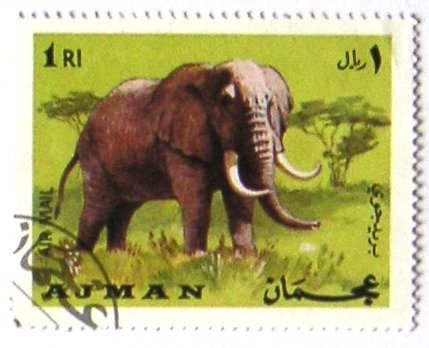
طابع مخرم متعدد الألوان يحتوي على صورة فيل إفريقي
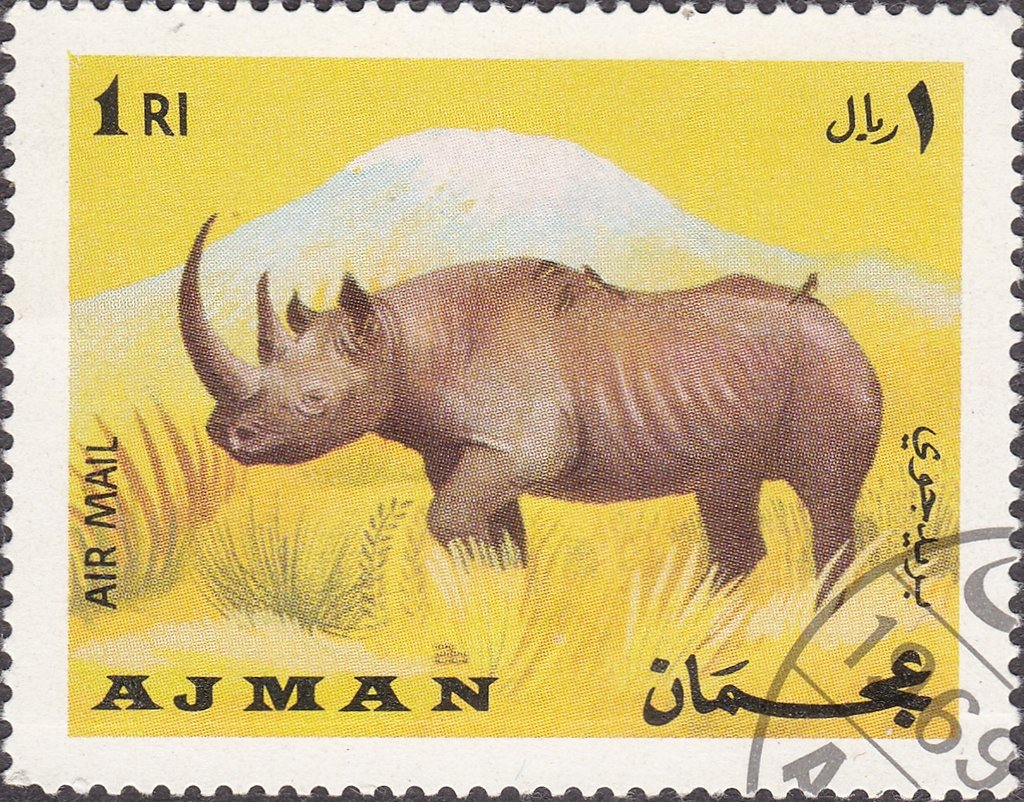
طابع متعدد مخرم الألوان يحتوي على صورة كركدن أسود
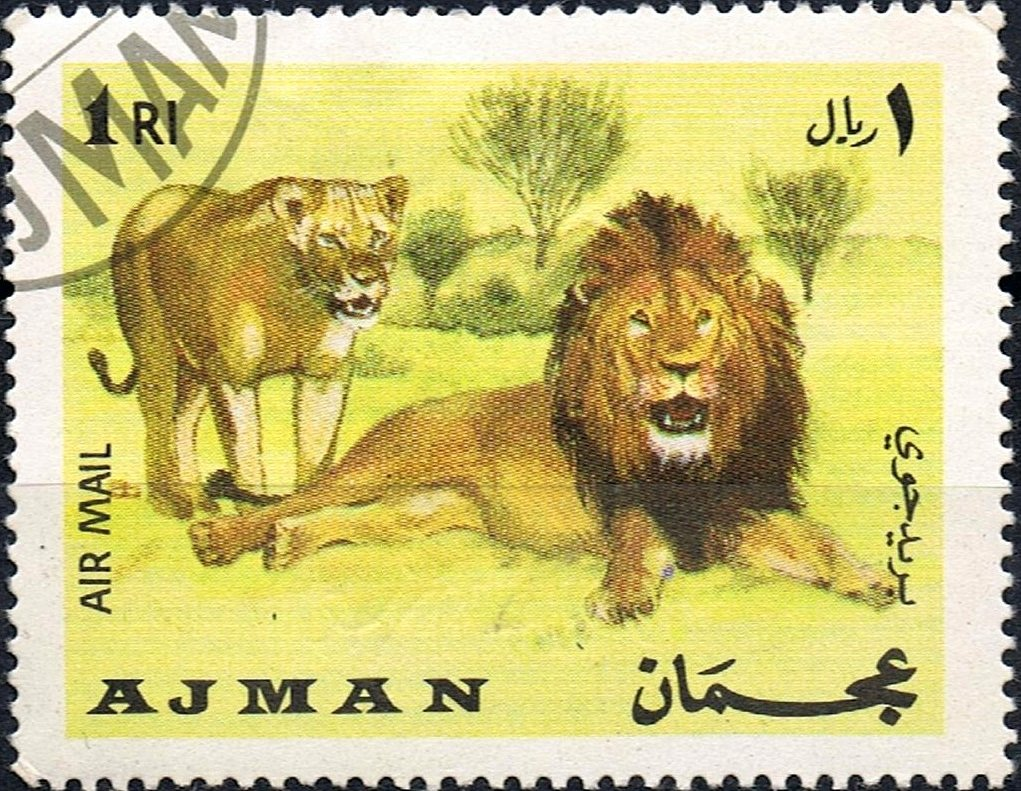
طابع مخرم متعدد الألوان يحتوي على صورة أسد

وأيضا توفر من الطوابع إصدار غير مخرم:

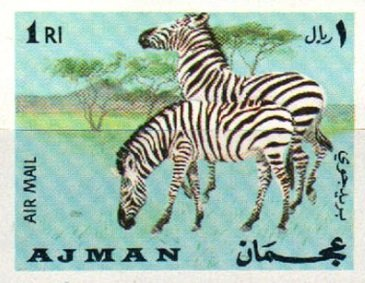
طابع متعدد الألوان يحتوي على صورة حمار الزرد السهلي
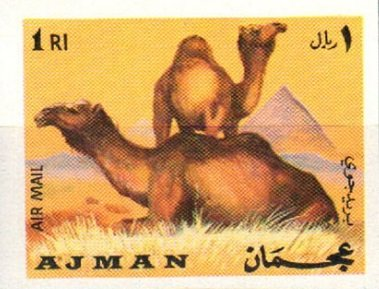
طابع متعدد الألوان يحتوي على صورة الجمل العربي
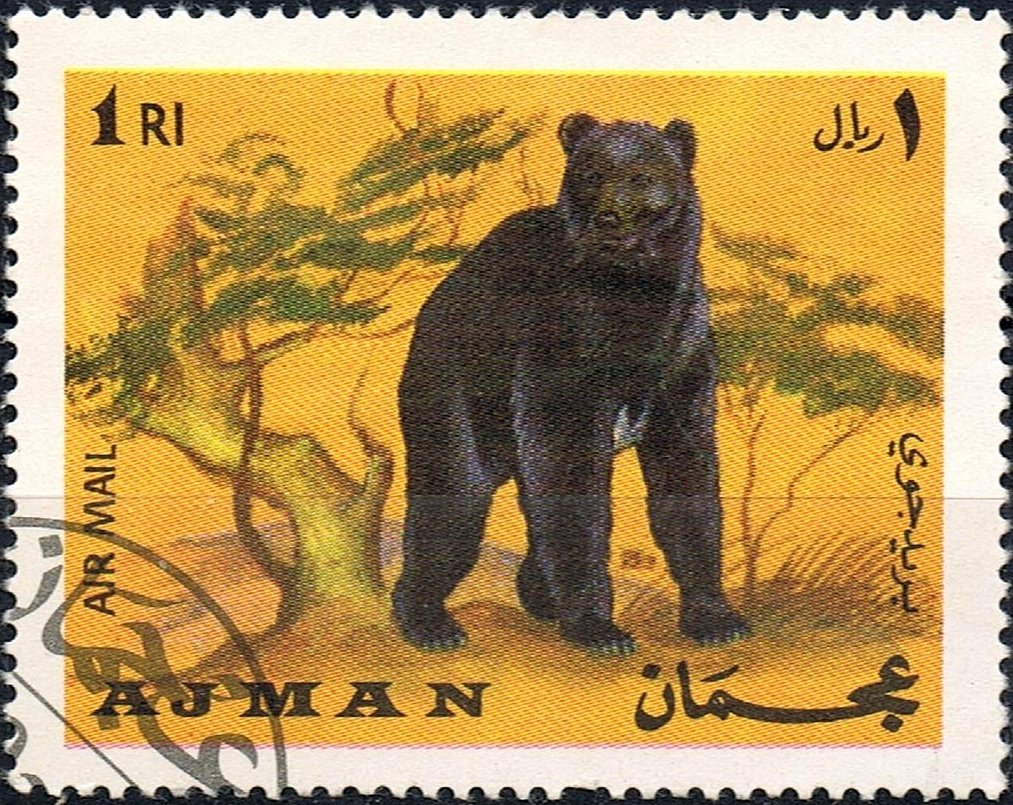
طابع مخرم متعدد الألوان يحتوي على صورة الدب البني
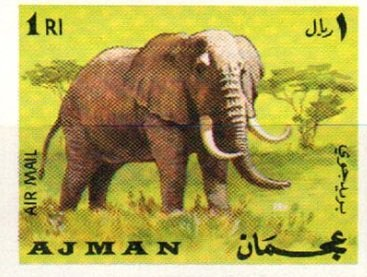
طابع متعدد الألوان يحتوي على صورة فيل إفريقي
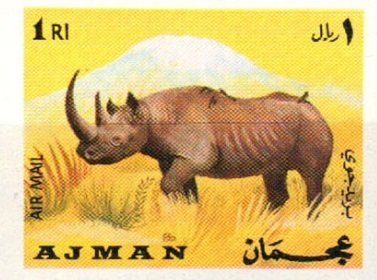
طابع متعدد الألوان يحتوي على صورة كركدن أسود
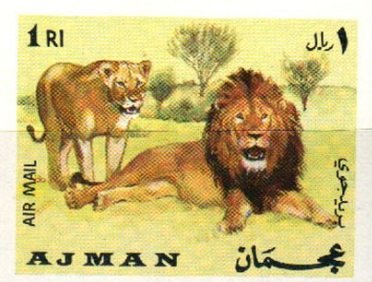
طابع متعدد الألوان يحتوي على صورة أسد

## إصدارات الفائزين بميداليات ذهبية في دورة الألعاب الأولمبية الصيفية في المكسيك
أُصدرت في 18 أغسطس عام 1969م طوابع مخرمة وغير مخرمة وبطاقات تذكارية لمناسبة الألعاب الألمبية الصيفية التي جرت أحداثها في العاصمة المكسيكية:

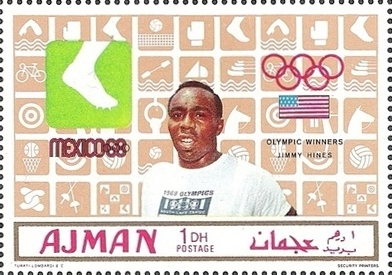
العداء الأمريكي جيم هاينز
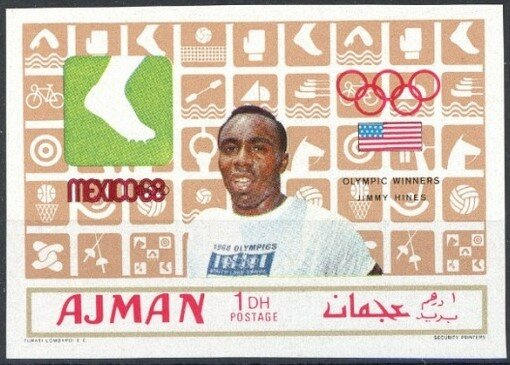
العداء الأمريكي جيم هاينز
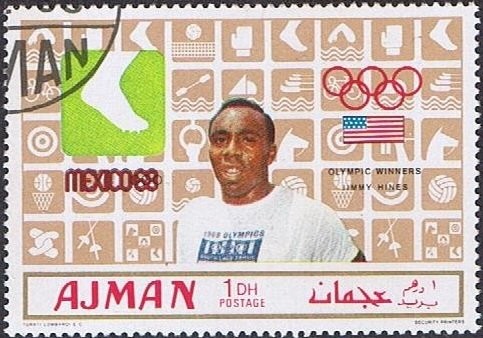
العداء الأمريكي جيم هاينز
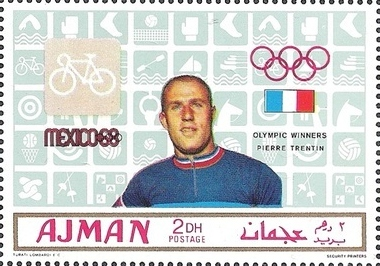
الدراج الفرنسي بيير ترينتين
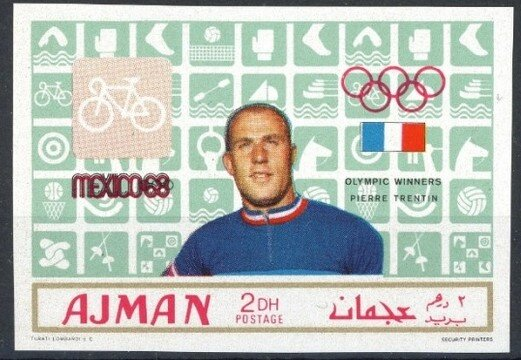
الدراج الفرنسي بيير ترينتين
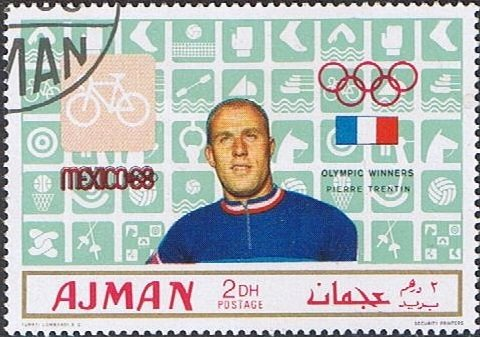
الدراج الفرنسي بيير ترينتين
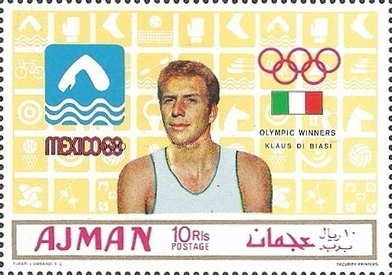
الغطاس الإيطالي كلاوس ديبياسي
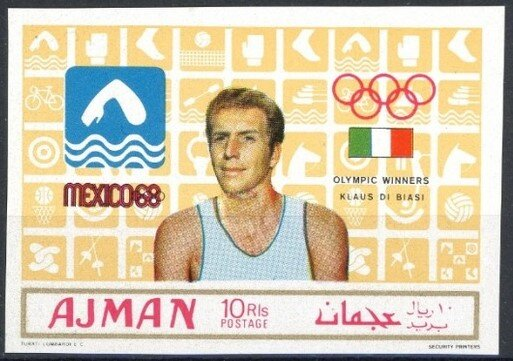
الغطاس الإيطالي كلاوس ديبياسي
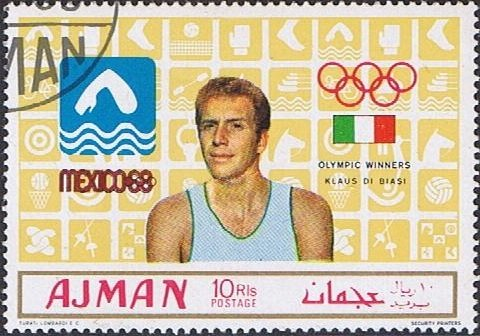
الغطاس الإيطالي كلاوس ديبياسي
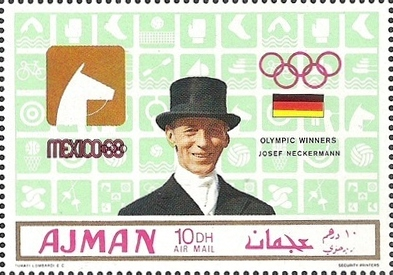
فارس السباق الألماني جوسيف نكرمان
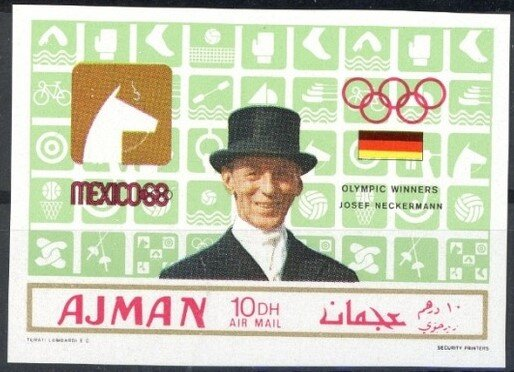
فارس السباق الألماني جوسيف نكرمان
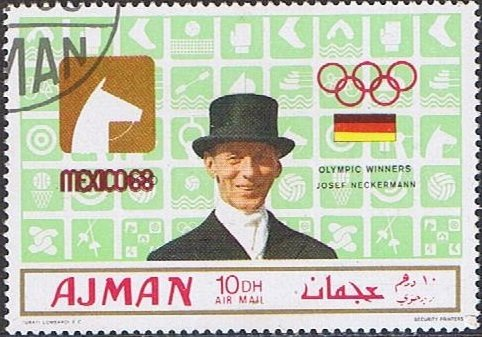
فارس السباق الألماني جوسيف نكرمان
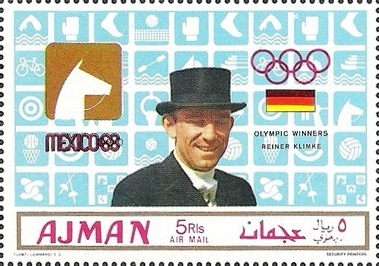
فارس السباق الألماني راينر كليميك
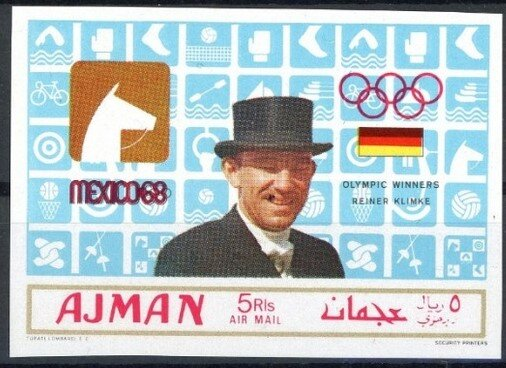
فارس السباق الألماني راينر كليميك
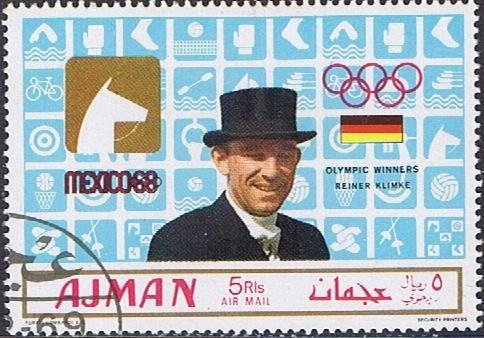
فارس السباق الألماني راينر كليميك
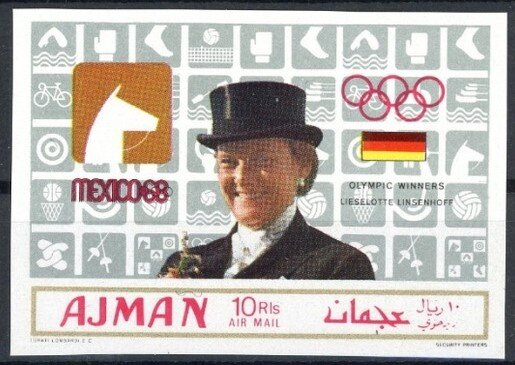
فارسة السباق الألمانية ليسيلوت لينسنهوف
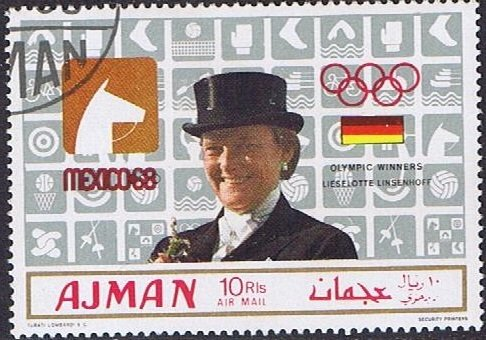
فارسة السباق الألمانية ليسيلوت لينسنهوف
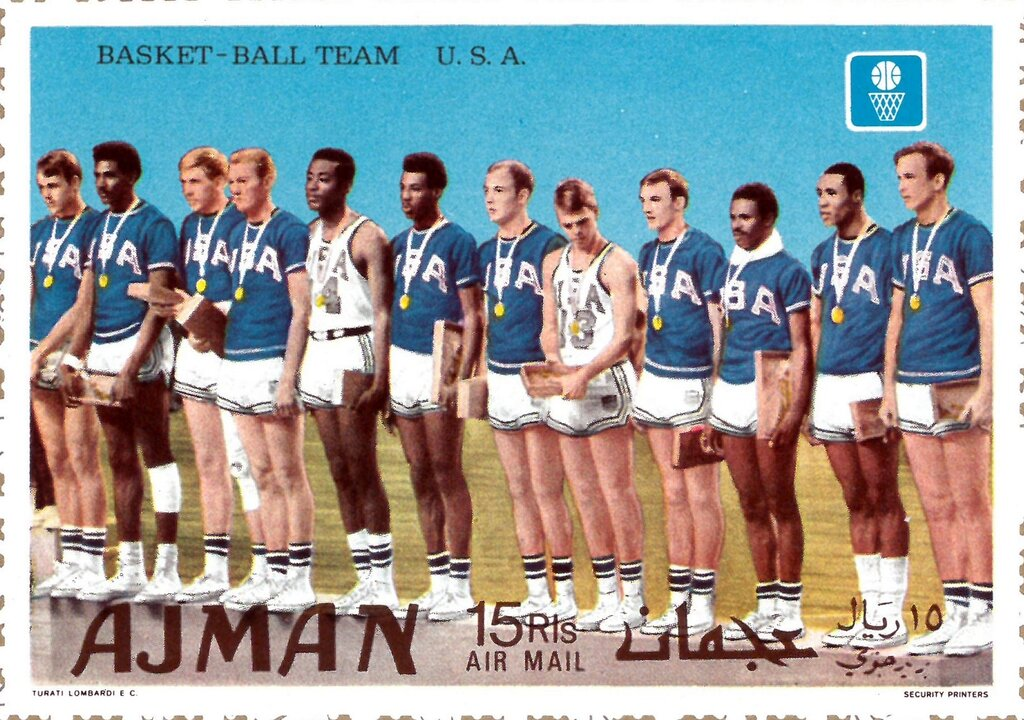
منتخب كرة السلة الأمريكي المشارك في دورة الألعاب الأولمبية في المكسيك

بطاقات تذكارية

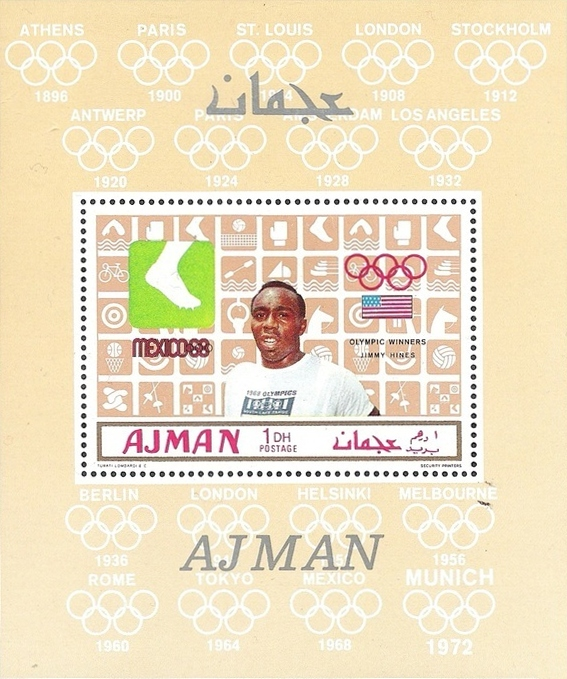
العداء الأمريكي جيم هاينز
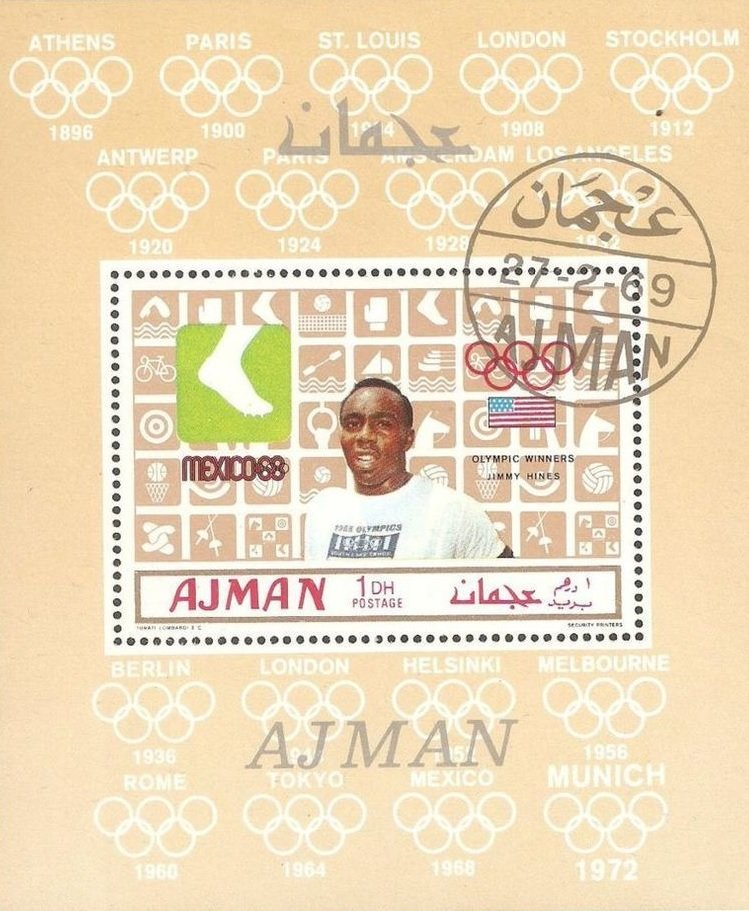
العداء الأمريكي جيم هاينز
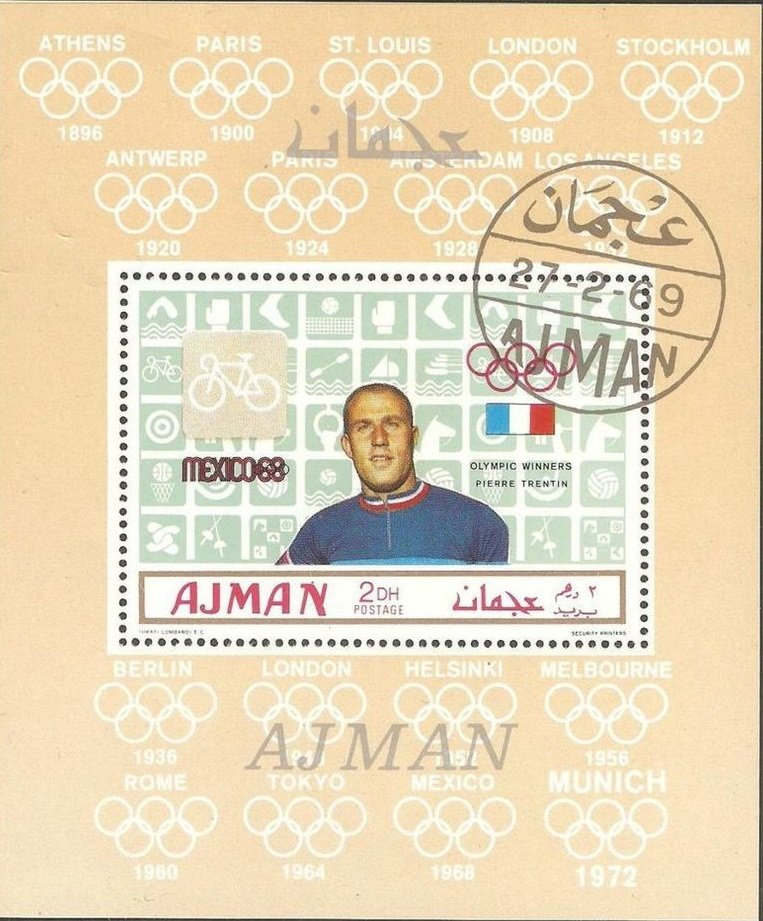
الدراج الفرنسي بيير ترينتين
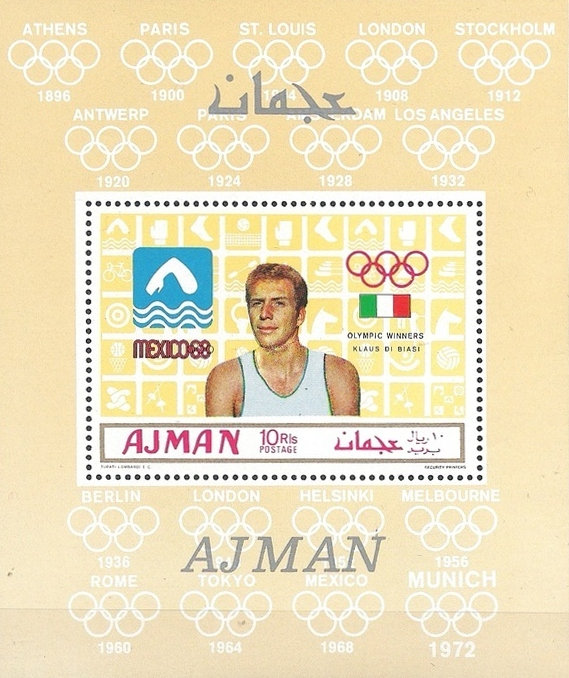
الغطاس الإيطالي كلاوس ديبياسي
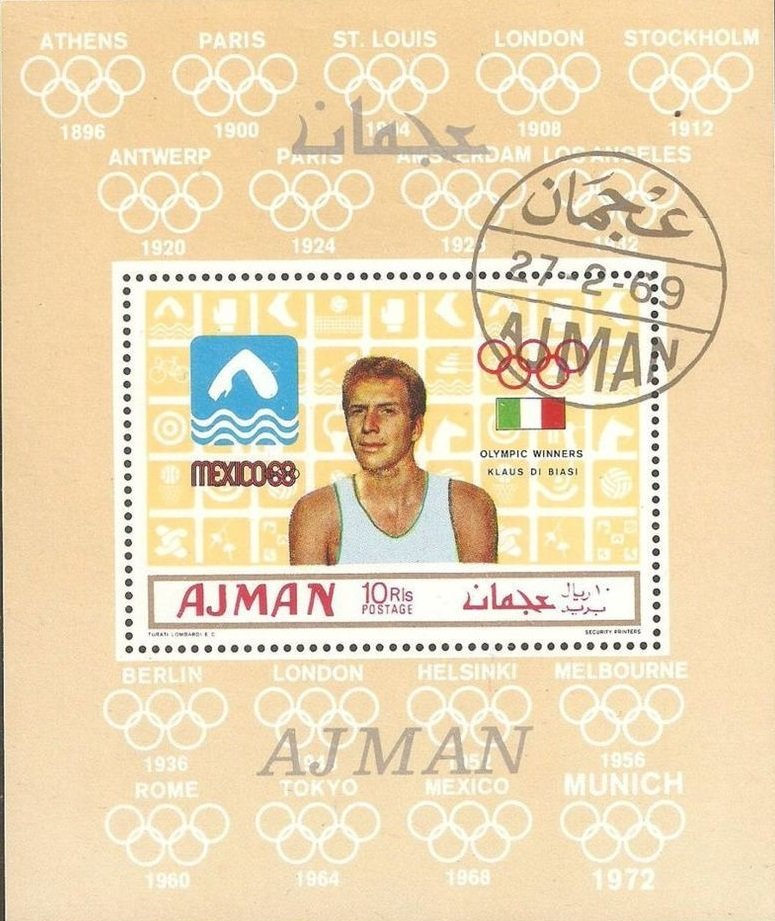
الغطاس الإيطالي كلاوس ديبياسي
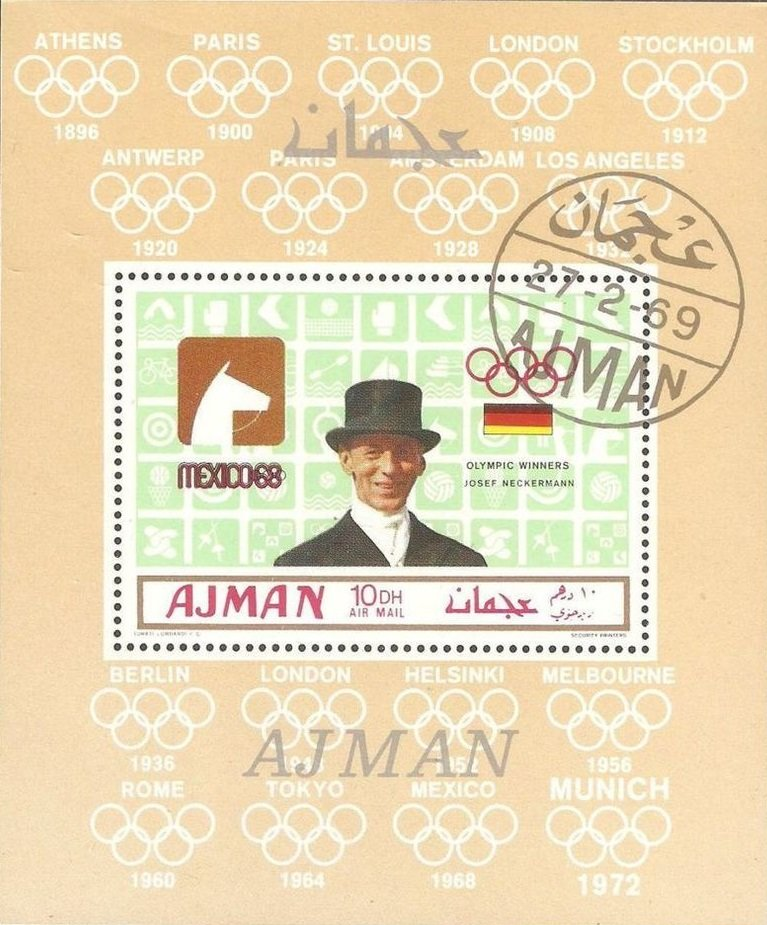
فارس السباق الألماني جوسيف نكرمان
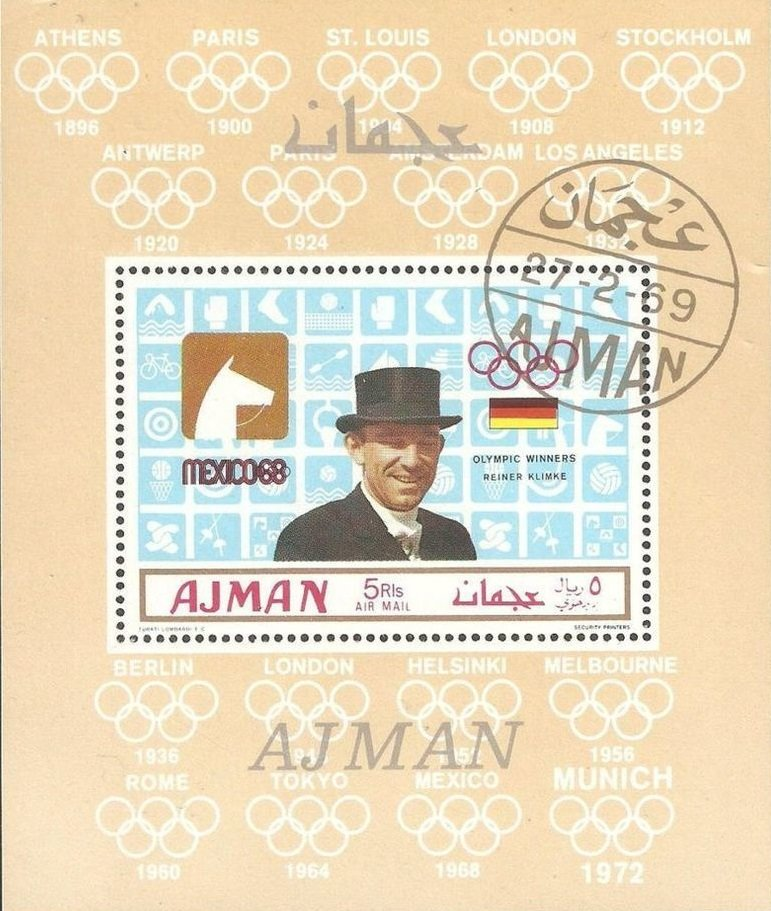
فارس السباق الألماني راينر كليميك
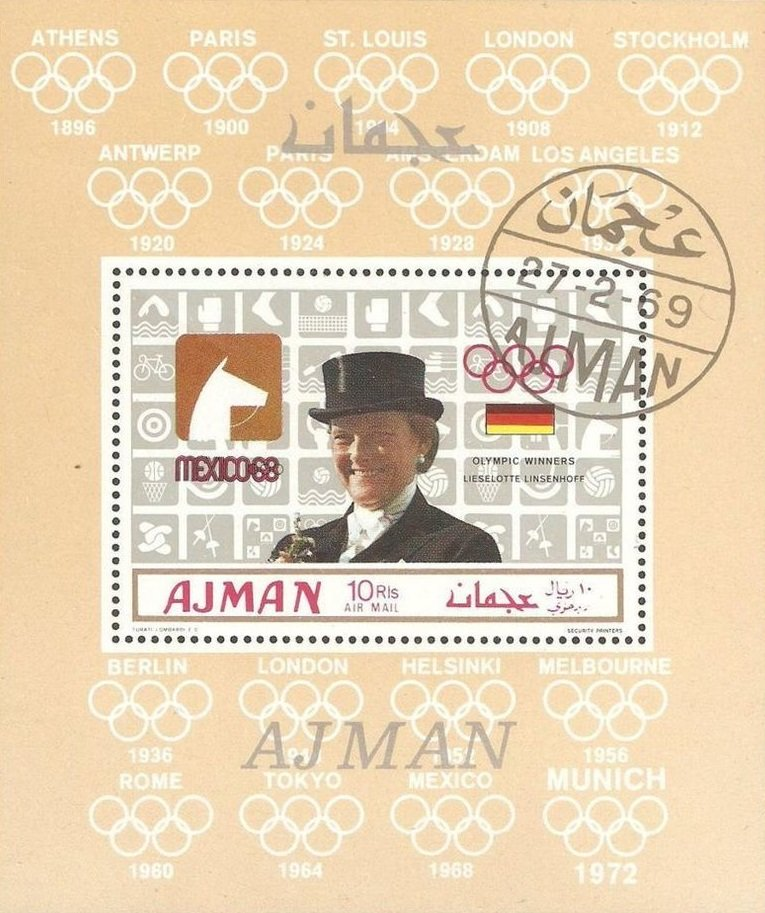
فارسة السباق الألمانية ليسيلوت لينسنهوف
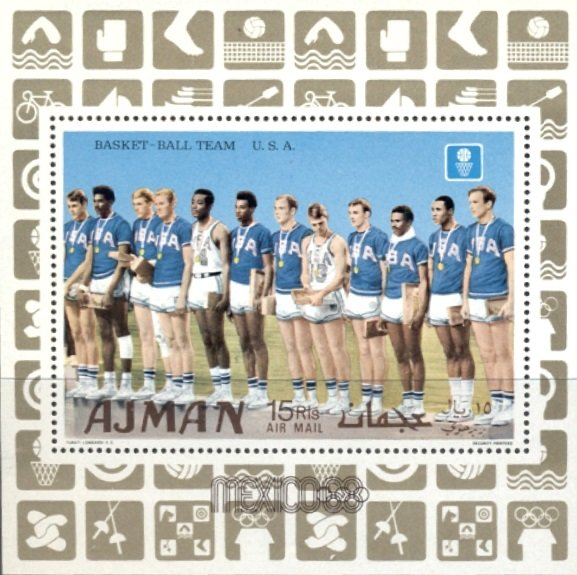
منتخب كرة السلة الأمريكي المشارك في دورة الألعاب الأولمبية في المكسيك
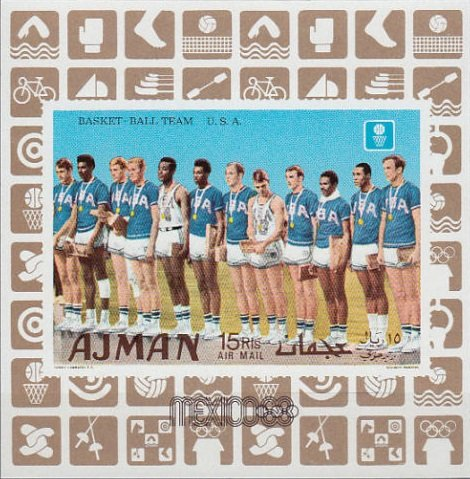
منتخب كرة السلة الأمريكي المشارك في دورة الألعاب الأولمبية في المكسيك

صحيفة الطوابع الكاملة

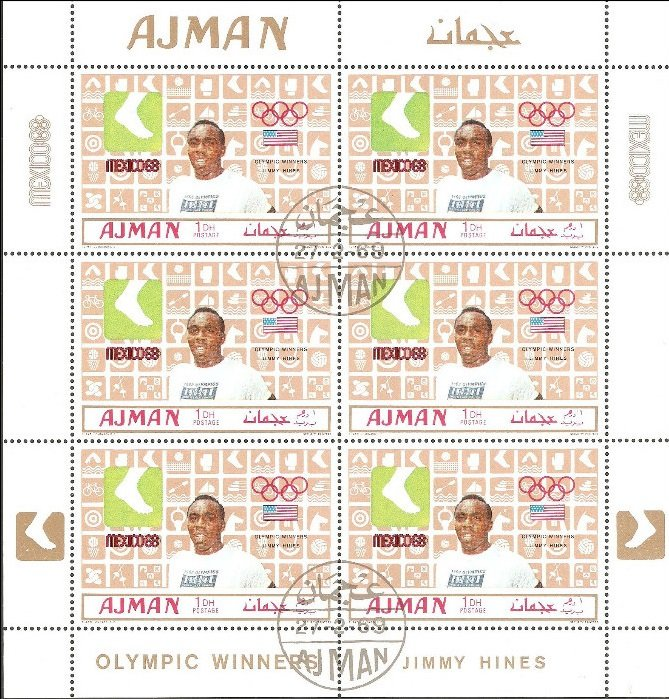
العداء الأمريكي جيم هاينز
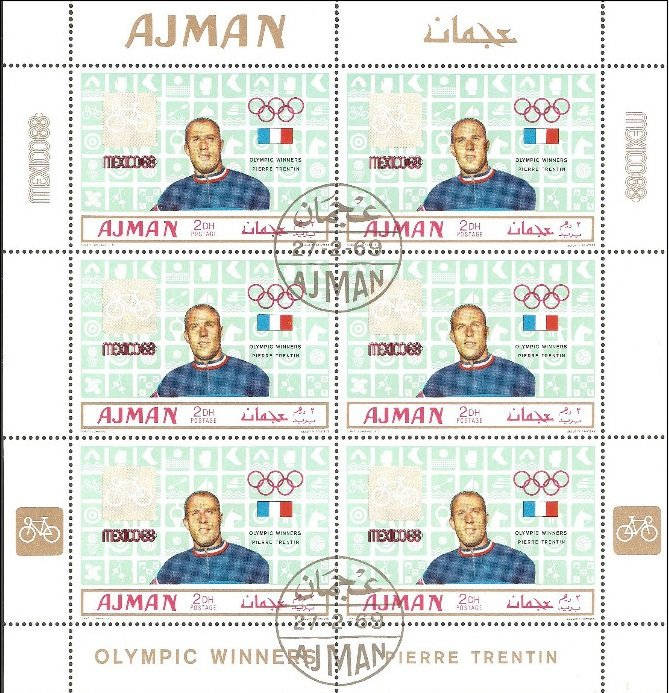
الدراج الفرنسي بيير ترينتين
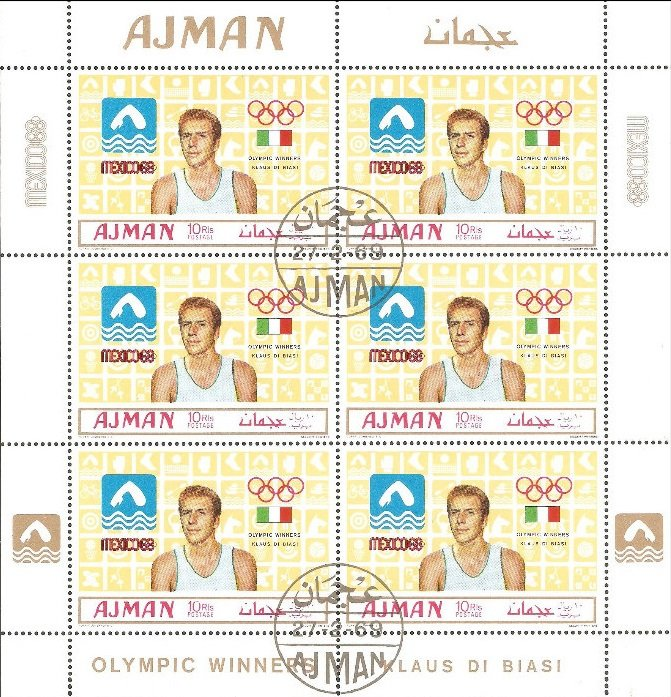
الغطاس الإيطالي كلاوس ديبياسي
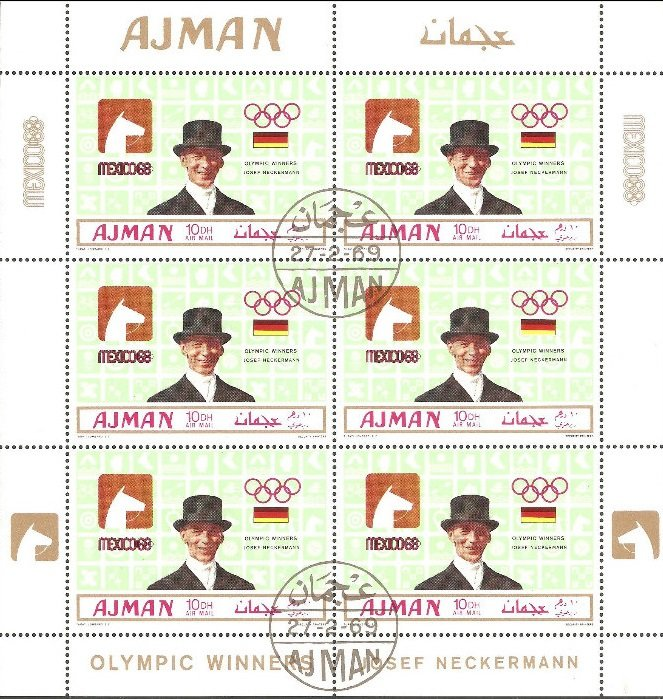
فارس السباق الألماني جوسيف نكرمان
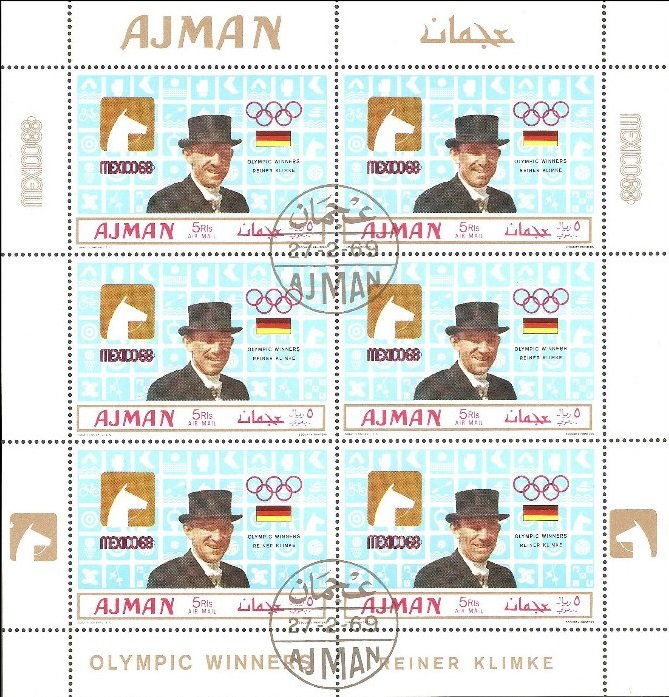
فارس السباق الألماني راينر كليميك
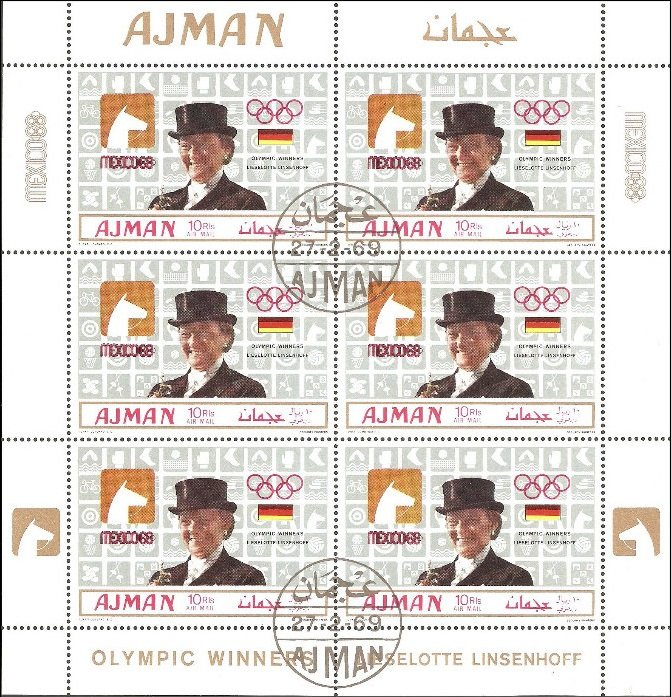
فارسة السباق الألمانية ليسيلوت لينسنهوف

## إصدارات اللوحات الإيطالية
ظهرت في الأول من مارس عام 1969م طوابع اللوحات الإيطالية:

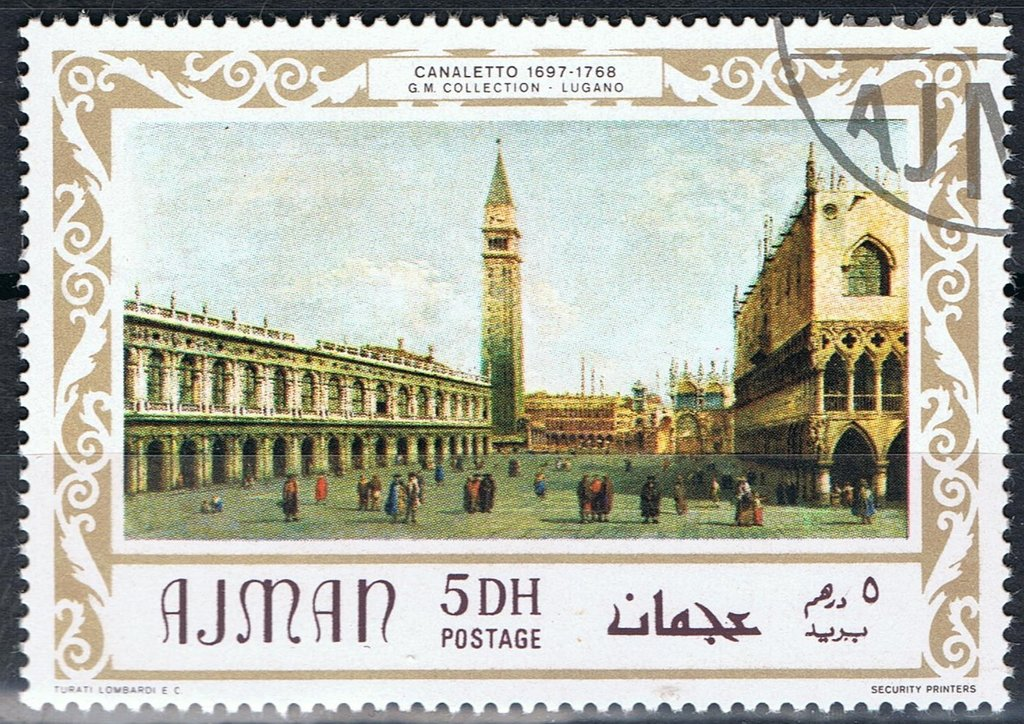
طابع تظهر فيه لوحة للرسام الإيطالي جوفاني أنطونيو كانال تُصوّر ساحة سان ماركو في البندقية
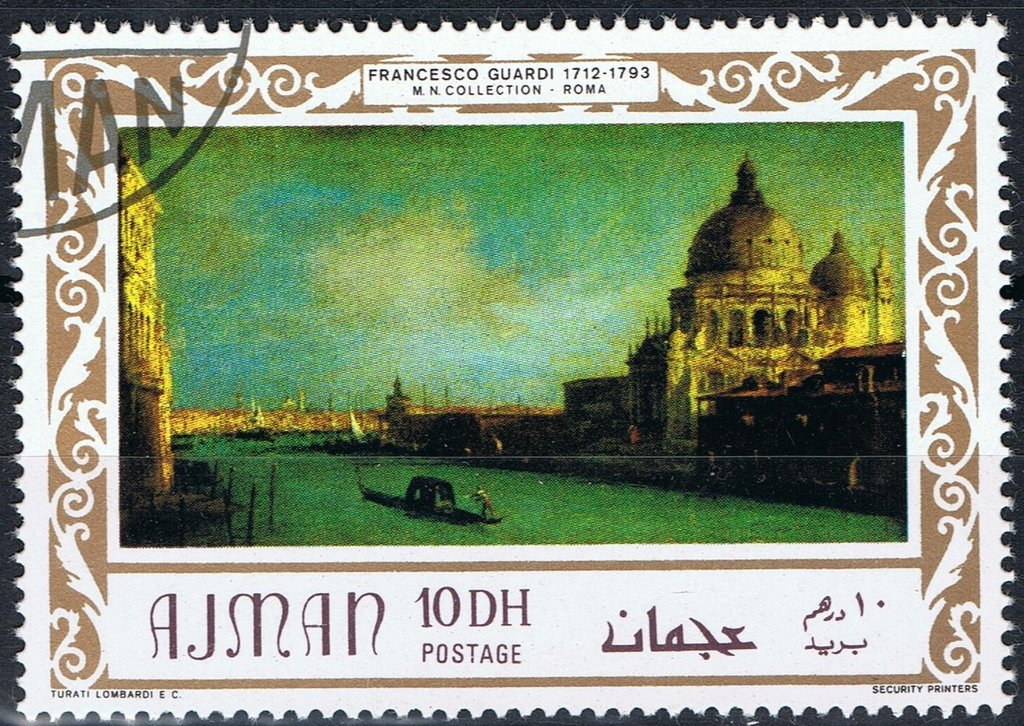
طابع تظهر فيه لوحة للرسام الإيطالي فرانسيسكو غواردي تُصوّر كنيسة سانتا ماريا ديلا ساليوت في البندقية
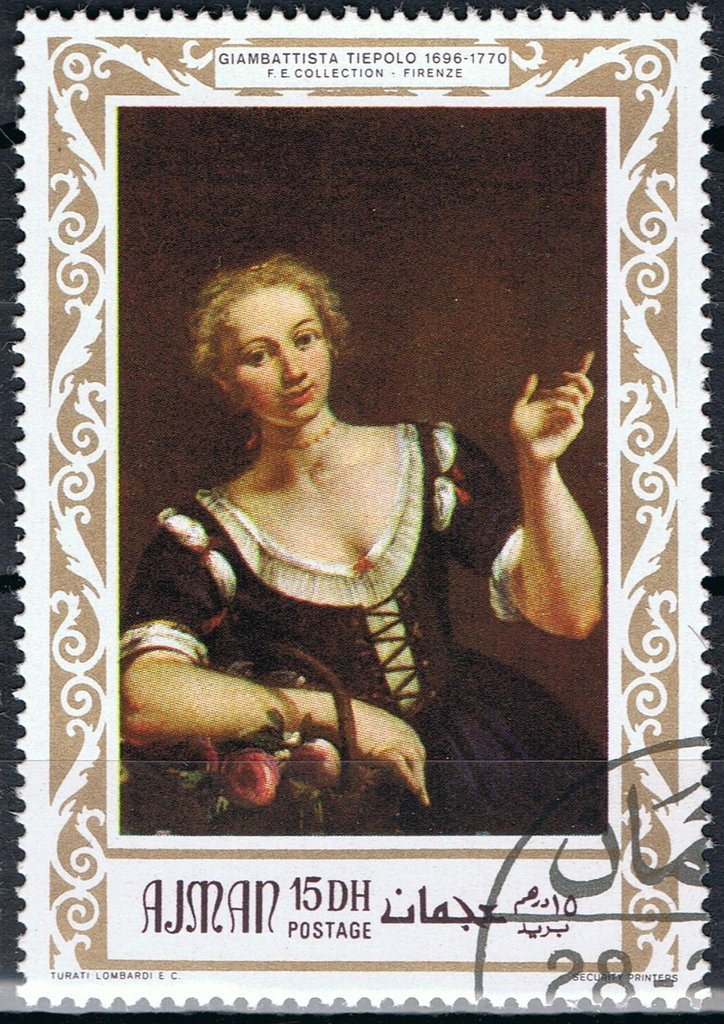
طابع تظهر فيه لوحة للرسام الإيطالي جيوفاني باتيستا تيبولو
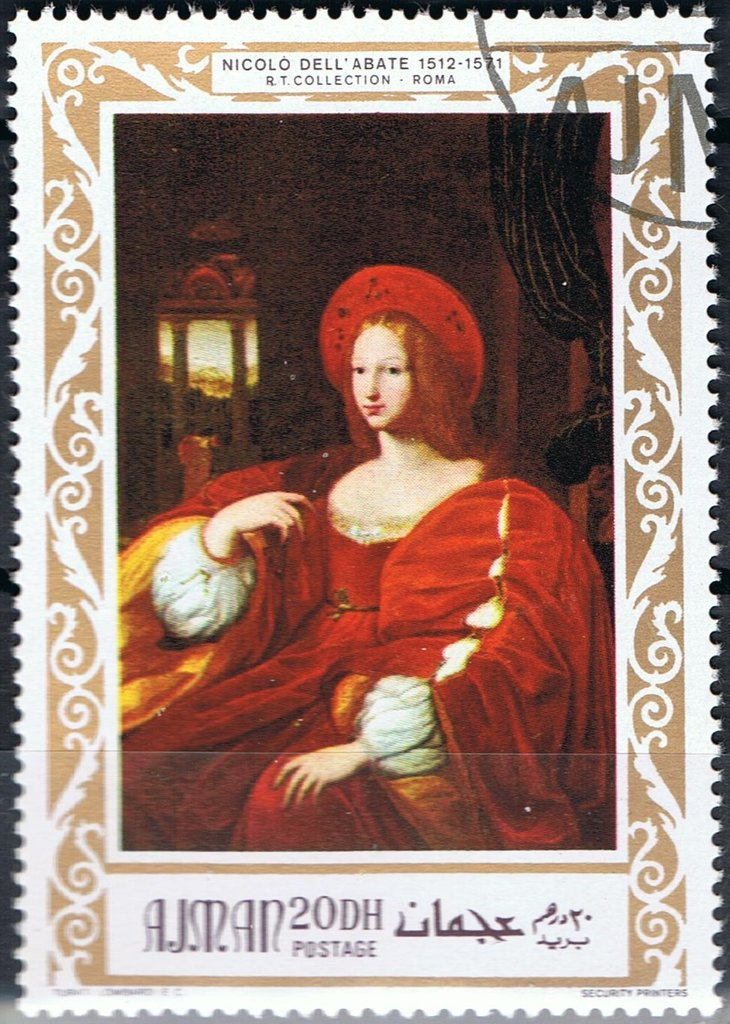
طابع تظهر فيه لوحة للرسام الإيطالي رفائيل
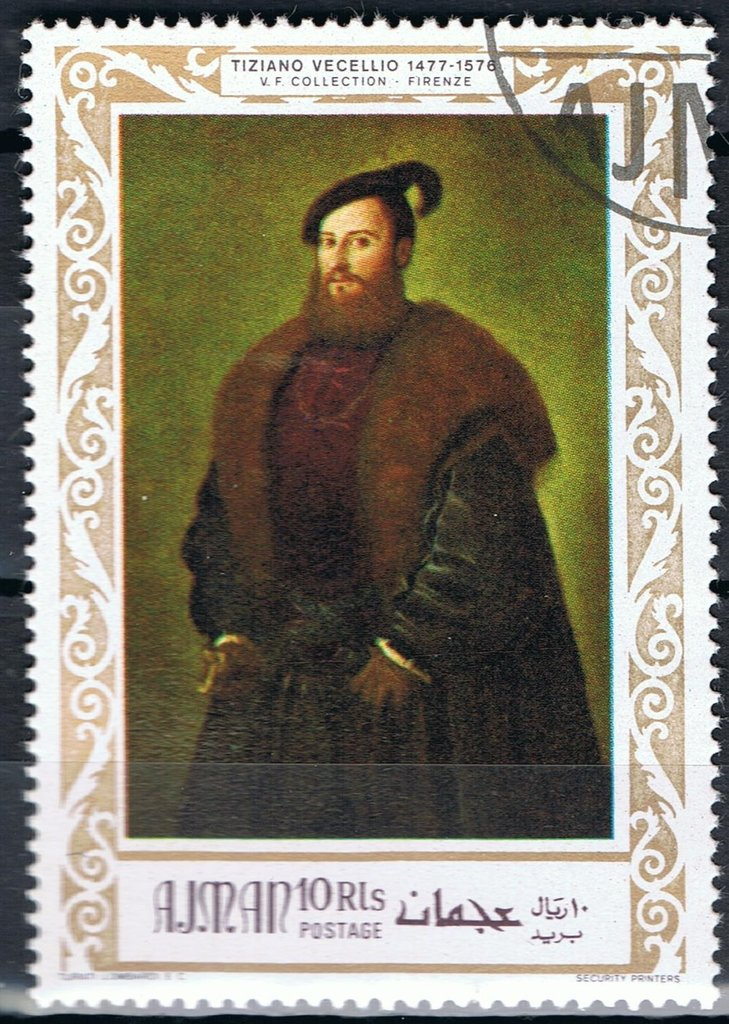
طابع تظهر فيه لوحة للرسام الإيطالي تيتيان
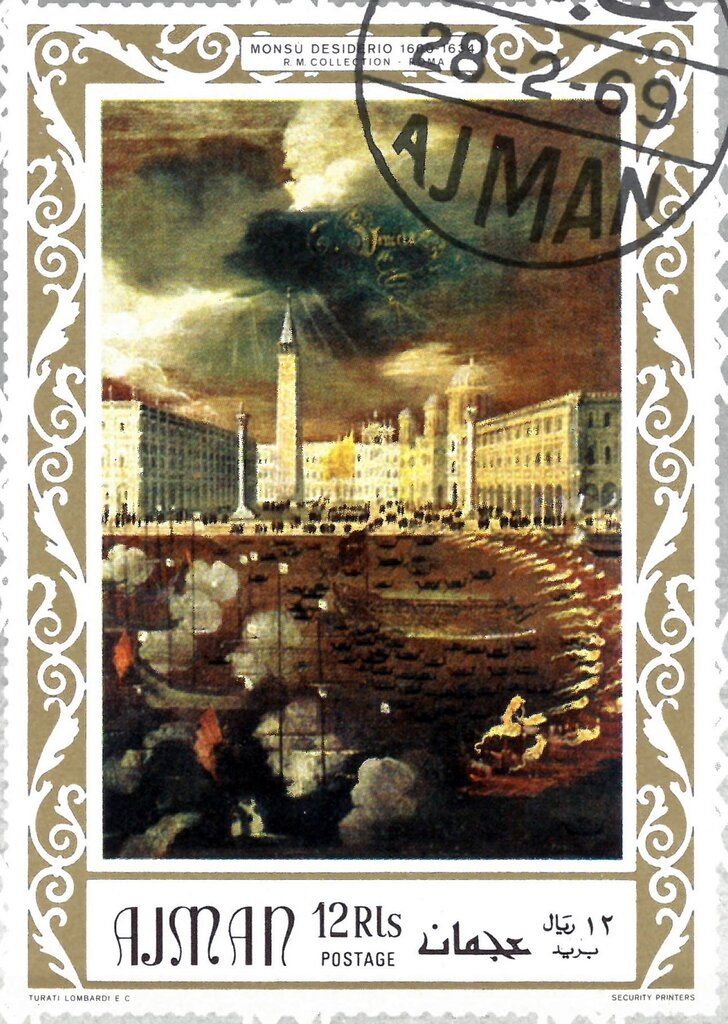
طابع تظهر فيه لوحة تُصوّر ساحة سان ماركو في البندقية

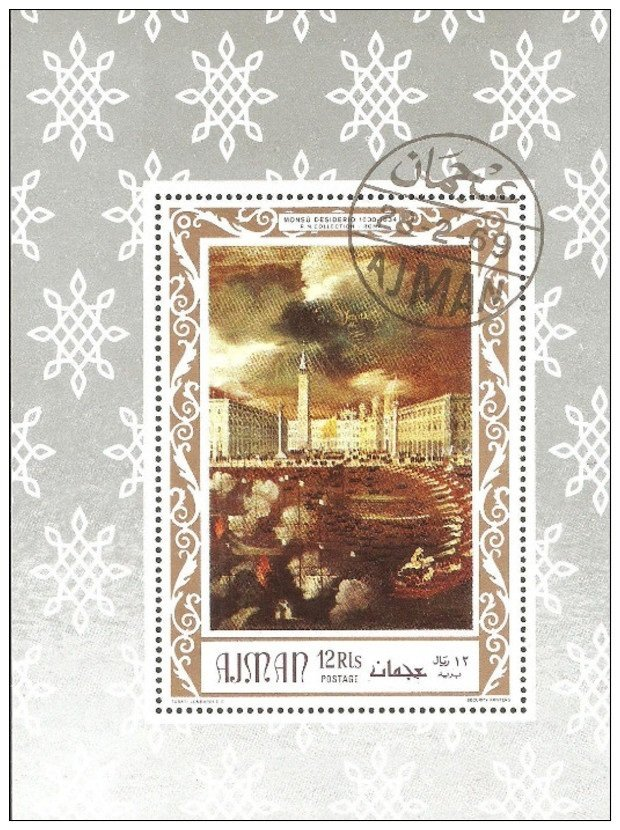
ورقة تذكارية لطابع تظهر فيه لوحة تُصوّر ساحة سان ماركو في البندقية

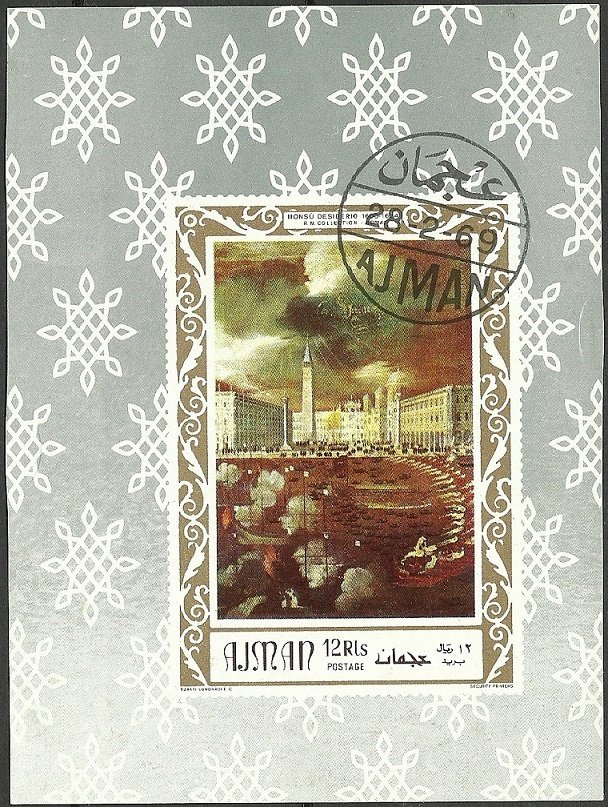
ورقة تذكارية لطابع تظهر فيه لوحة تُصوّر ساحة سان ماركو في البندقية

## إصدارات الموسيقيين
ظهرت في الأول من مارس عام 1969م طوابع الموسيقيين:

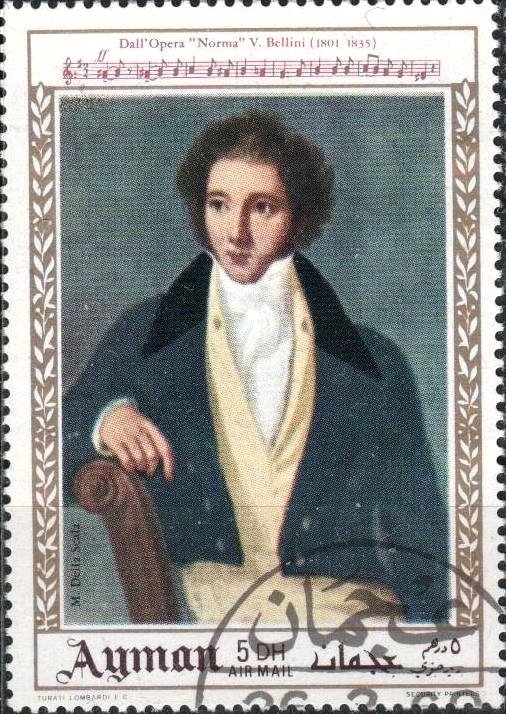
طابع تظهر فيه صورة للموسيقي الإيطالي فينشينسو بيليني

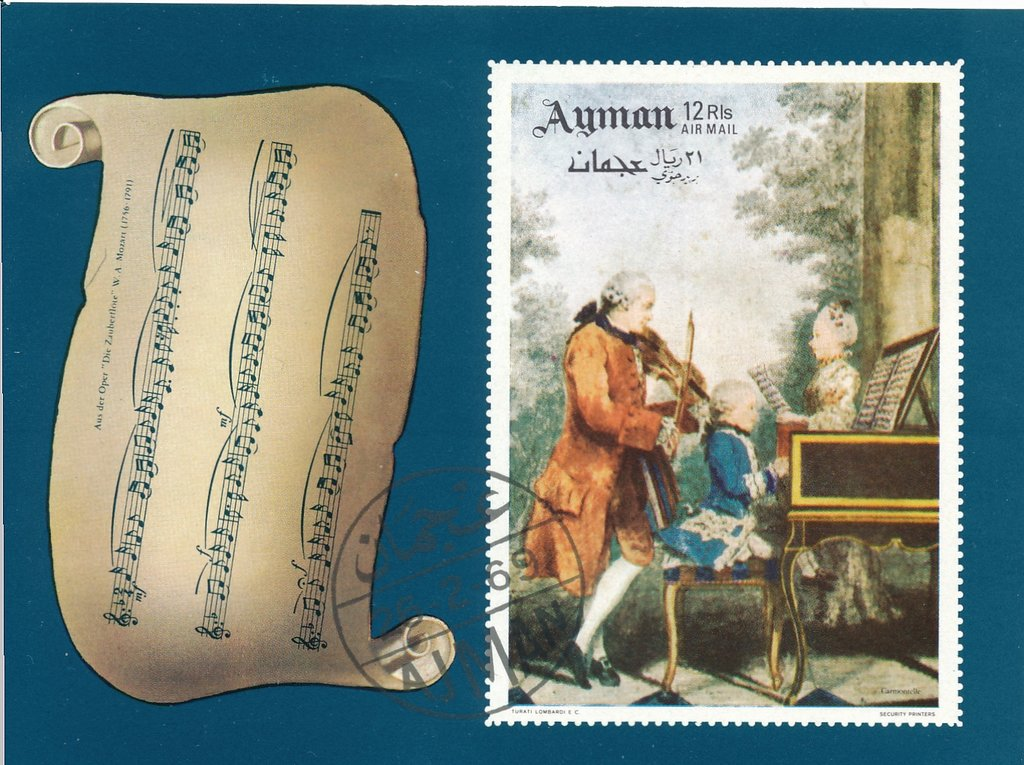
ورقة تذكارية لطابع تظهر فيه صورة للموسيقي التمساوي موزارت

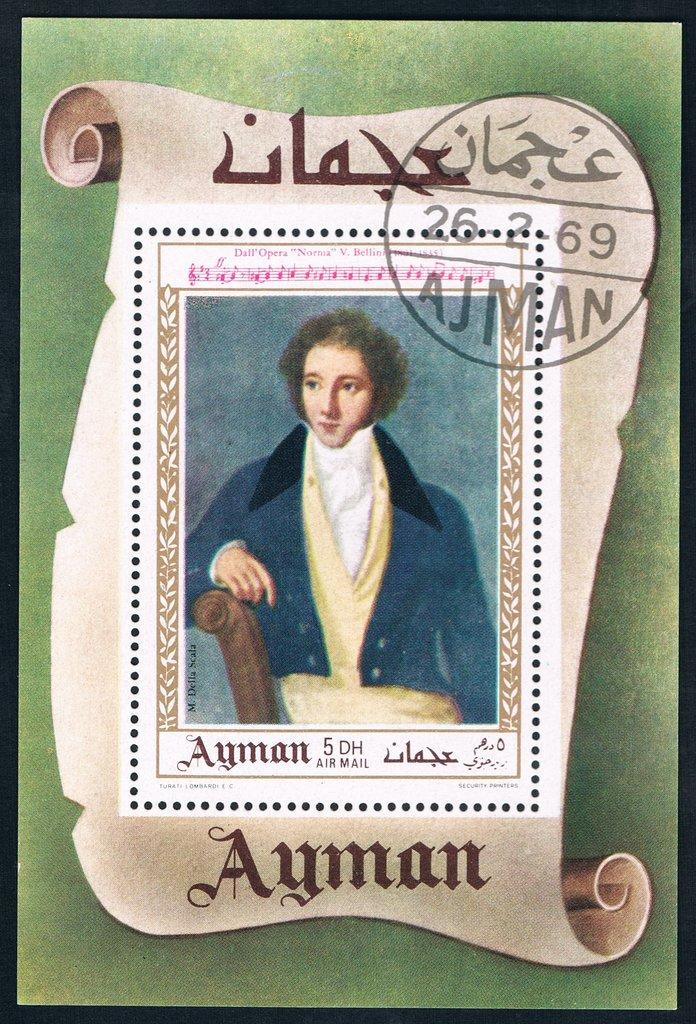
ورقة تذكارية لطابع تظهر فيه صورة للموسيقي الإيطالي فينشينسو بيليني

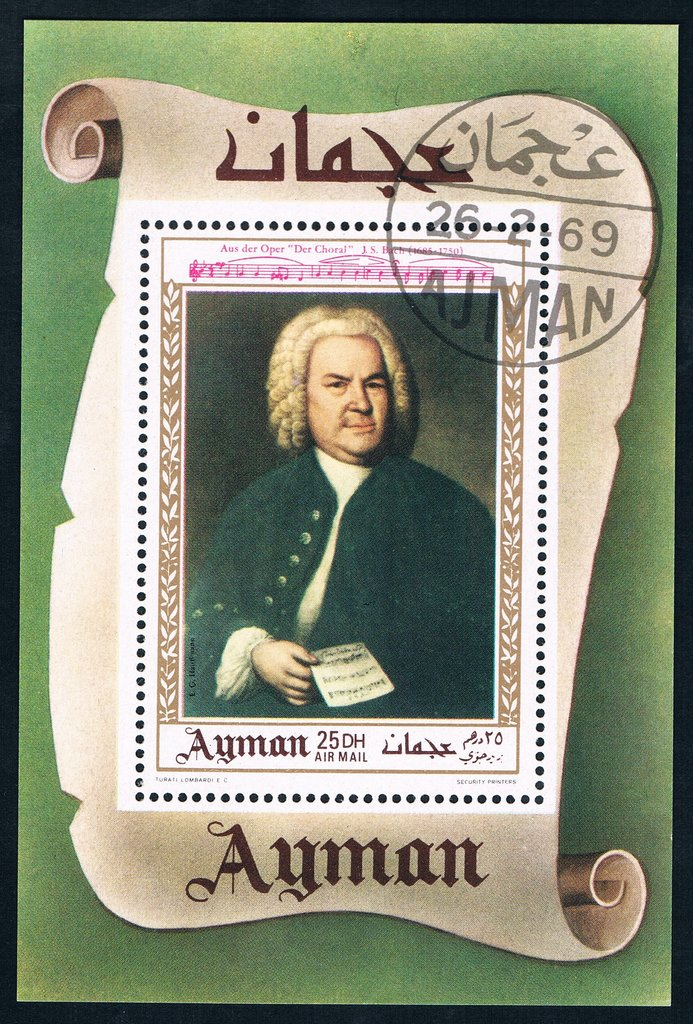
ورقة تذكارية لطابع تظهر فيه صورة للموسيقي الألماني يوهان سباستيان باخ

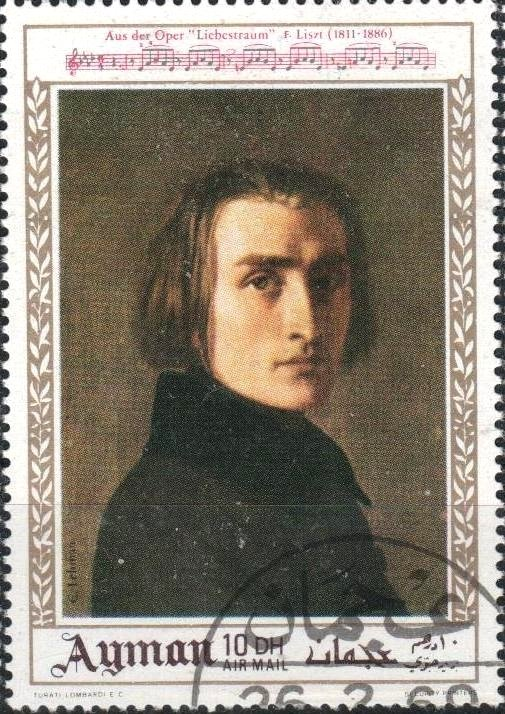
طابع تظهر فيه صورة للموسيقي المجري فرانز ليست
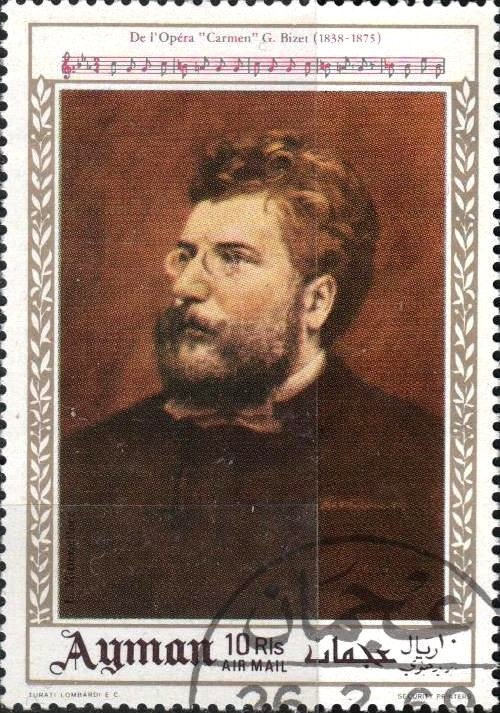
طابع تظهر فيه صورة للموسيقي الفرنسي جورج بيزيه
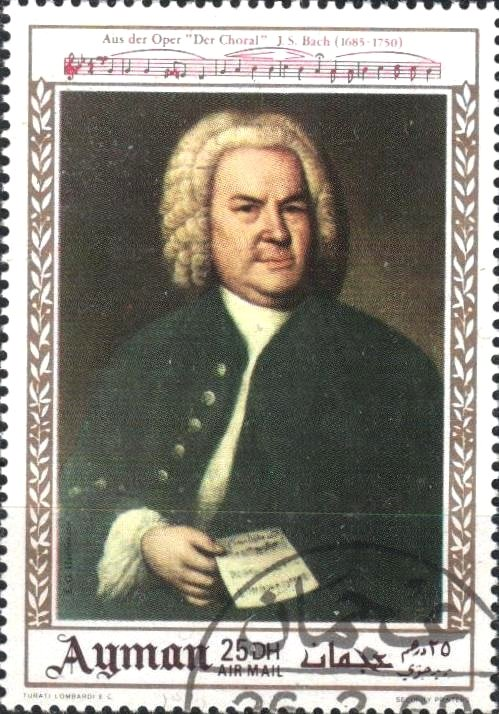
طابع تظهر فيه صورة للموسيقي الألماني يوهان سباستيان باخ
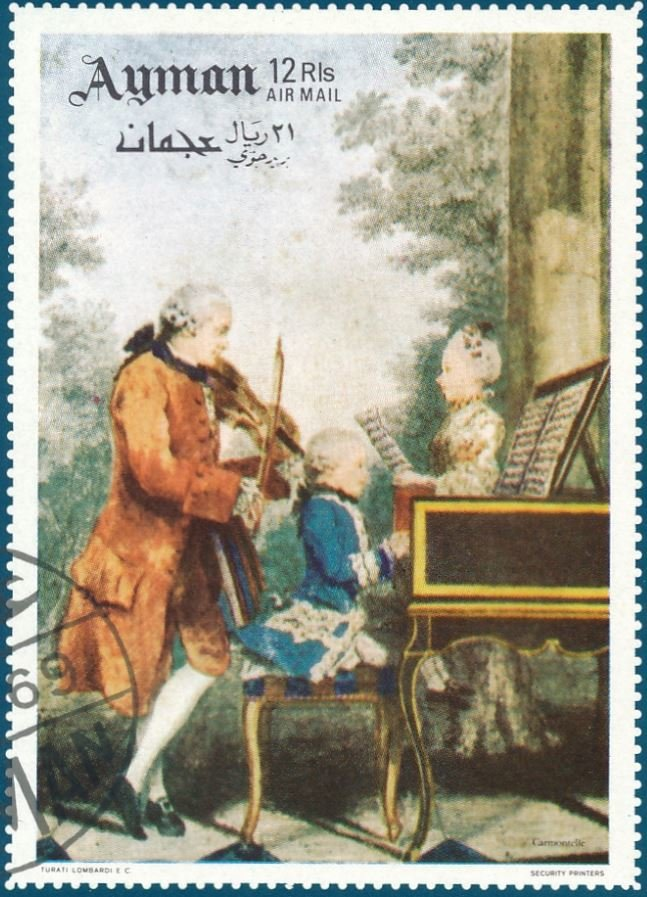
طابع تظهر فيه صورة للموسيقي التمساوي موزارت

## إصدارات اللوحات الأوروبية
ظهر إصدار اللوحات الأوروبية في الأول من مارس عام 1969م:

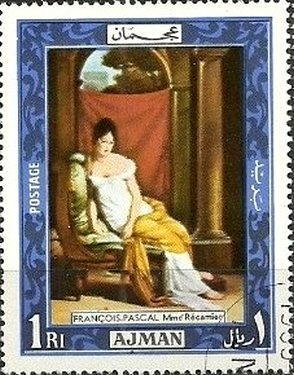
طابع تظهر فيه لوحة تُصوّر الكاتبة وصاحبة الصالون الأدبي الفرنسية جولييت ريكامييه للرسام الفرنسي فرانسوا جيرار
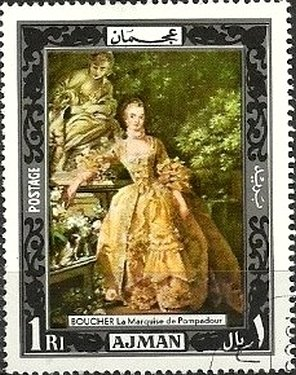
طابع تظهر فيه لوحة تُصوّر صاحبة الصالون الأدبي الفرنسية مدام دو بومبادور للرسام الفرنسي فرانسوا بوشيه
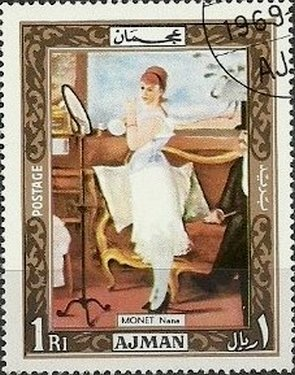
طابع تظهر فيه لوحة نانا للرسام الفرنسي إدوارد مانيه
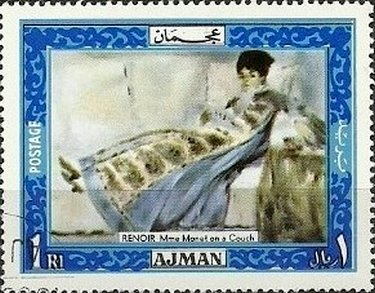
طابع تظهر فيه لوحة للرسام الفرنسي أوغوست رينوار

وللبريد الجوي:

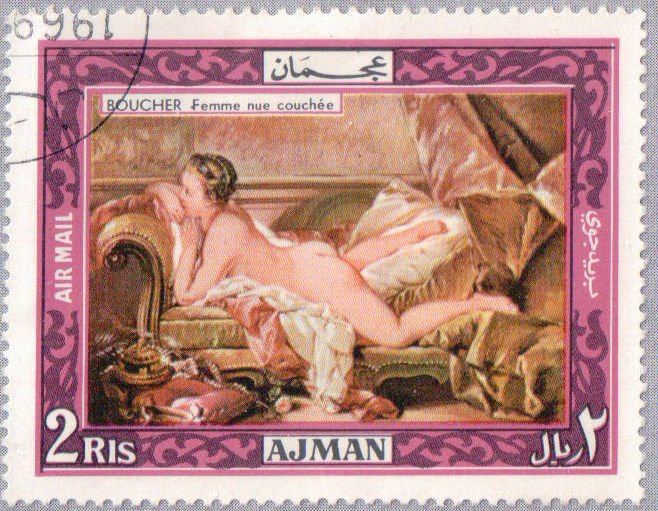
طابع تظهر فيه لوحة للرسام الفرنسي فرانسوا بوشيه
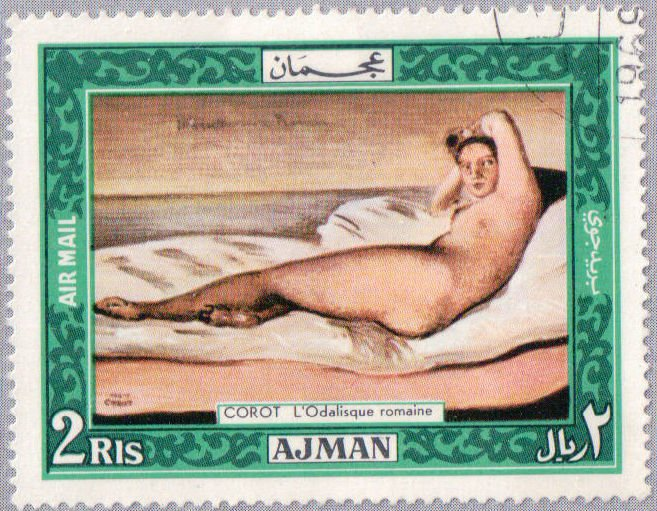
طابع تظهر فيه لوحة للرسام الفرنسي جان بابتيست كامي كورو
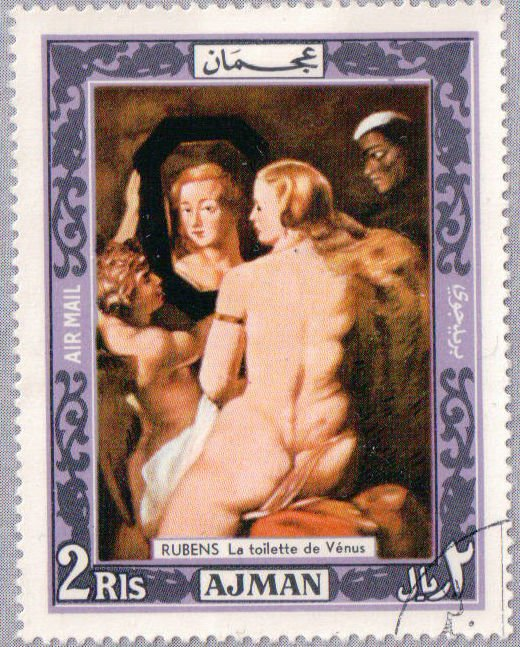
طابع تظهر فيه لوحة للرسام بيتر بول روبنس
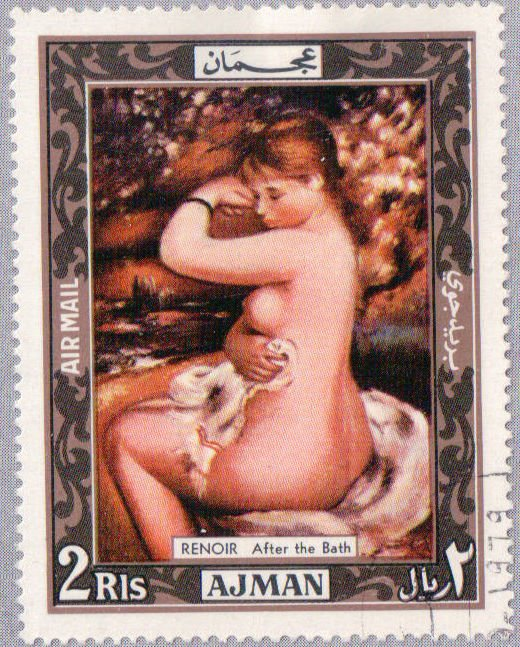
طابع تظهر فيه لوحة للرسام الفرنسي أوغوست رينوار
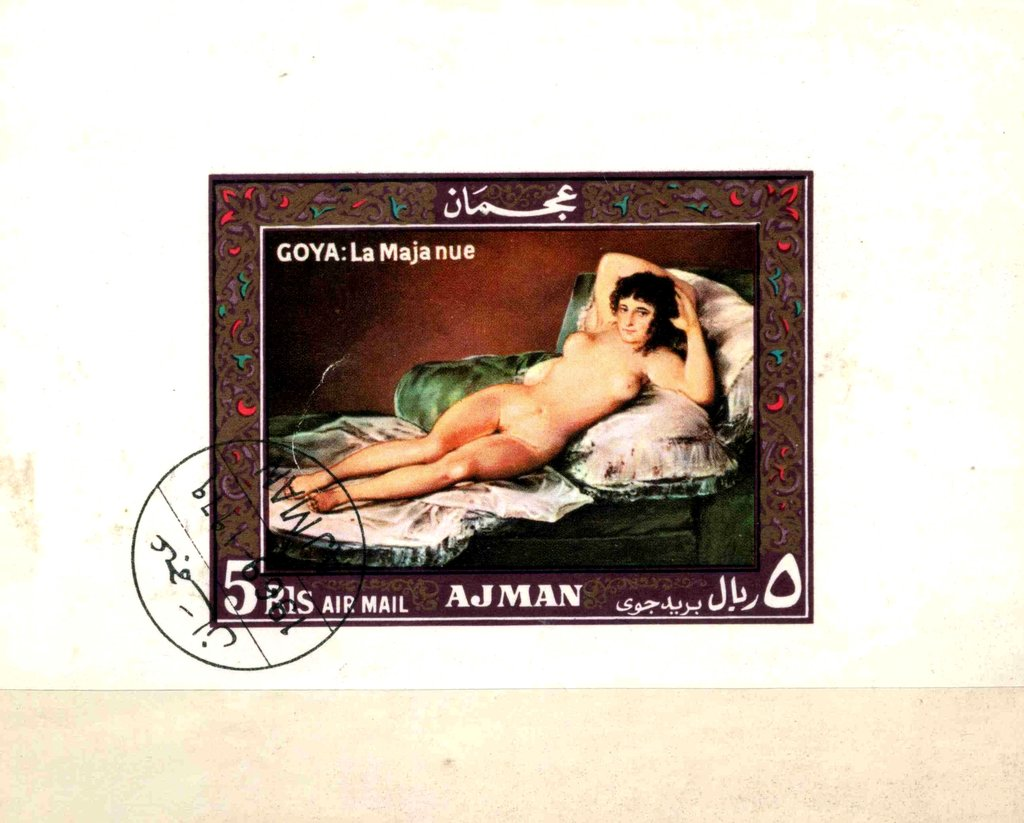
طابع تظهر فيه لوحة للرسام الإسباني فرانثيسكو غويا
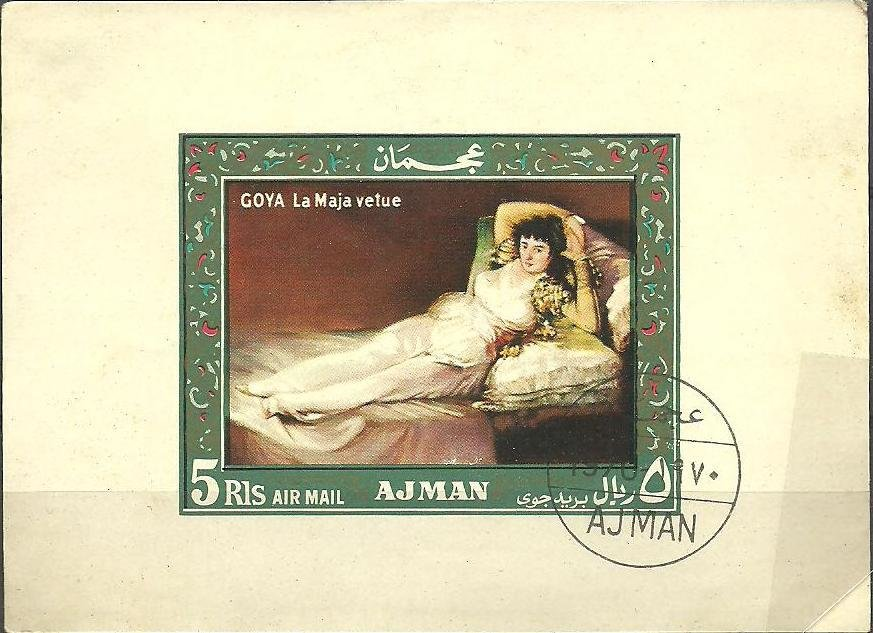
طابع تظهر فيه لوحة للرسام الإسباني فرانثيسكو غويا

## إصدارات فسيفساء ميلاد المسيح
أُصدرت طوابع فسيفساء ميلاد المسيح في الأول من مارس عام 1969م:

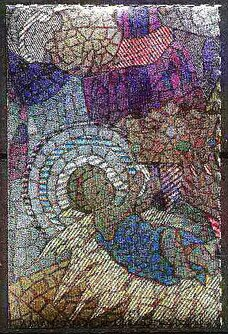
طابع يُصوّر تمجيد المجوس للطفل يسوع

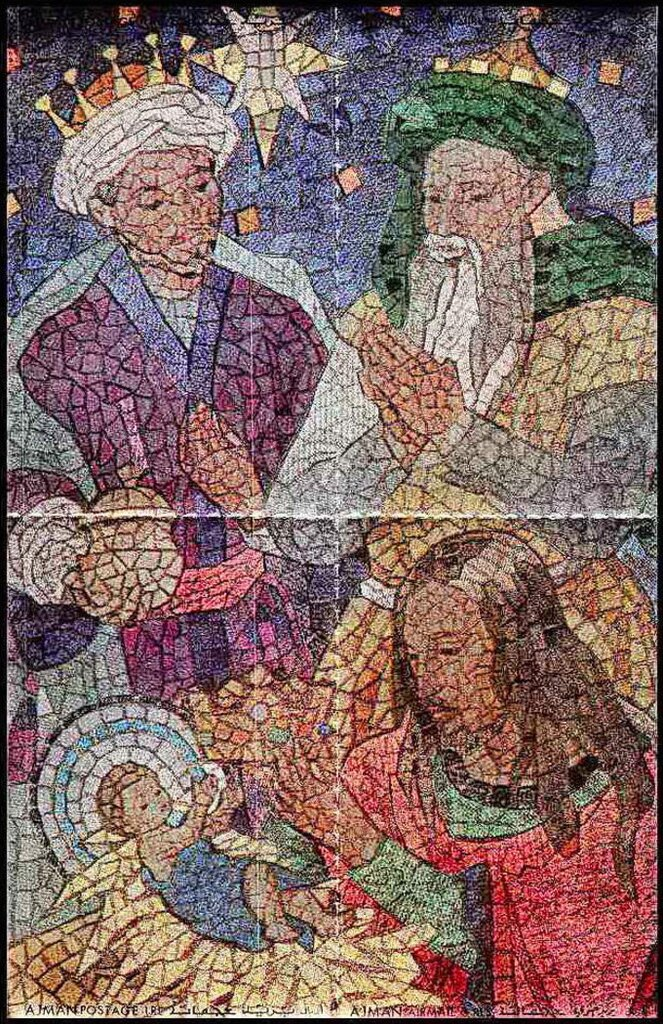
بطاقة تذكارية تحتوي على طابعين يُصوّران تمجيد المجوس للطفل يسوع

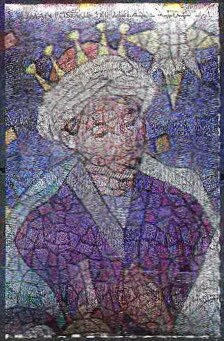
طابع يُصوّر تمجيد المجوس للطفل يسوع
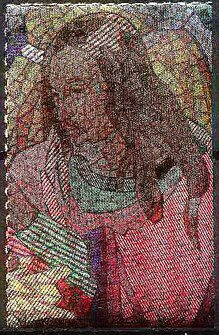
طابع يُصوّر تمجيد المجوس للطفل يسوع
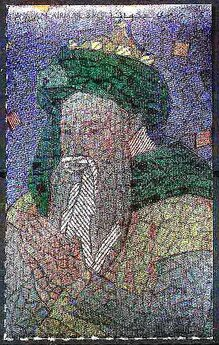
طابع يُصوّر تمجيد المجوس للطفل يسوع

وأُصدرت بطاقة تذكارية واحدة:

## إصدارات الأخوة كينيدي
ظهرت إصدارات الأخوة كينيدي في الأول من مارس عام 1969م:

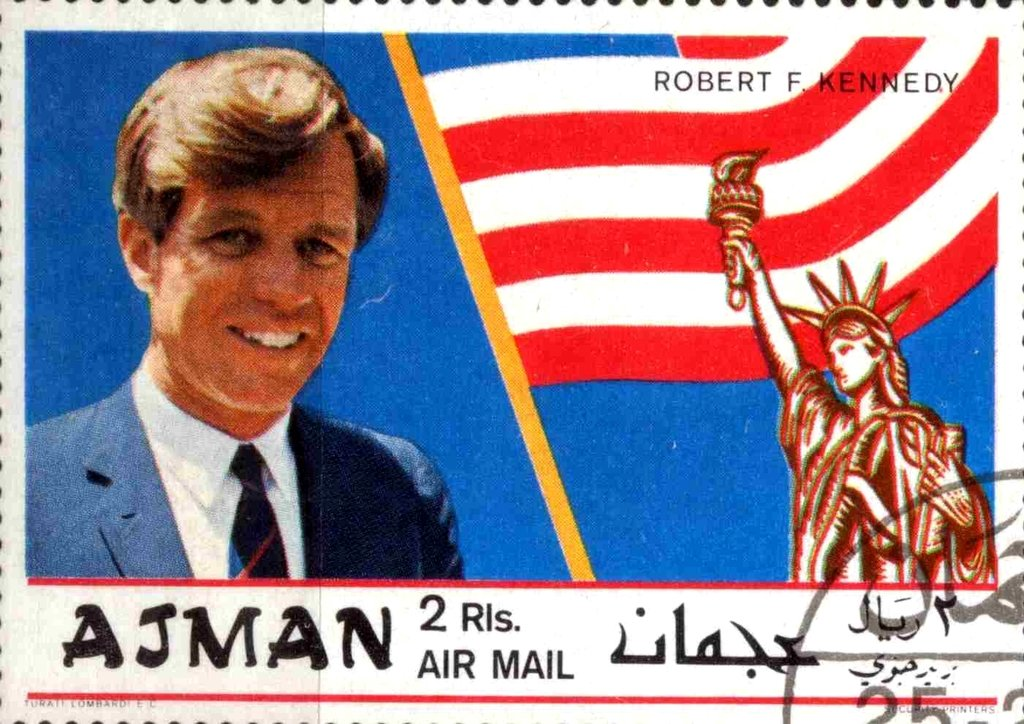
طابع تظهر فيه صورة السياسي الأمريكي روبرت كينيدي
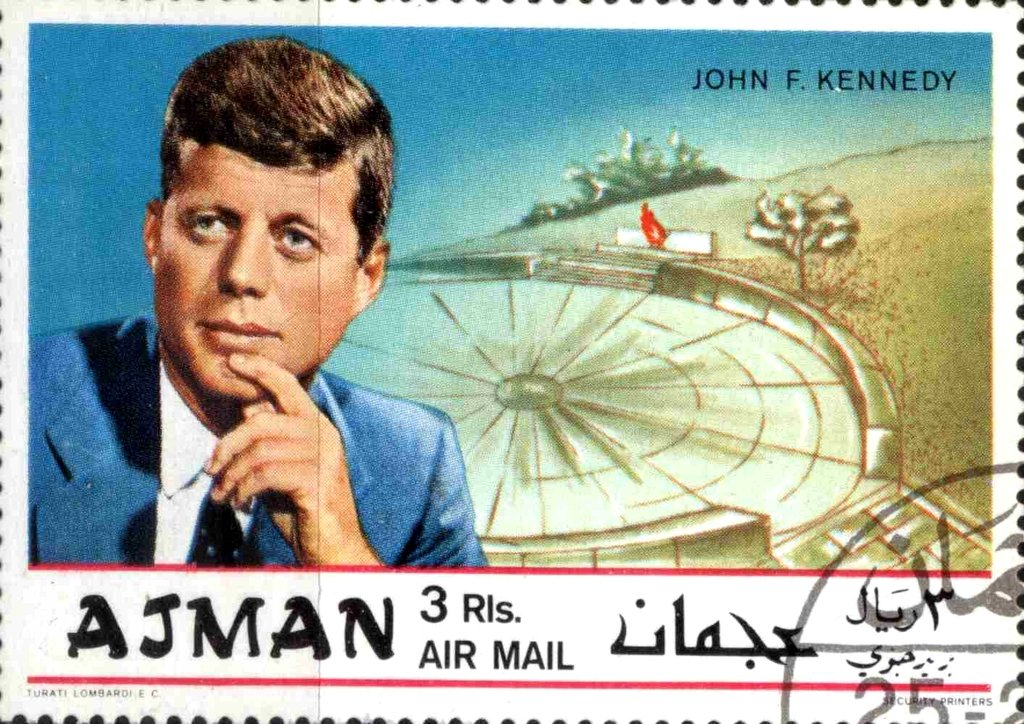
طابع تظهر فيه صورة الرئيس الأمريكي الخامس والثلاثين جون كينيدي
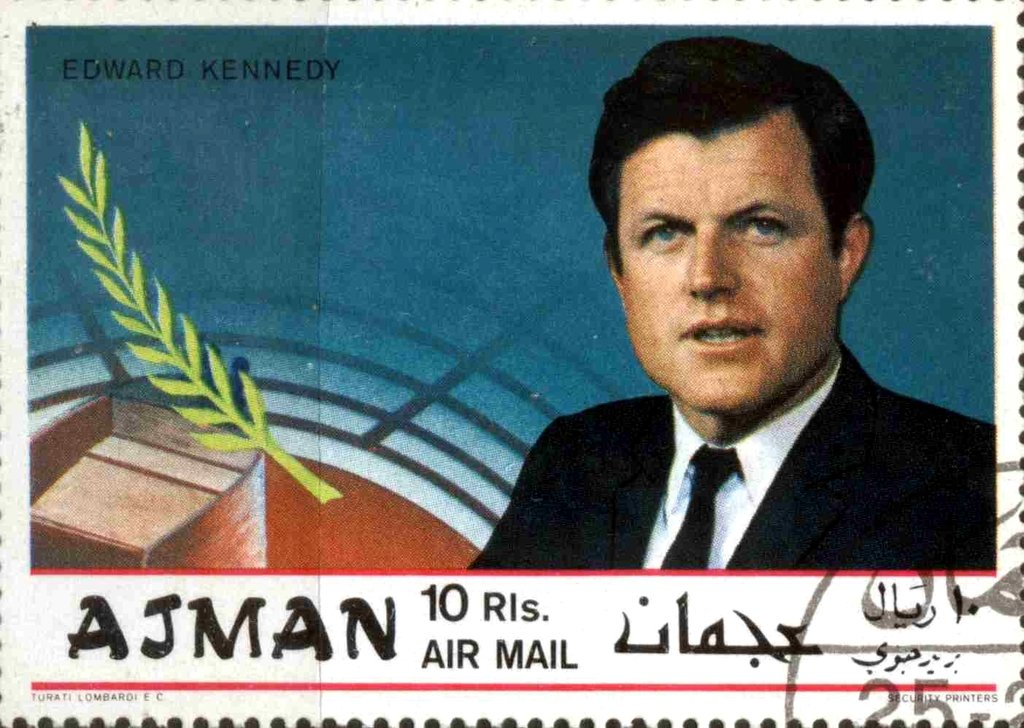
طابع تظهر فيه صورة السياسي الأمريكي إدوارد كينيدي

## إصدارات البطاقات المذهبة للفائزين بميداليات ذهبية في دورة الألعاب الأولمبية الصيفية في المكسيك
ظهرت صور الفائزين بميداليات ذهبية على بطاقات تذكارية بقيمة خمس ريالات قطرية وقد أُصدرت في مارس 1969م وكانت مخصصة للبريد الجوي:

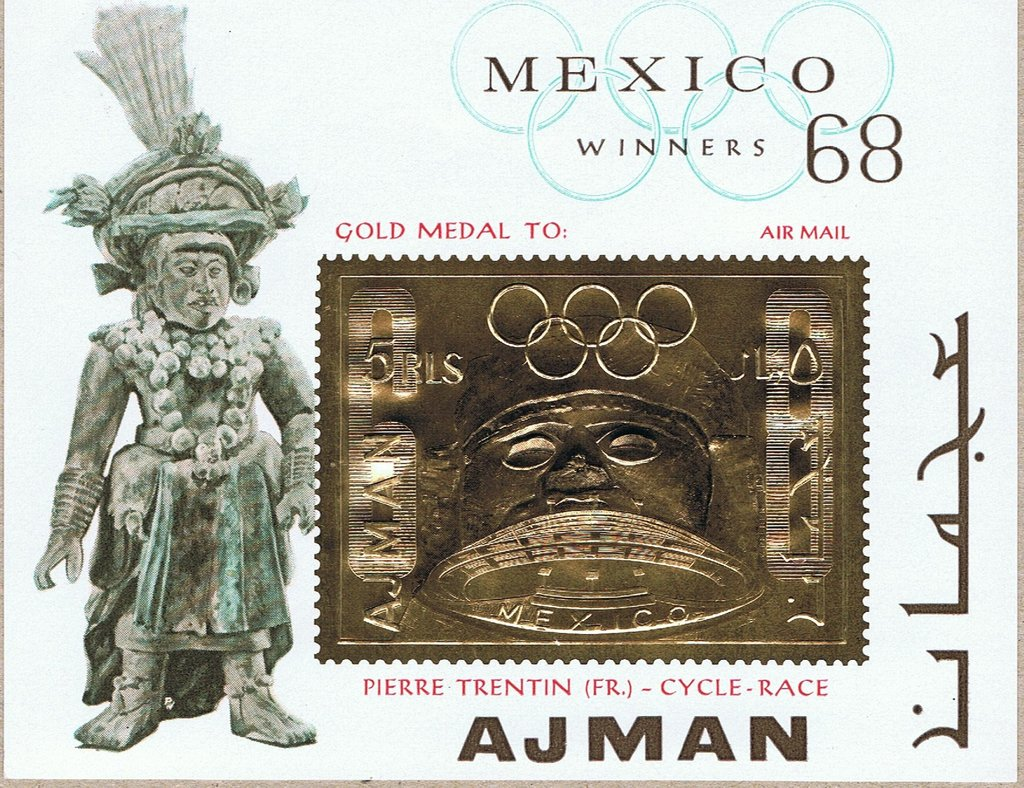
الدراج الفرنسي بيير ترينتين
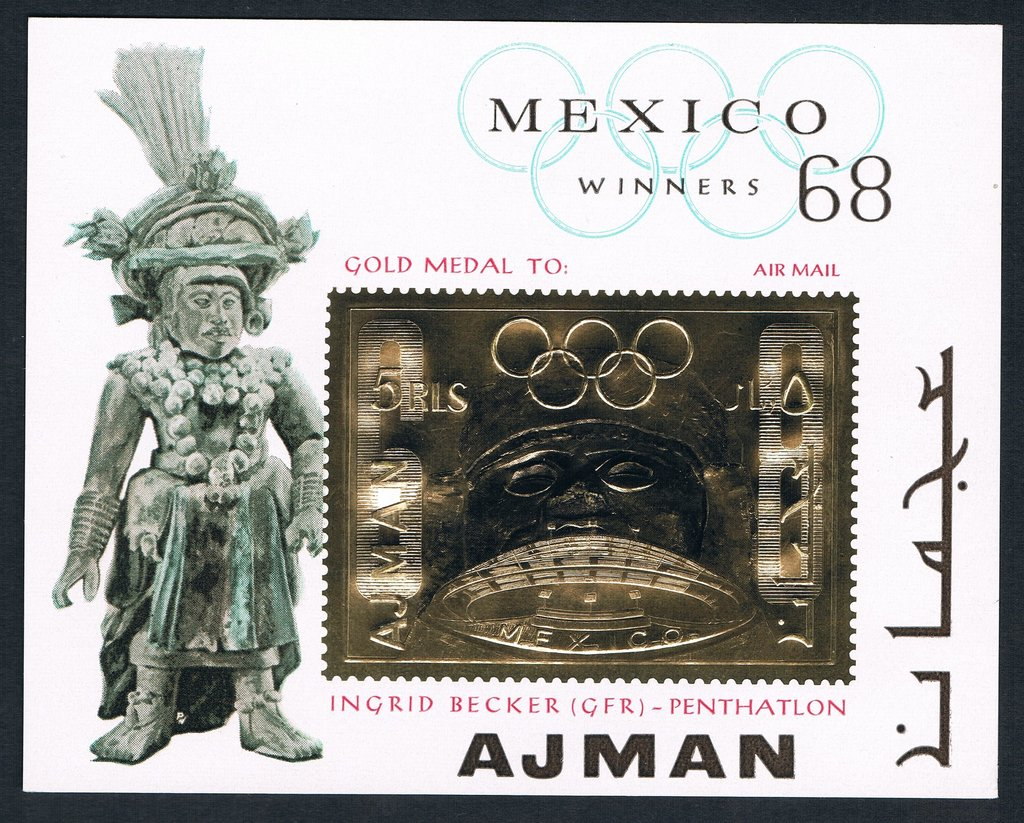
منافسة ألعاب القوى والعداءة السريعة الألمانية إنغريد بيكر
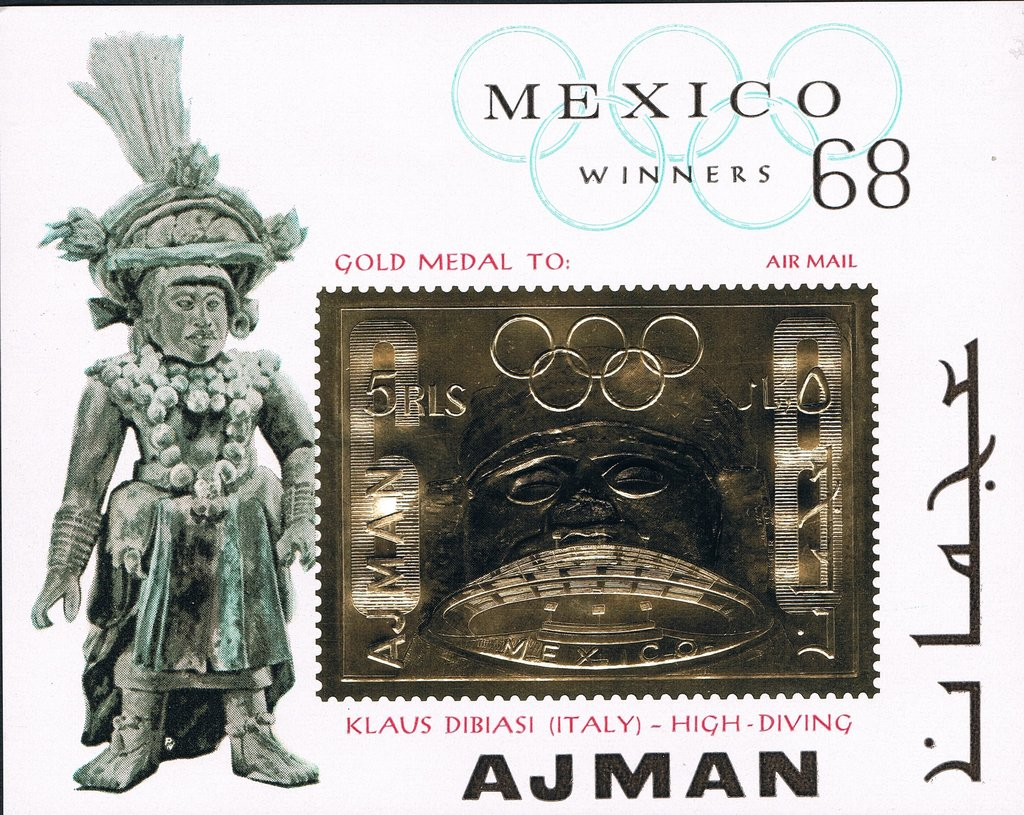
الغطاس الإيطالي كلاوس ديبياسي
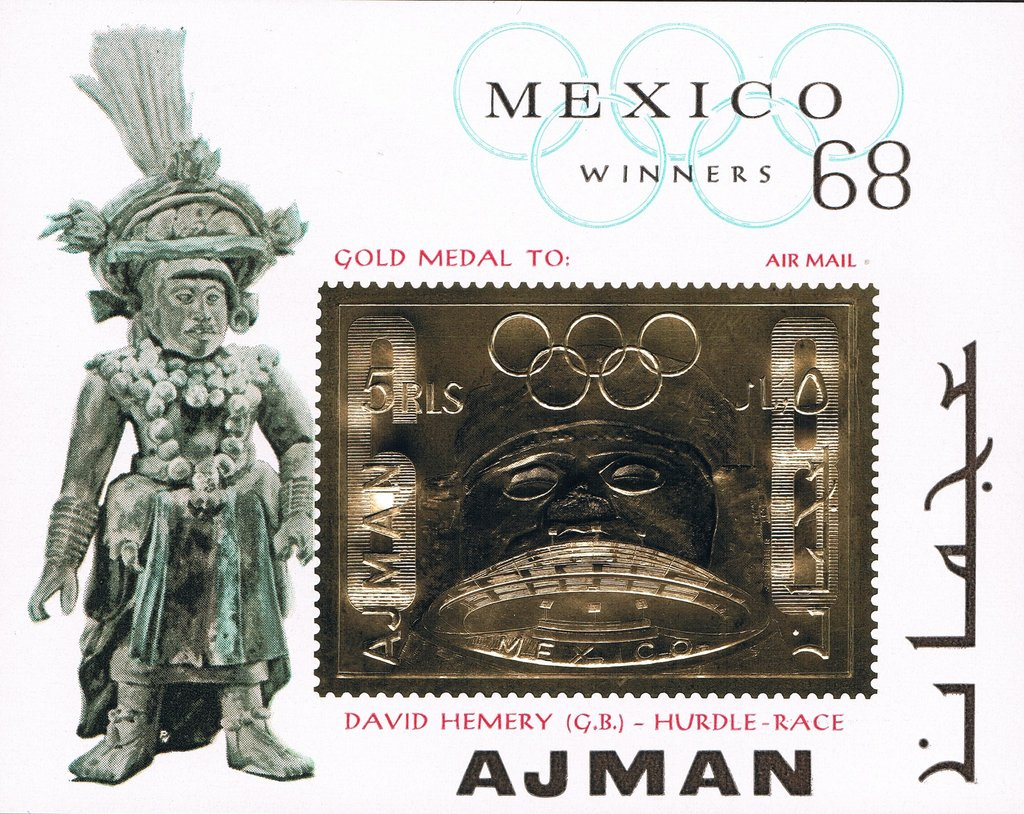
منافس ألعاب القوى البريطاني ديفيد هيمري
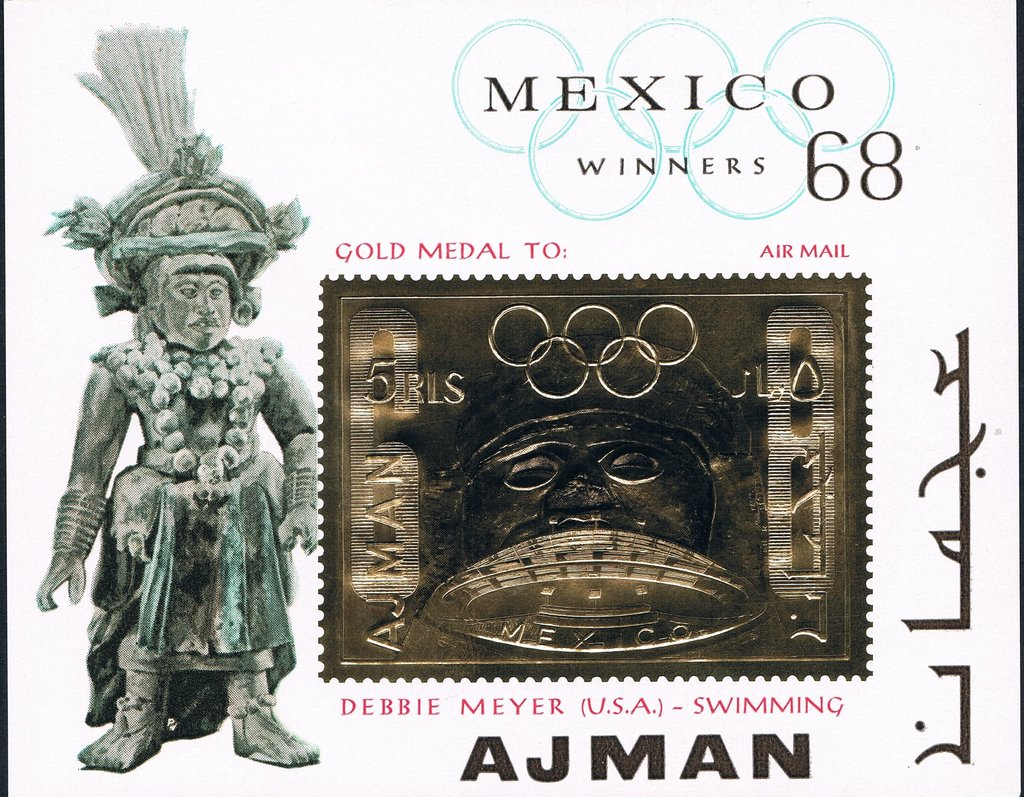
السباحة الأمريكية ديبي ماير

## إصدارات لوحات بارتولومه إستبان موريو وجيرارد فان هونثورست
أُصدرت أربع بطاقات تذكارية بقيمة عشرة ريالات قطرية:

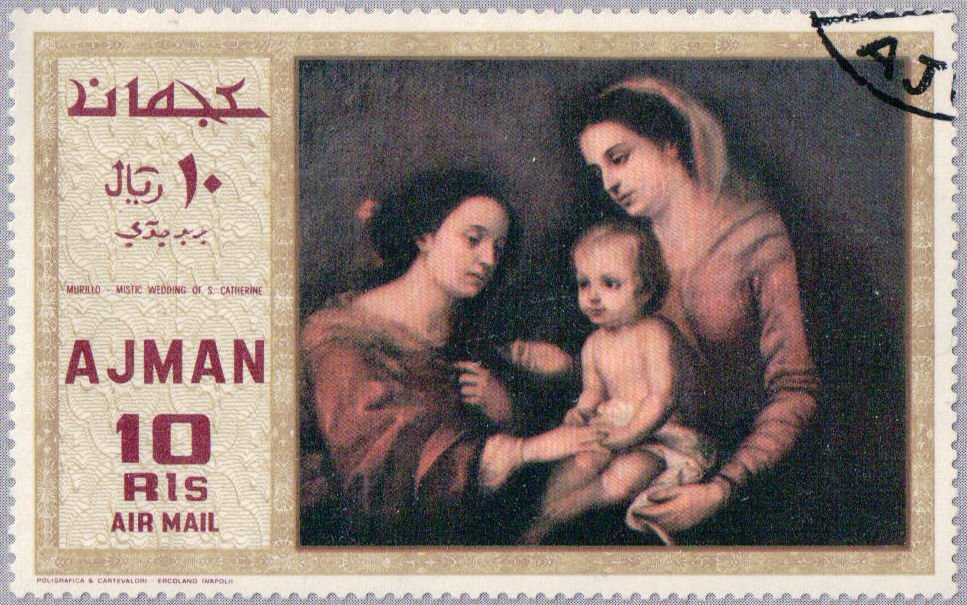
بطاقة تذكارية بقيمة عشرة ريالات قطرية لطابع تظهر فيه لوحة للرسام الإسباني بارتولومه إستبان موريو
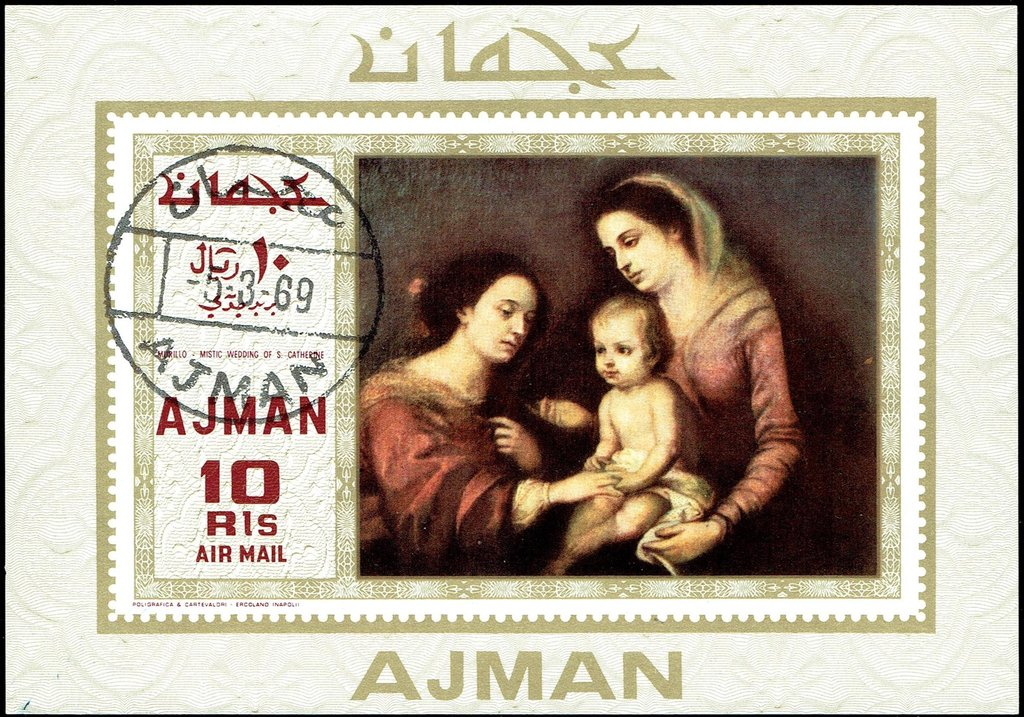
بطاقة تذكارية بقيمة عشرة ريالات قطرية لطابع تظهر فيه لوحة للرسام الإسباني بارتولومه إستبان موريو
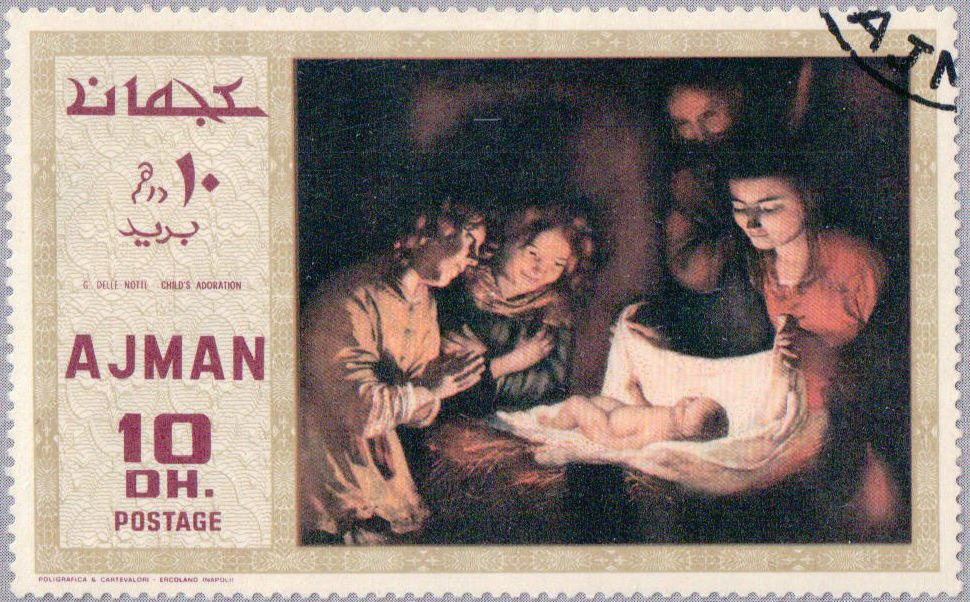
بطاقة تذكارية بقيمة عشرة ريالات قطرية لطابع تظهر فيه لوحة للرسام الهولندي جيرارد فان هونثورست
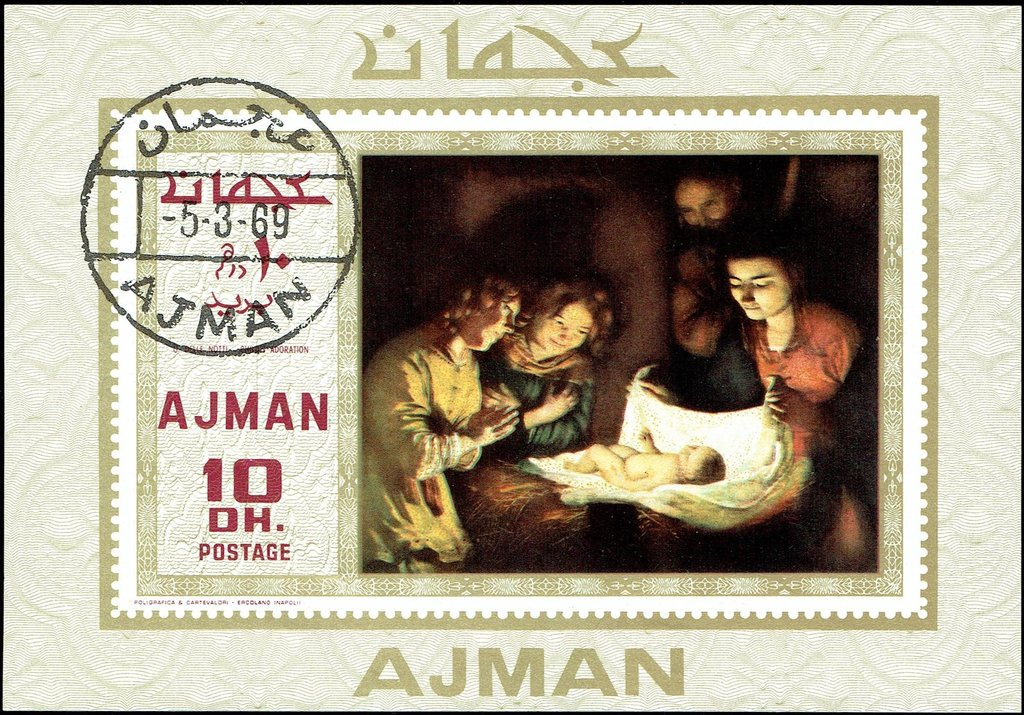
بطاقة تذكارية بقيمة عشرة ريالات قطرية لطابع تظهر فيه لوحة للرسام الهولندي جيرارد فان هونثورست

## إصدارات ذكرى وفاة رواد الفضاء يوري جاجارين وإدوارد وايت
ظهرت طوابع بريدية لمناسبة الذكرى الأولى لوفاة رائد الفضاء الروسي يوري جاجارين ورائد الفضاء الأمريكي إدوارد هيغنز وايت وقد أُصدرت بتاريخ العاشر من أغسطس عام 1969:

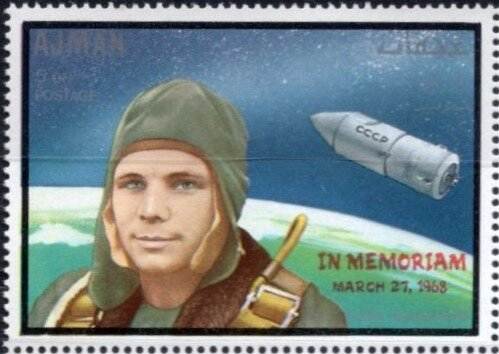
طابع مخرم بقيمة خمسة دراهم يحتوي على صورة رائد الفضاء الروسي يوري جاجارين موشح بعبارة "IN MEMORIAM 27 MARCH 1968"
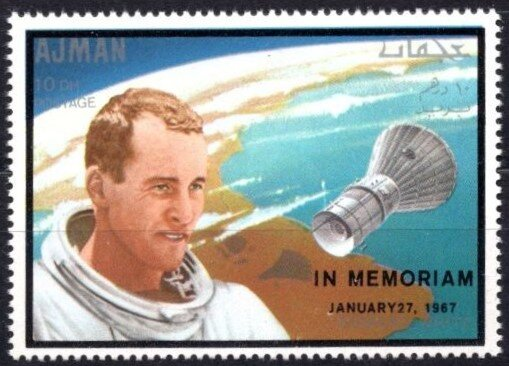
طابع مخرم بقيمة خمسة دراهم يحتوي على صورة رائد الفضاء الأمريكي إدوارد هيغنز وايت موشح بعبارة "IN MEMORIAM 27 JANUARY 1968"
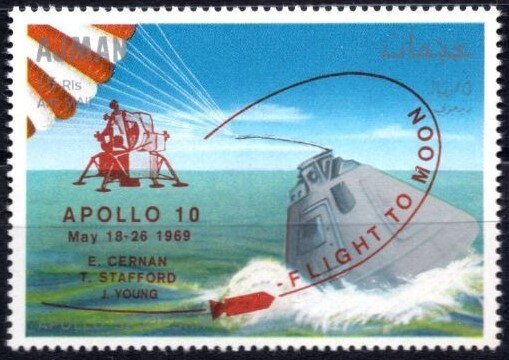
طابع مخرم بقيمة خمسة دراهم يحتوي على صورة مركبة الفضاء أبولو 10
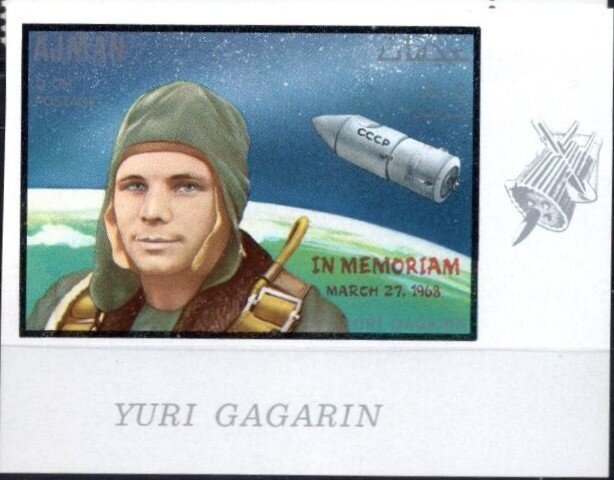
طابع غير مخرم بقيمة خمسة دراهم يحتوي على صورة رائد الفضاء الروسي يوري جاجارين موشح بعبارة "IN MEMORIAM 27 MARCH 1968"
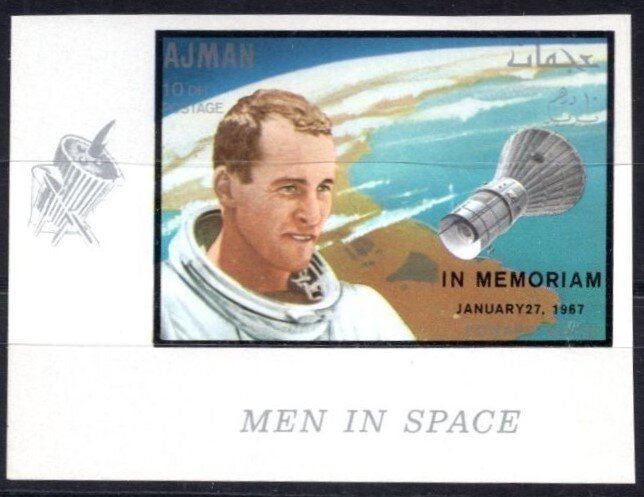
طابع غير مخرم بقيمة خمسة دراهم يحتوي على صورة رائد الفضاء الأمريكي إدوارد هيغنز وايت موشح بعبارة "IN MEMORIAM 27 JANUARY 1968"
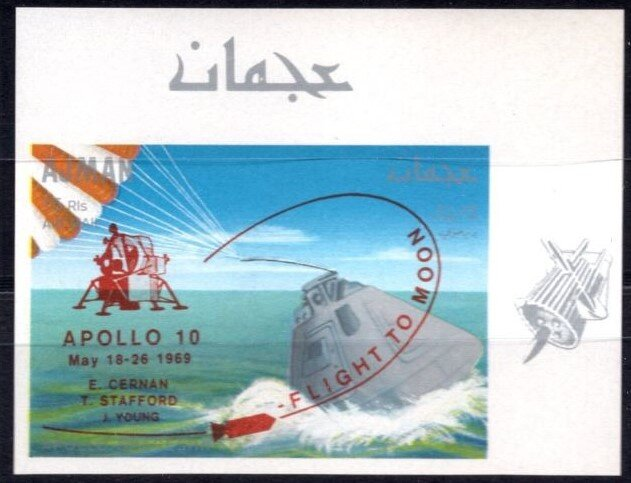
طابع غير مخرم بقيمة خمسة دراهم يحتوي على صورة مركبة الفضاء أبولو 10

البطاقات التذكارية:

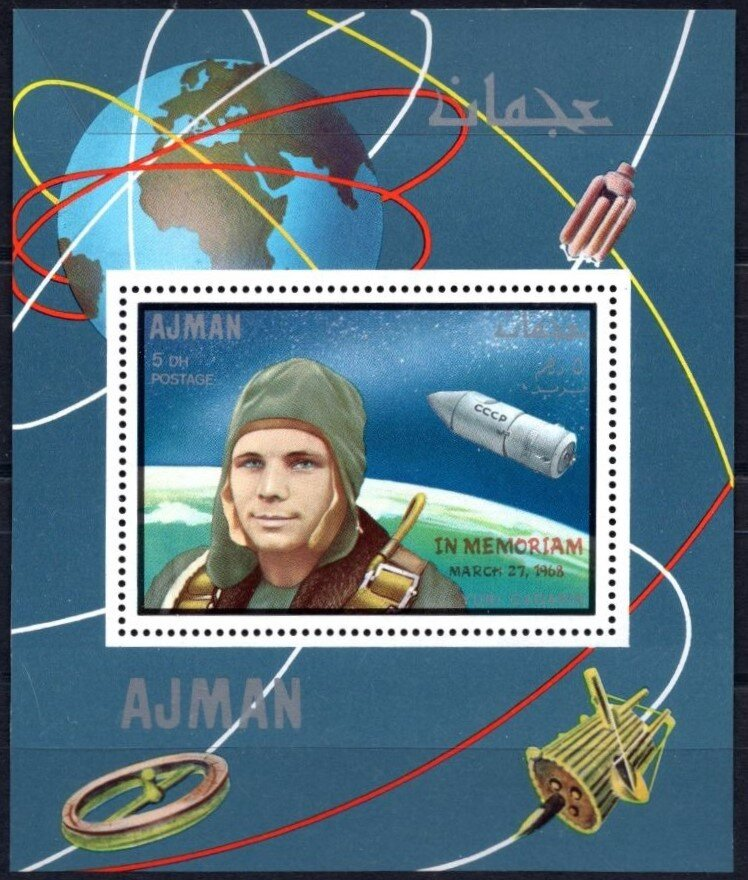
بطاقة يوري جاجارين
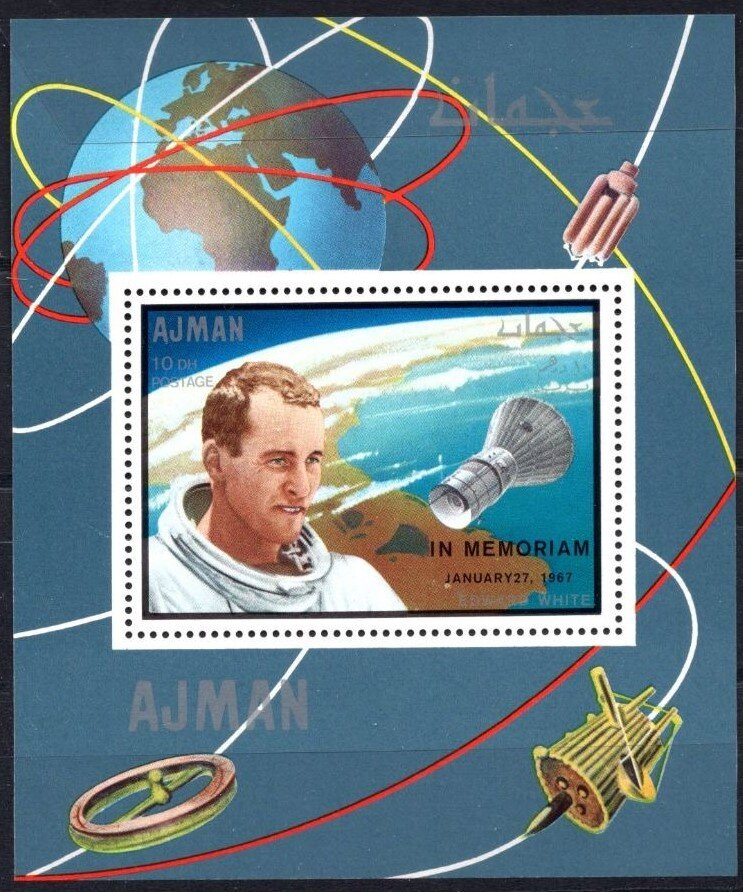
بطاقة إدوارد وايت
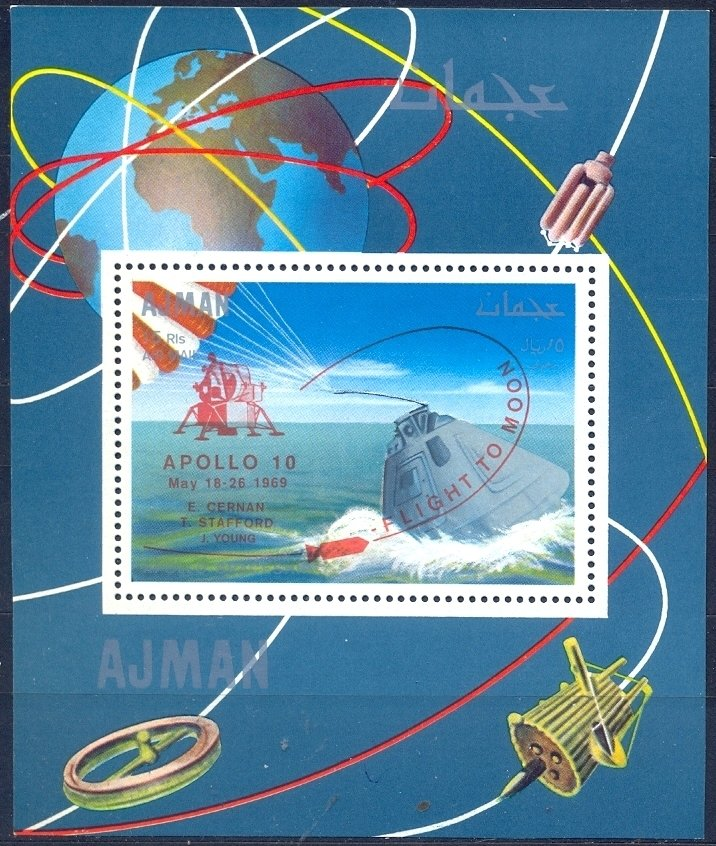
بطاقة أبولو

## توشيح طوابع الفائزين بميداليات ذهبية في دورة الألعاب الأولمبية الصيفية في المكسيك
أُعيد توشيح إصدارات طوابع الرياضيين الفائزين بميداليات ذهبية في دورة الألعاب الأولمبية الصيفية في المكسيك 

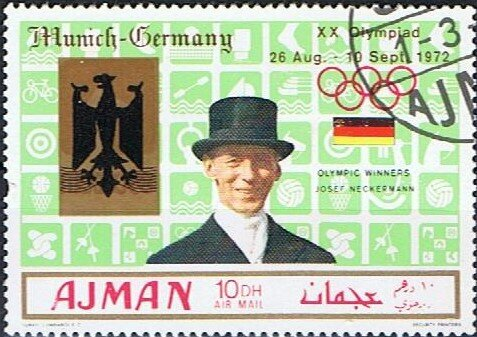
فارس السباق الألماني جوسيف نكرمان
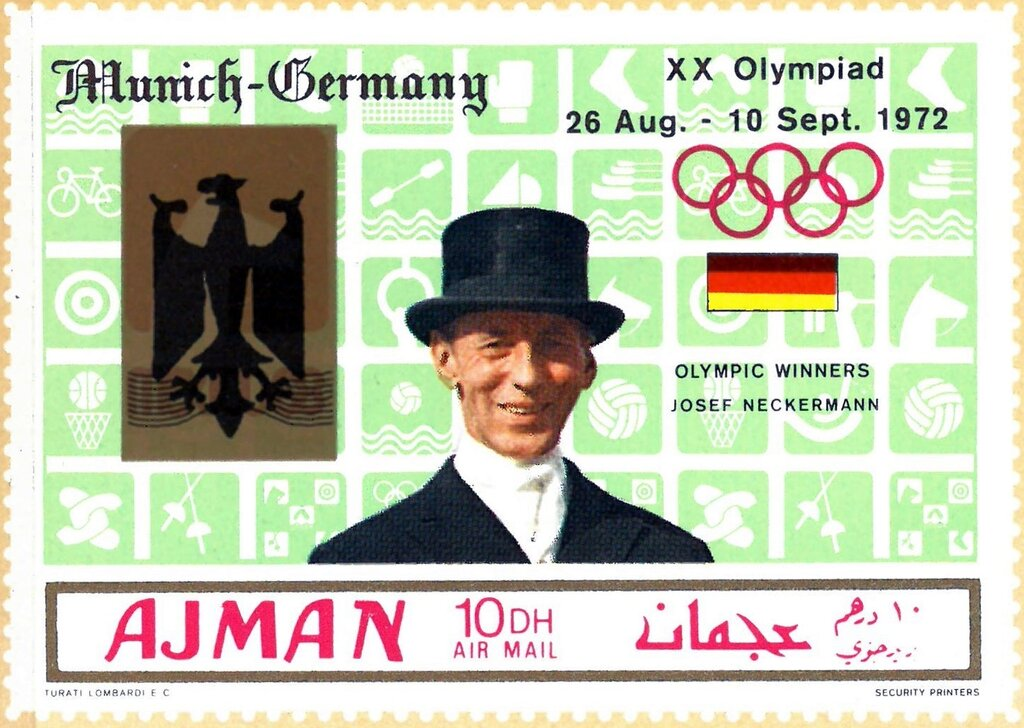
فارس السباق الألماني جوسيف نكرمان
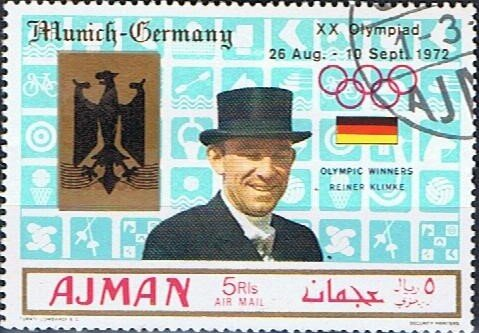
فارس السباق الألماني راينر كليميك
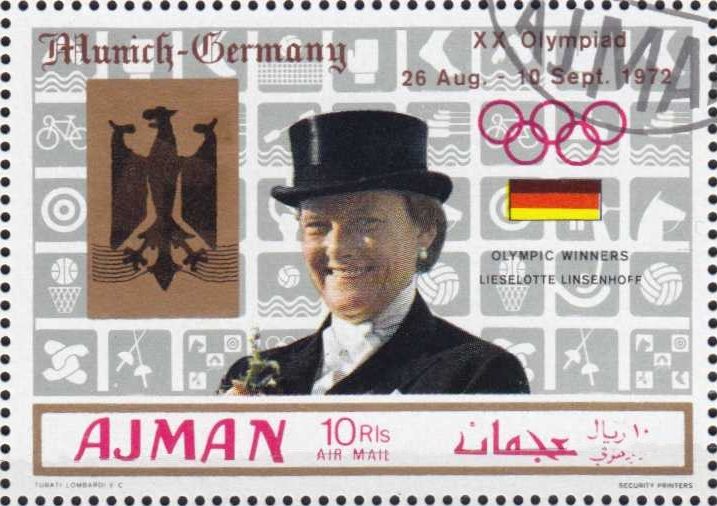
فارسة السباق الألمانية ليسيلوت لينسنهوف
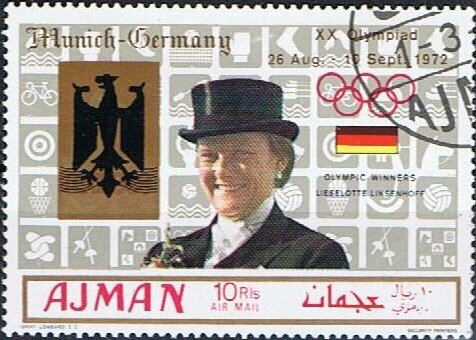
فارسة السباق الألمانية ليسيلوت لينسنهوف
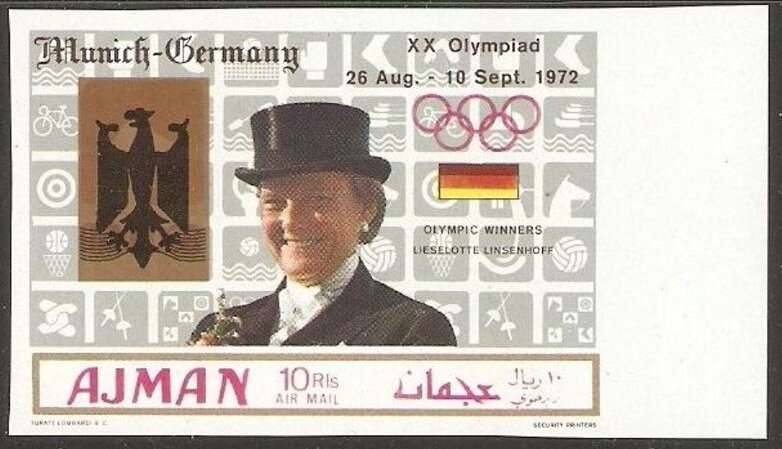
فارسة السباق الألمانية ليسيلوت لينسنهوف

وأُصدرت بطاقات تذكارية:

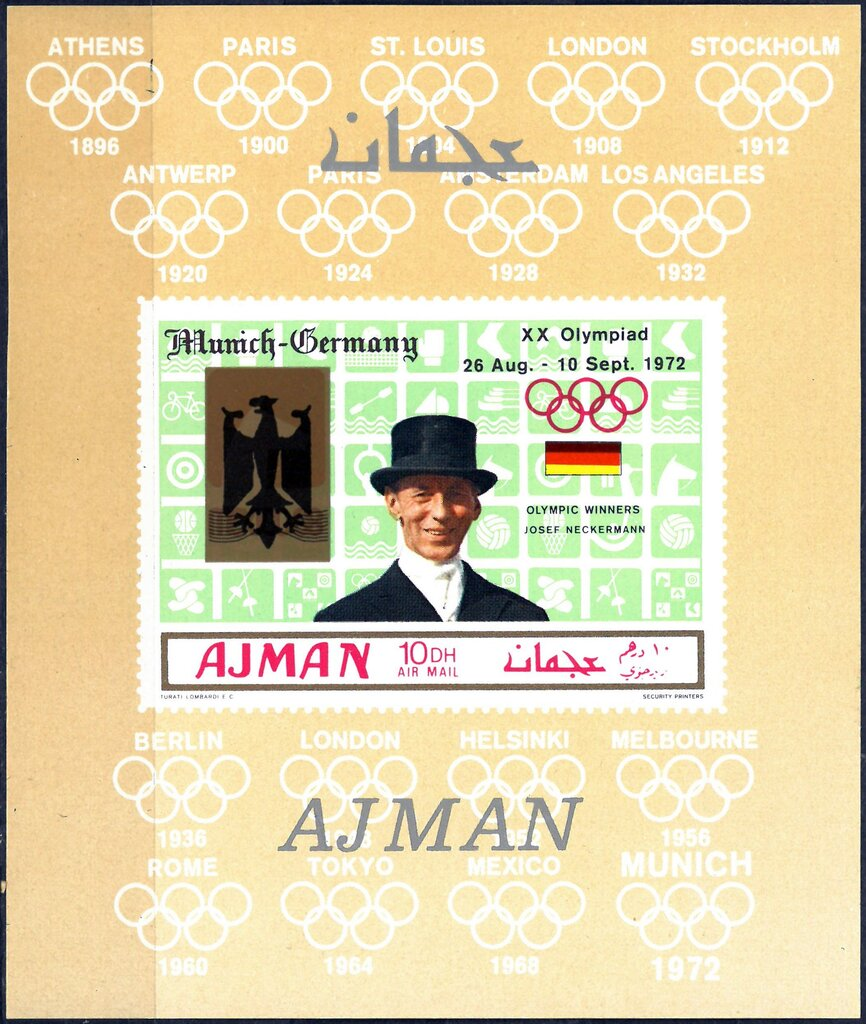
فارس السباق الألماني جوسيف نكرمان
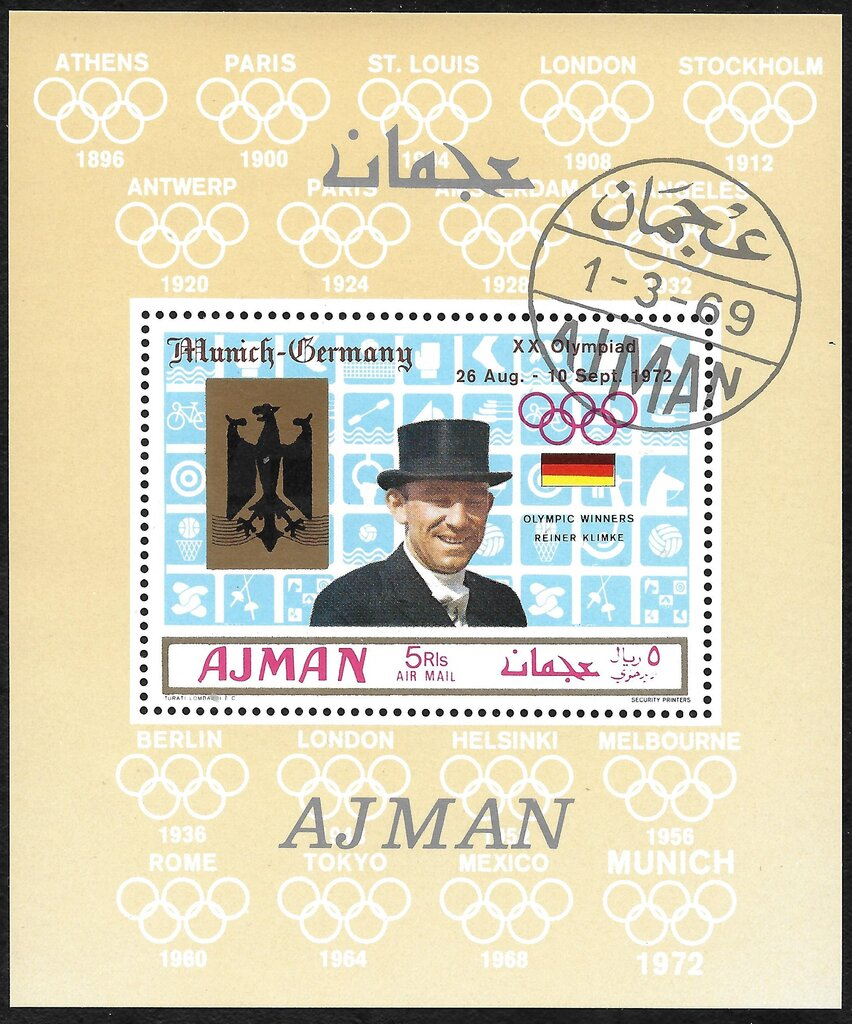
فارس السباق الألماني راينر كليميك
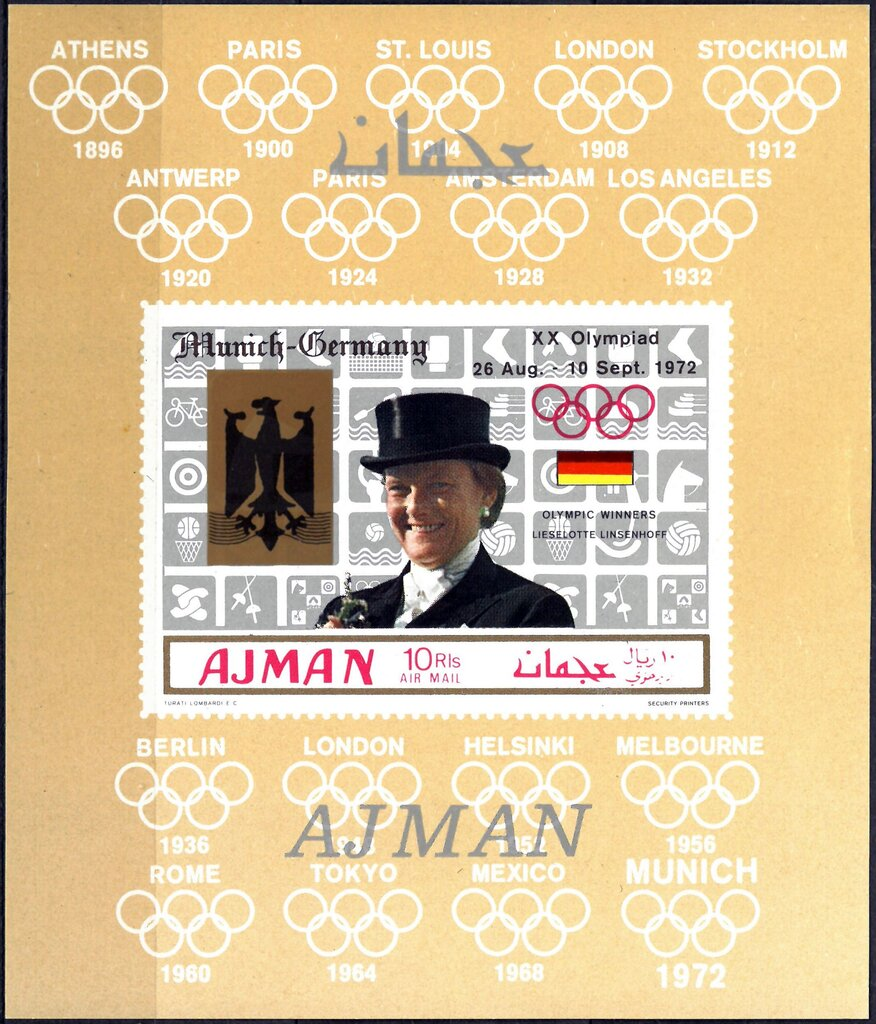
فارسة السباق الألمانية ليسيلوت لينسنهوف
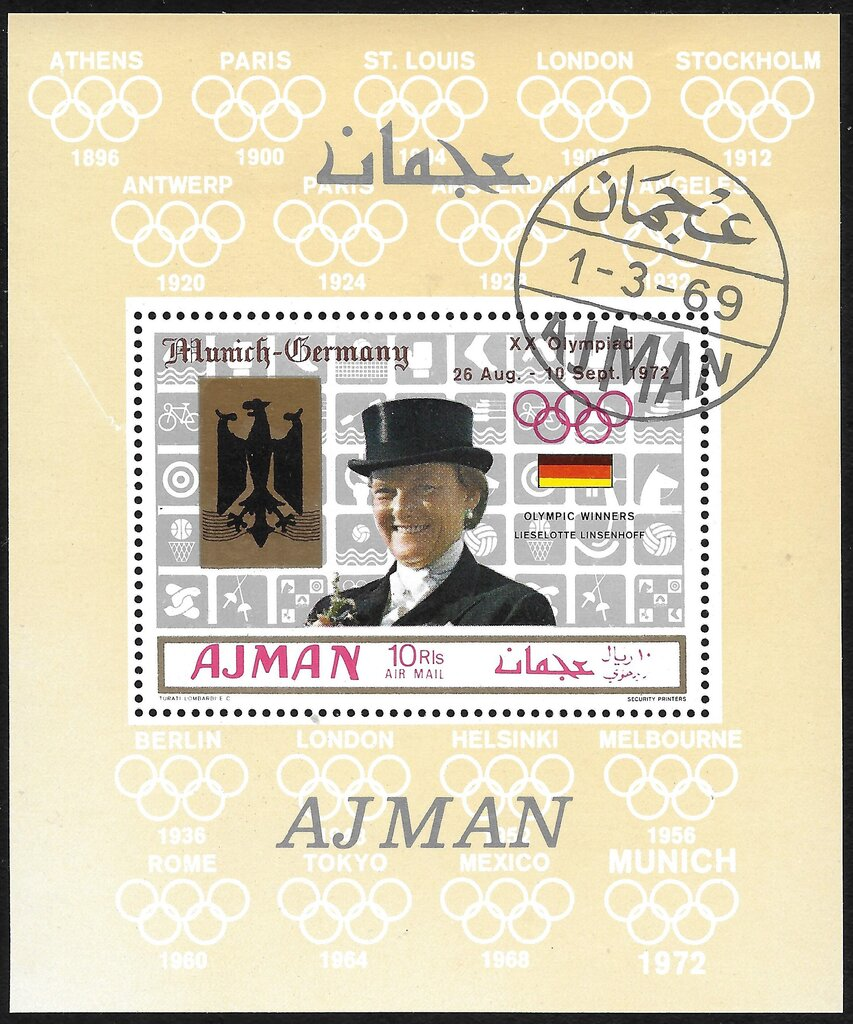
فارسة السباق الألمانية ليسيلوت لينسنهوف

## إصدارات الهبوط على القمر
أُصدرت طوابع دائرية الشكل في العاشر من شهر نوفمبر عام 1969 لمناسبة هبوط أول إنسان على سطح القمر وكانت الطوابع تحتوي على صور رواد فضاء أمريكيين من طاقم رحلة أبولو 11 وهم القائد (أول إنسان يمشي على سطح القمر) نيل أرمسترونج وربان المركبة الرئيسية مايكل كولينز وربان المركبة القمرية إدوين ألدرن، وألان شيبارد أحد أفراد طاقم الرحلة ميركوري-ريدستون 3 إضافة إلى احتواء بعض الطوابع على صورة الرئيس الأمريكي الخامس والثلاثين جون كينيدي، وكذلك تضمنت بعض الطوابع صورة شارة أبولو 11، وهي شارة دائرية تحتوي على النسر ذي الأجنحة الممدودة وهو يحمل غصن الزيتون على سطح القمر.

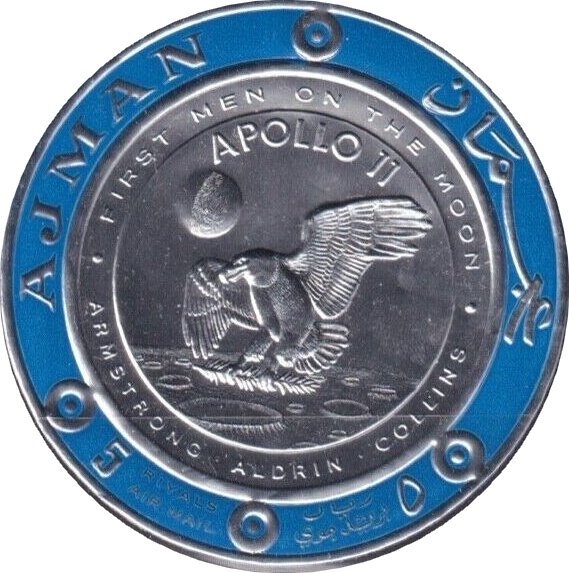
طابع يحتوي على شارة أبولو 11، خمسة ريالات (بريد جوي)
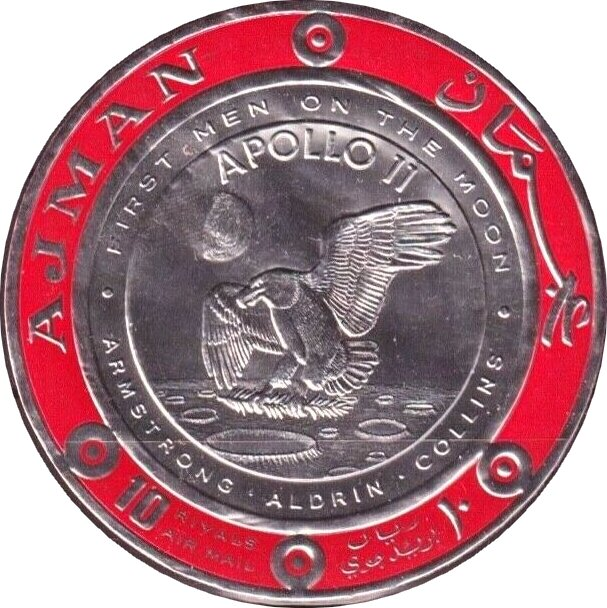
طابع يحتوي على شارة أبولو 11، عشرة ريالات (بريد جوي)
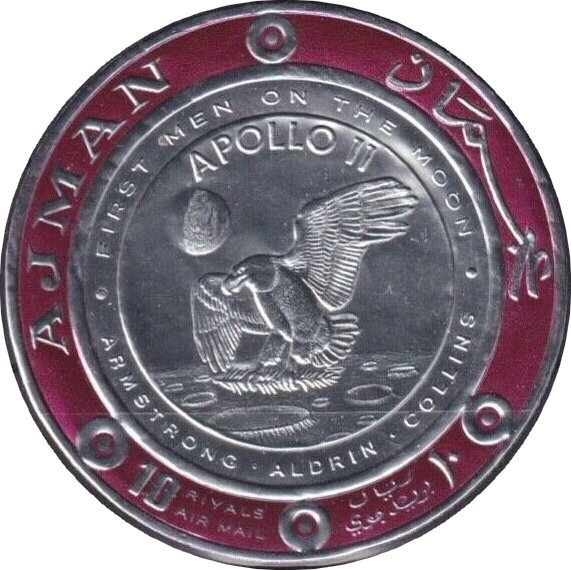
طابع يحتوي على شارة أبولو 11، عشرة ريالات (بريد جوي)
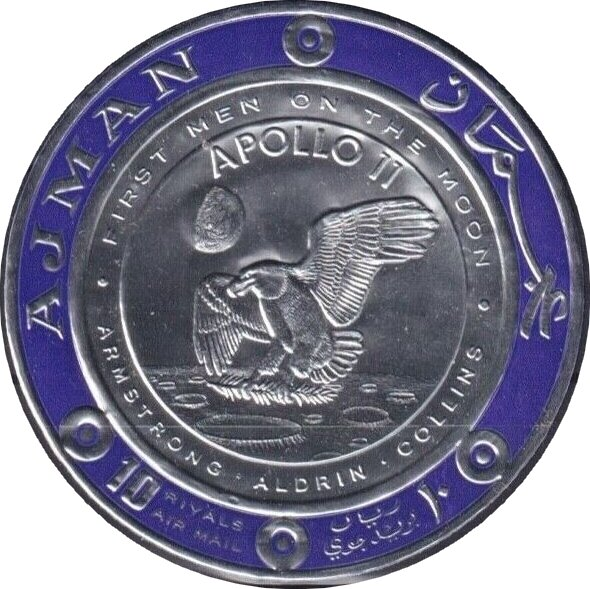
طابع يحتوي على شارة أبولو 11، عشرة ريالات (بريد جوي)
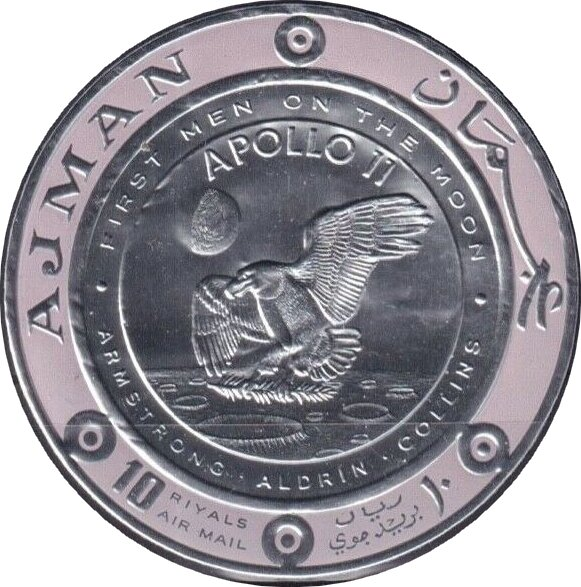
طابع يحتوي على شارة أبولو 11، عشرة ريالات (بريد جوي)
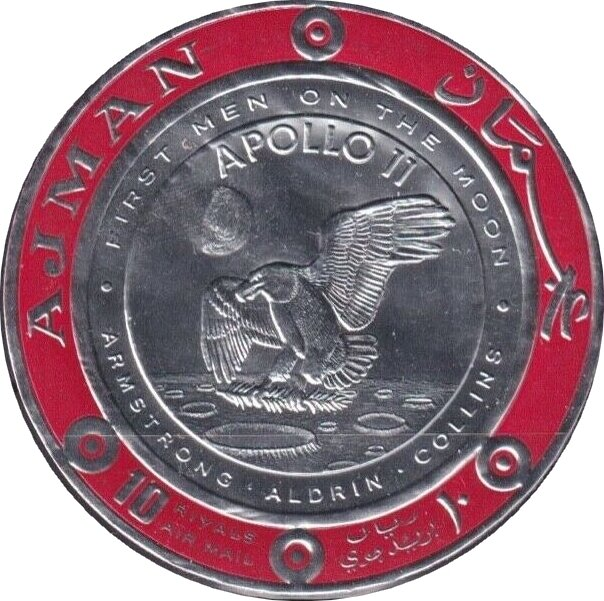
طابع يحتوي على شارة أبولو 11، عشرة ريالات (بريد جوي)
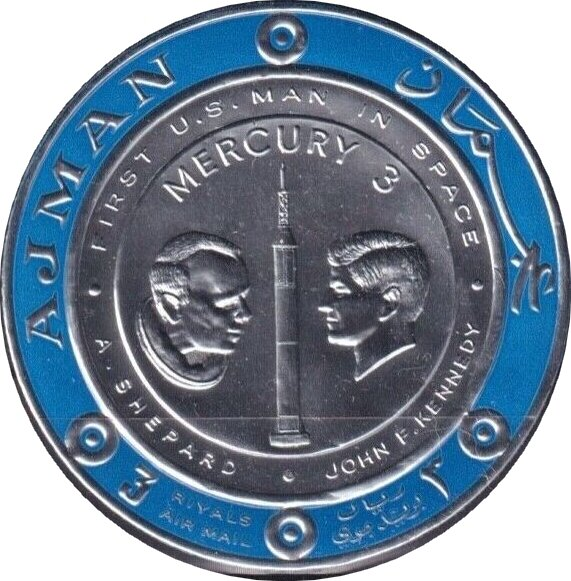
طابع يحتوي على صورة جون كينيدي وألان شيبارد، ثلاثة ريالات (بريد جوي)
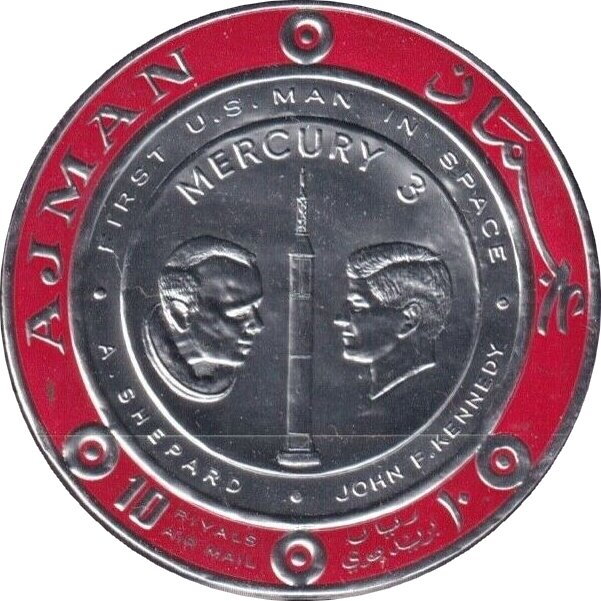
طابع يحتوي على صورة جون كينيدي وألان شيبارد، عشرة ريالات (بريد جوي)
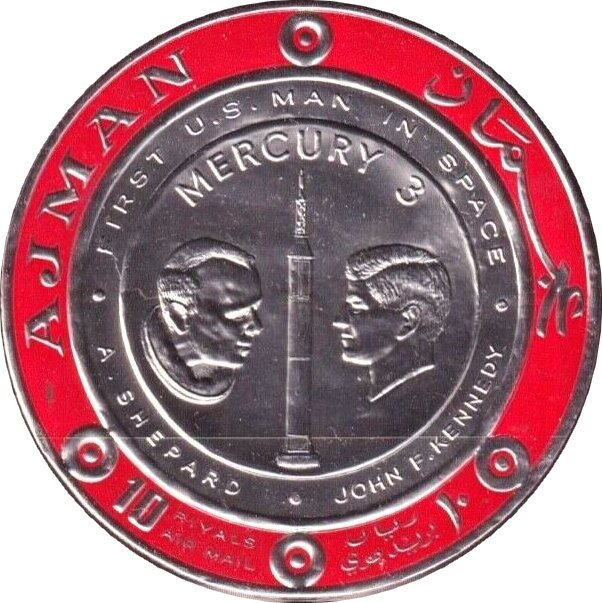
طابع يحتوي على صورة جون كينيدي وألان شيبارد، عشرة ريالات (بريد جوي)
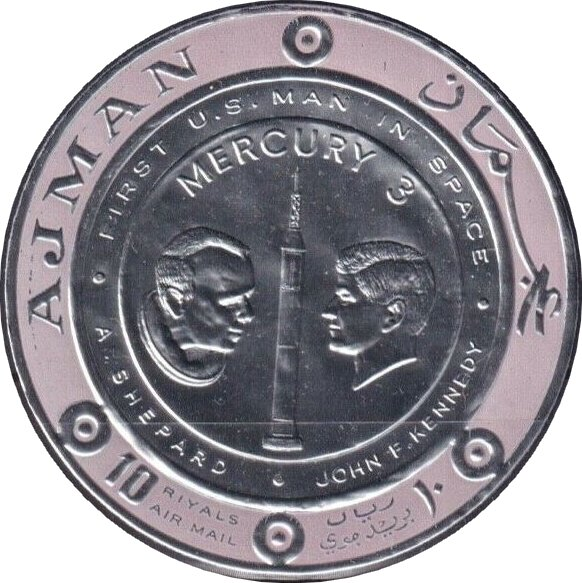
طابع يحتوي على صورة جون كينيدي وألان شيبارد، عشرة ريالات (بريد جوي)
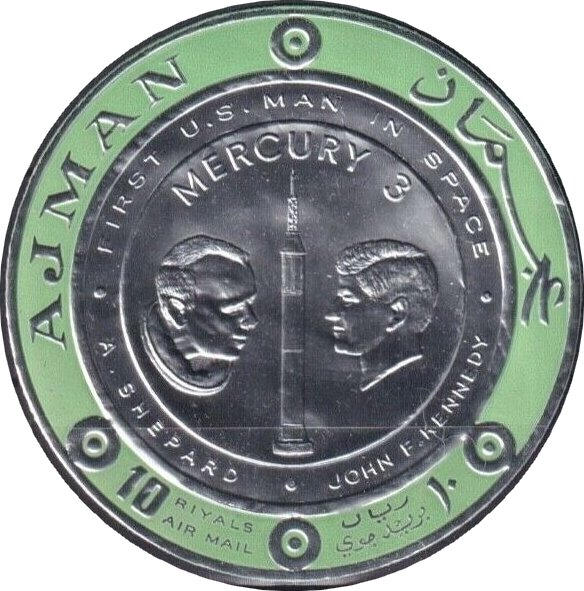
طابع يحتوي على صورة جون كينيدي وألان شيبارد، عشرة ريالات (بريد جوي)
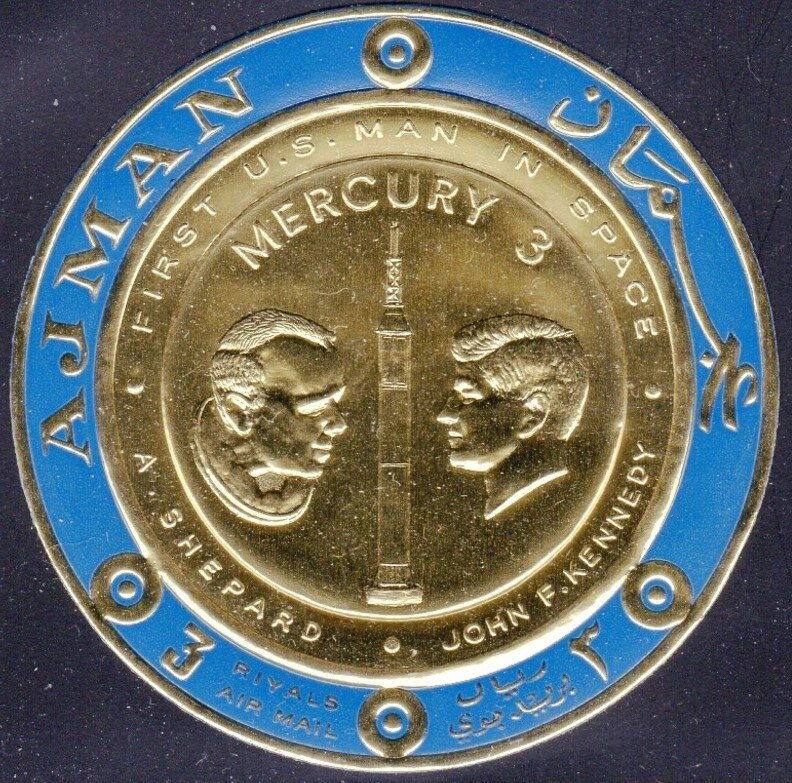
طابع يحتوي على صورة جون كينيدي وألان شيبارد، ثلاثة ريالات (بريد جوي)
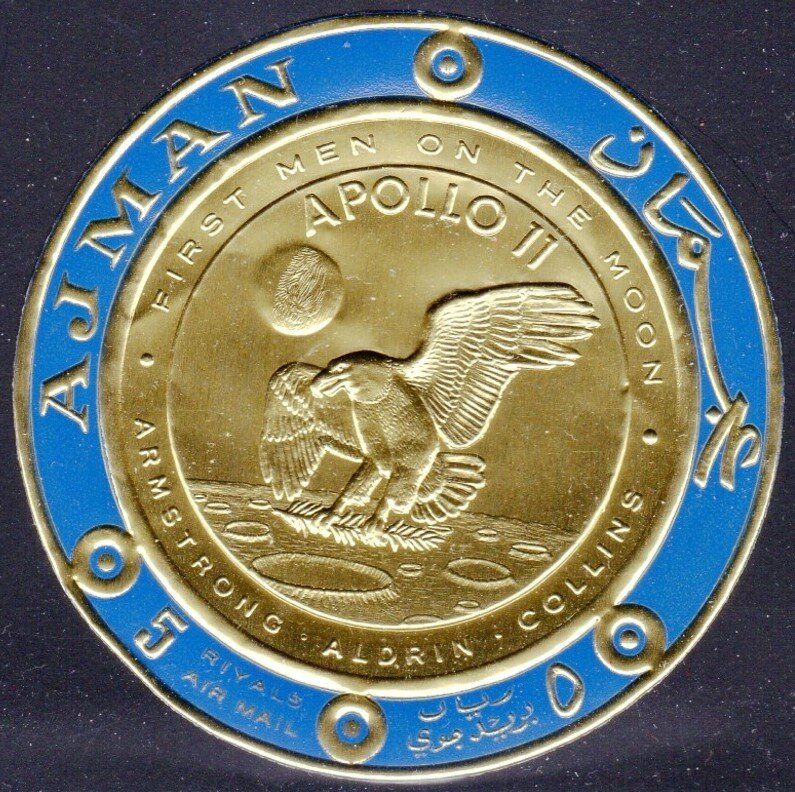
طابع يحتوي على شارة أبولو 11، خمسة ريالات (بريد جوي)
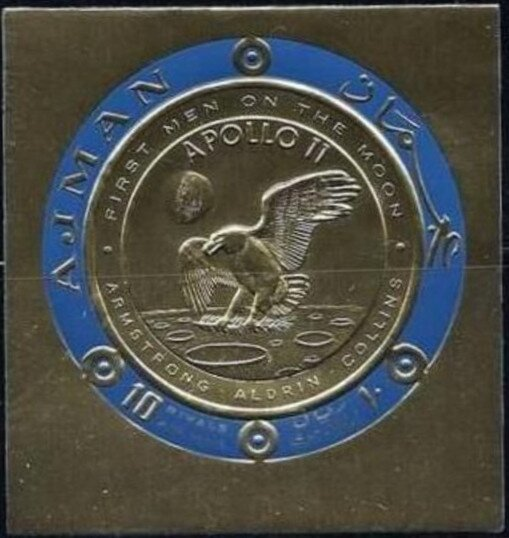
طابع يحتوي على شارة أبولو 11، عشرة ريالات (بريد جوي)
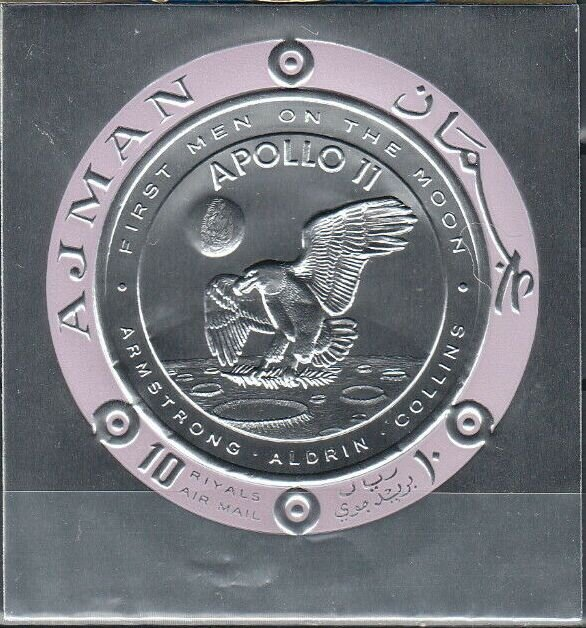
طابع يحتوي على شارة أبولو 11، عشرة ريالات (بريد جوي)
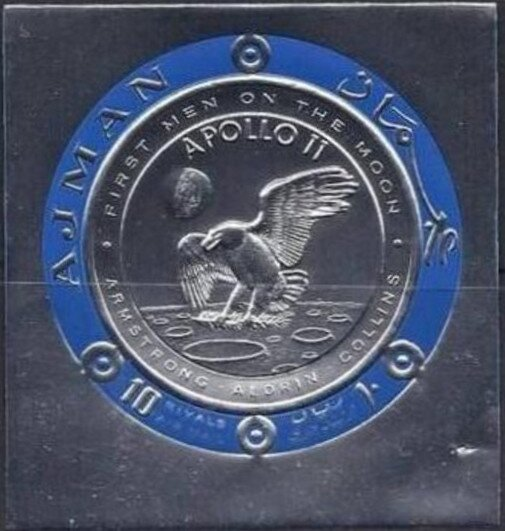
طابع يحتوي على شارة أبولو 11، عشرة ريالات (بريد جوي)
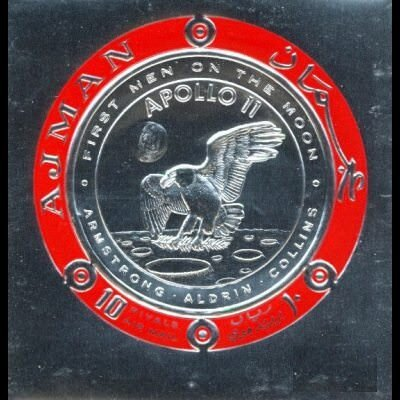
طابع يحتوي على شارة أبولو 11، عشرة ريالات (بريد جوي)
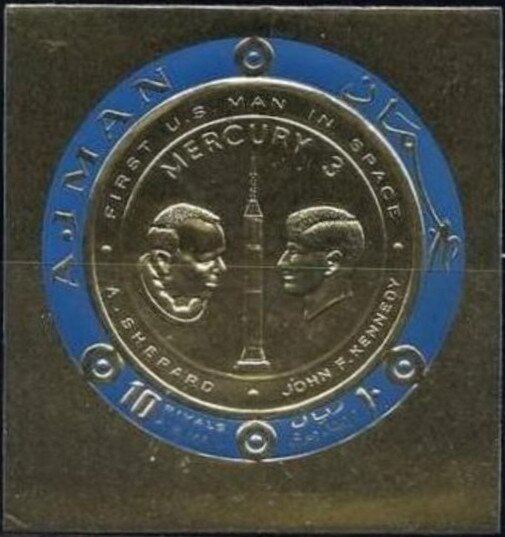
طابع يحتوي على صورة جون كينيدي وألان شيبارد، عشرة ريالات (بريد جوي)
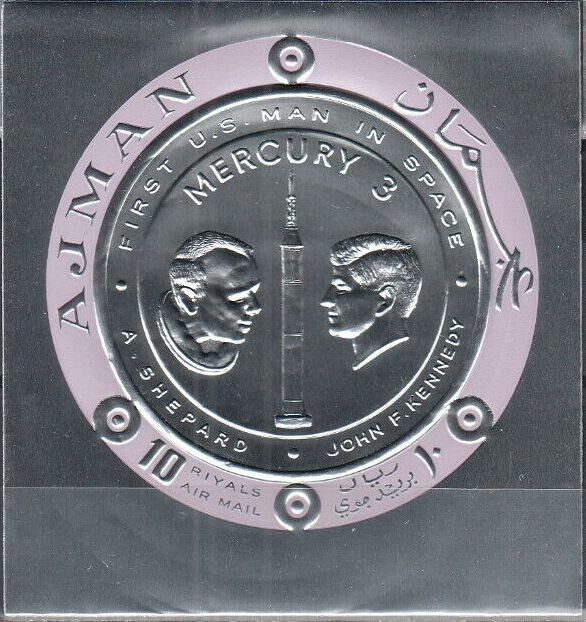
طابع يحتوي على صورة جون كينيدي وألان شيبارد، عشرة ريالات (بريد جوي)
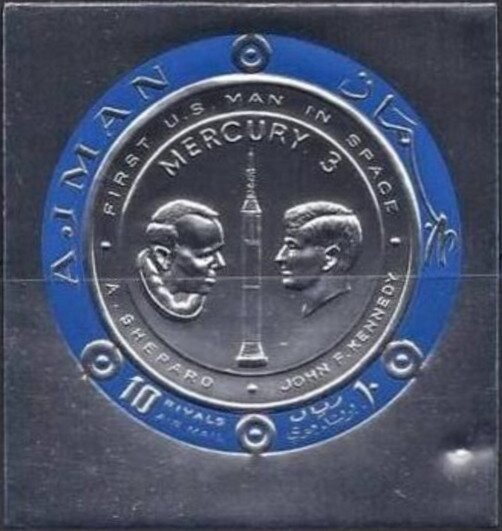
طابع يحتوي على صورة جون كينيدي وألان شيبارد، عشرة ريالات (بريد جوي)

وهذه إصدارات رحلة الفضاء أبولو 11

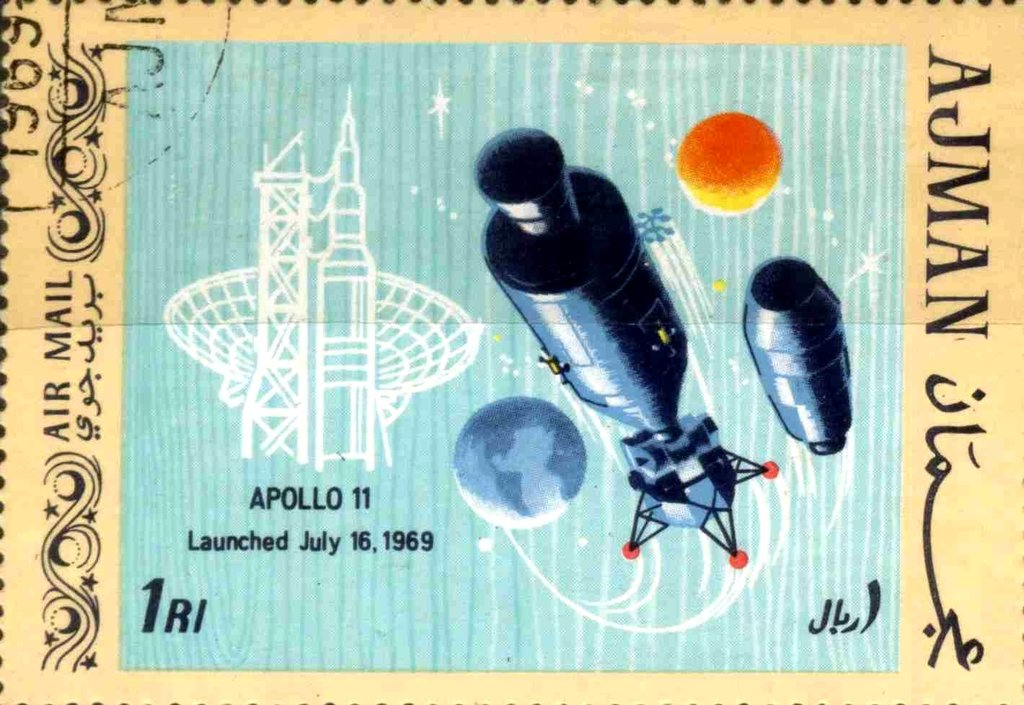
طابع بخلفية ذات لون أخضر وبقيمة ريال واحد مخصص للبريد الجوي يحتوي على صورة مركبة الفضاء أبولو التي تستخدمها وكالة الفضاء (ناسا) في برنامج أبولو
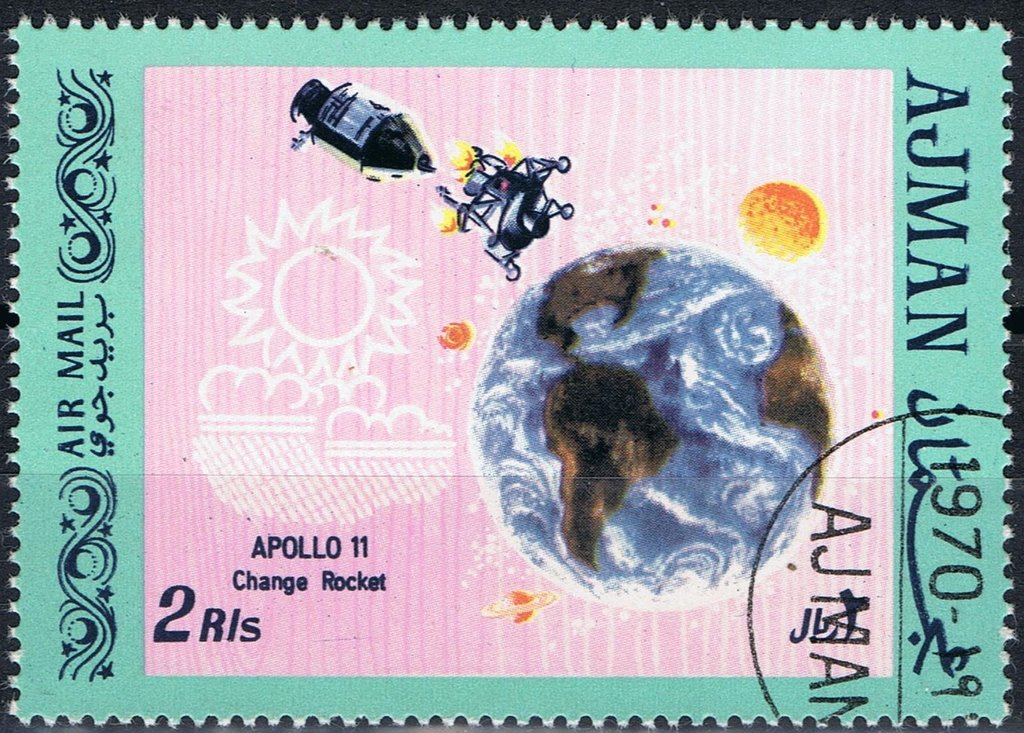
طابع بخلفية ذات لون وردي فاتح تظهر فيه وحدة أبولو القمرية ووحدة أبولو للقيادة والخدمة ويظهر فيها صورة لكوكب الأرض، ريالان (بريد جوي)
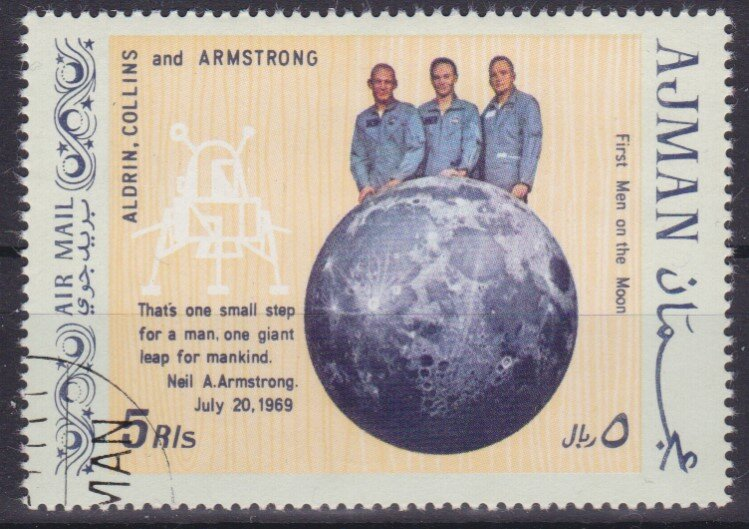
طابع بخلفية ذات لون أصفر فاتح يحتوي على صورة الرواد الثلاثة الذين كانوا ضمن مهمة أبولو 11، خمسة ريالات (بريد جوي)

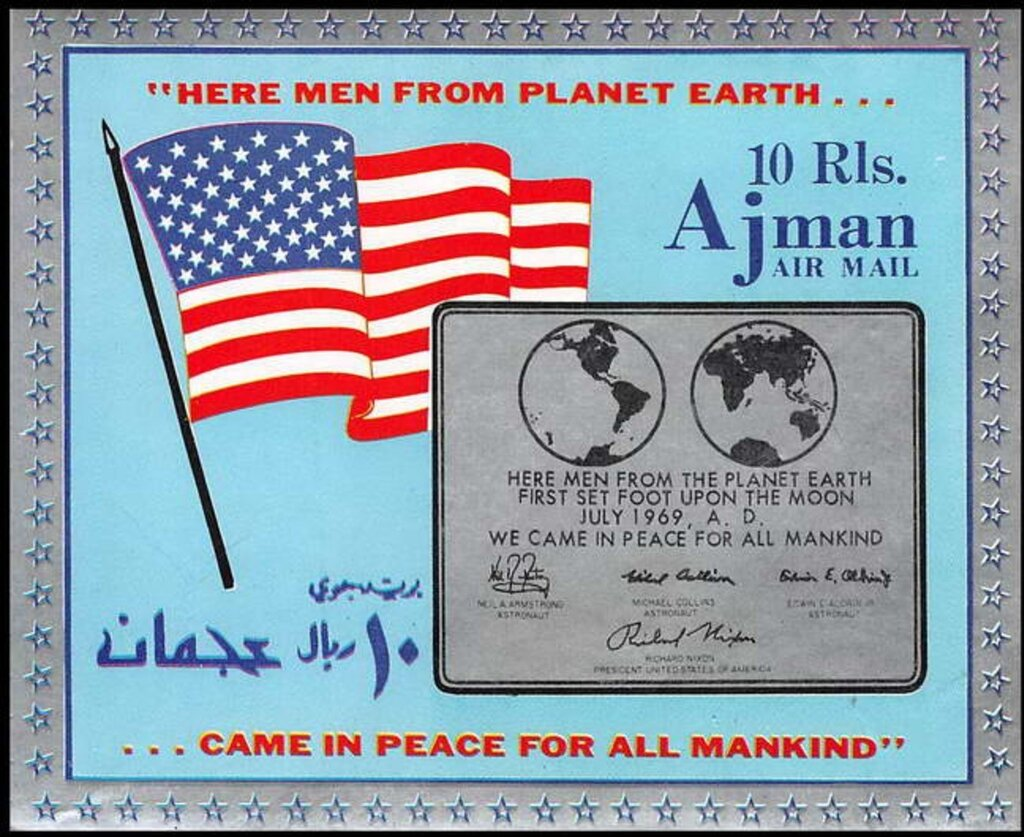
ورقة تذكارية بقيمة عشرة ريالات قطرية تحتوي على صورة الأرض وعلم الولايات المتحدة الأمريكية

وأُصدرت بطاقة تذكارية:

## إصدارات في دورة الألعاب الأولمبية الصيفية في ميونخ
أُصدرت ستة طوابع وبطاقتان تذكاريتان في ديسمبر 1969م:

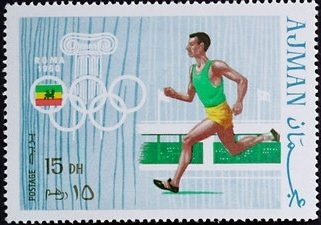
طابع رياضة الركض بقيمة 15 درهما قطريا
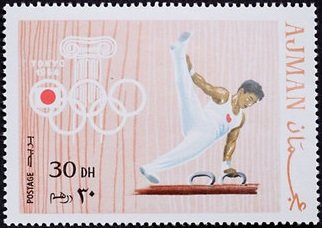
طابع رياضة الجمباز بقيمة 20 درهما قطريا
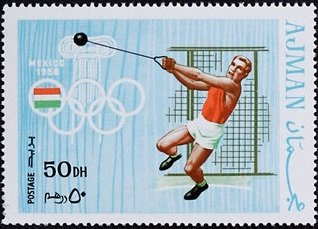
طابع رياضة رمي المطرقة بقيمة 50 درهما قطريا
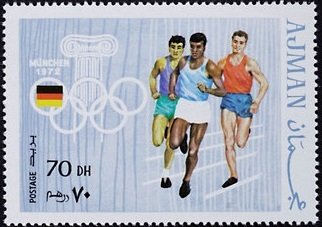
طابع رياضة الركض بقيمة 70 درهما قطريا
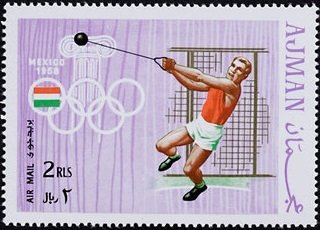
طابع رياضة رمي المطرقة بقيمة ريالين قطريين
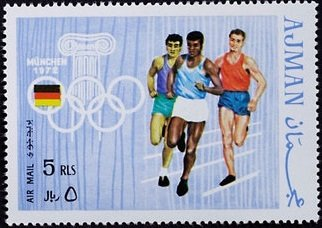
طابع رياضة الركض بقيمة خمسة ريالات قطرية

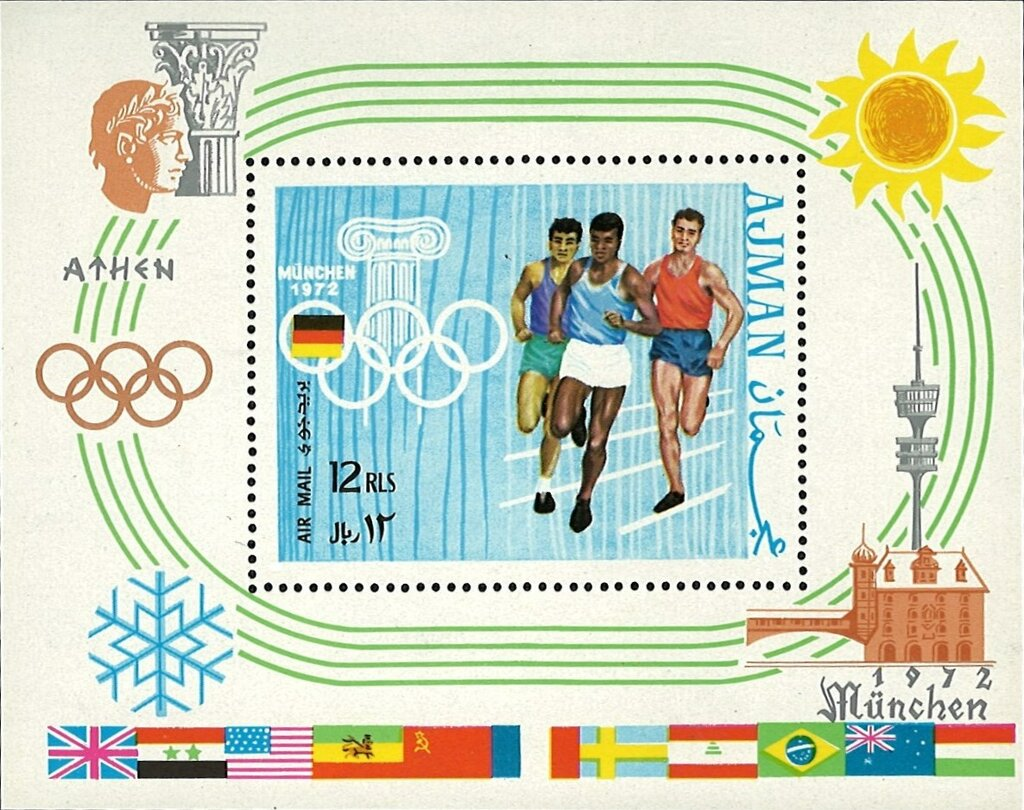
بطاقة تذكارية بقيمة 12 ريال قطري

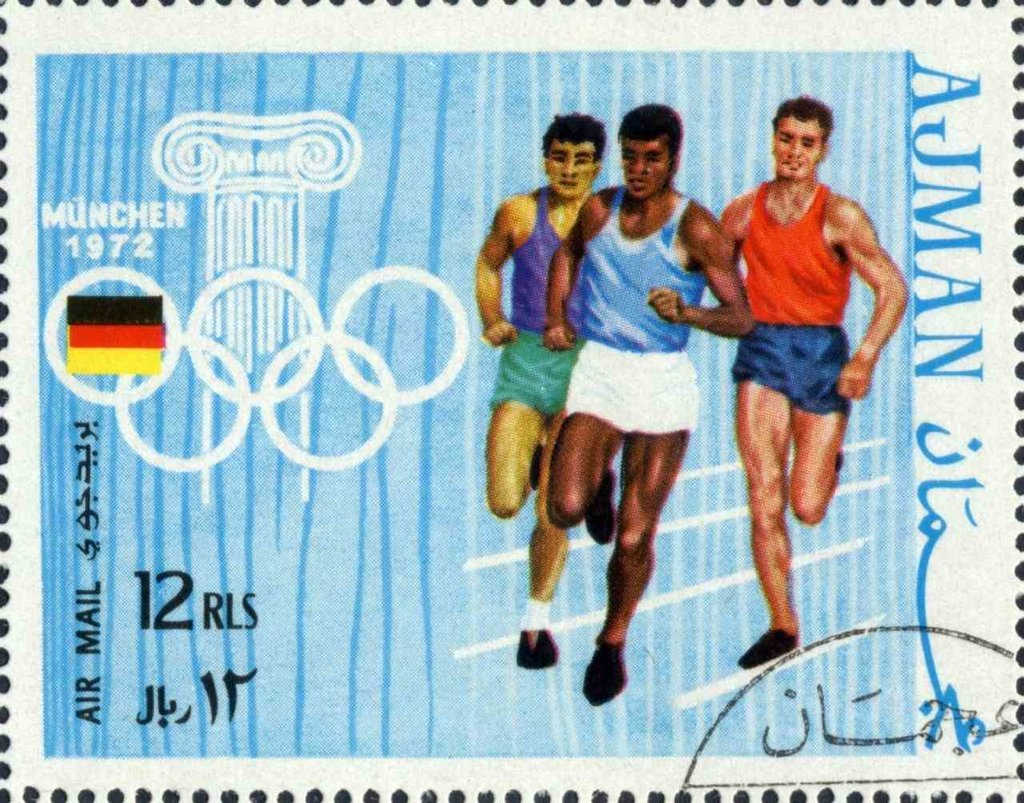
بطاقة تذكارية بقيمة 12 ريال قطري

## إصدارات لوحات عيد الميلاد
أُصدرت ثمانية طوابع بريدية عن عيد الميلاد تحتوي على صور للوحات رسامين عالميين في الخامس عشر من ديسمبر عام 1969م:

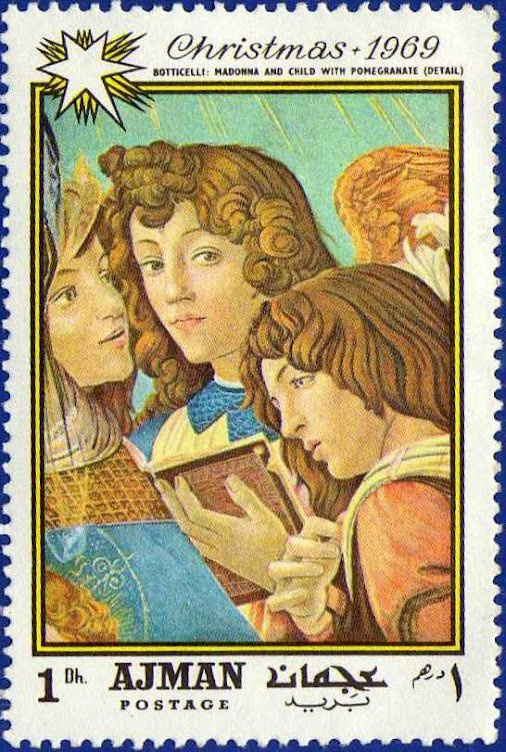
طابع بقيمة درهم قطري واحد يحتوي على صورة للوحة بريشة الرسام الإيطالي ساندرو بوتيتشيلي
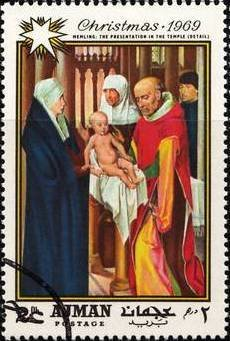
طابع بقيمة درهمين قطريين يحتوي على صورة للوحة بريشة الرسام الألماني هانس ميملنغ
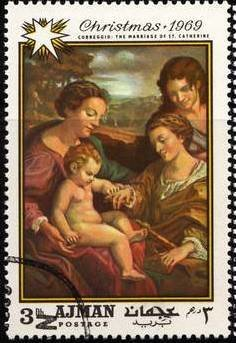
طابع بقيمة ثلاثة دراهم قطرية يحتوي على صورة للوحة بريشة الرسام الإيطالي أنطونيو دا كوريدجو
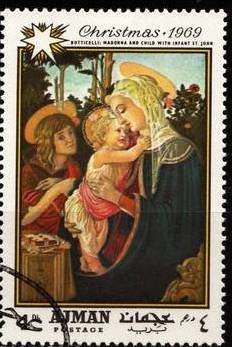
طابع بقيمة أربعة دراهم قطرية يحتوي على صورة للوحة بريشة الرسام الإيطالي ساندرو بوتيتشيلي
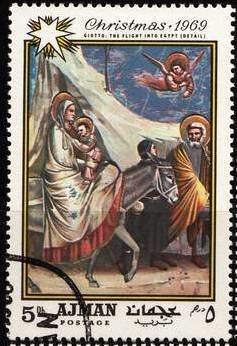
طابع بقيمة خمسة دراهم قطرية يحتوي على صورة للوحة بريشة الرسام الإيطالي جوتو دي بوندوني
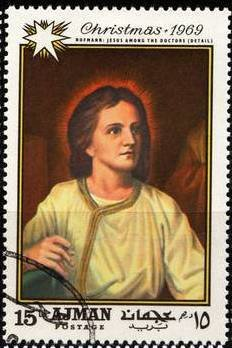
طابع بقيمة خمسة عشر درهما قطريا يحتوي على صورة للوحة بريشة الرسام الألماني هينريتش هوفمان
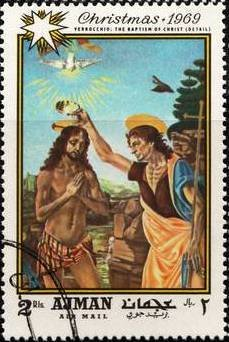
طابع بقيمة ريالين قطريين يحتوي على صورة للوحة بريشة الرسام الإيطالي أندريا دل فروكيو

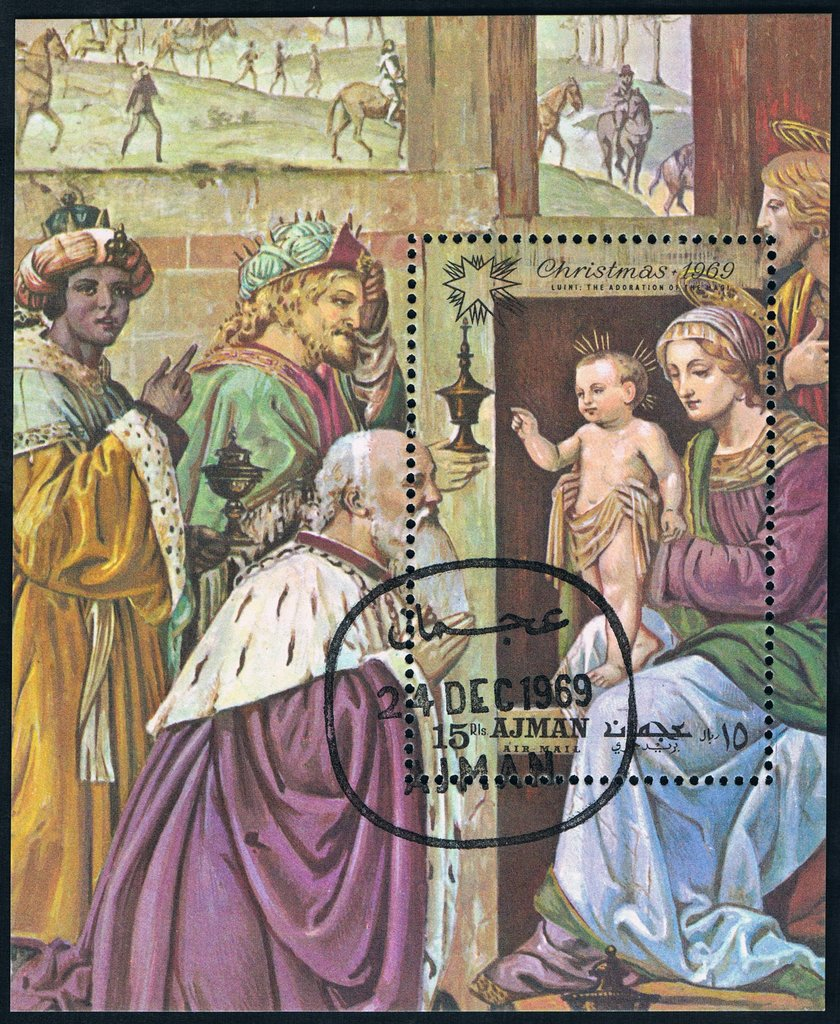
بطاقة تذكارية بقيمة خمسة عشر ريالا قطريا تحتوي على صورة للوحة عن عيد الميلاد رسمها الرسام الإيطالي برناردينو لويني

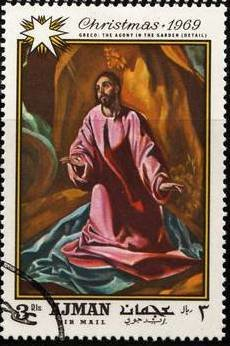
طابع بقيمة ريالين قطريين يحتوي على صورة للوحة بريشة الرسام الإسباني إل غريكو

وأُصدرت بطاقة تذكارية واحدة: